# Roscoff
Roscoff (/ʁɔs.kɔf/ ; en breton : Rosko) est une commune française du Léon située sur la côte nord de la Bretagne, dans le département du Finistère.
Ancien havre de corsaires puis de contrebandiers, d'où partirent les Johnnies vendre leurs oignons rosés, Roscoff, homologué « petite cité de caractère », est une petite ville balnéaire qui a conservé son patrimoine architectural des XVIe et XVIIe siècles. Son port du Boscon en eau profonde est utilisé par Brittany Ferries, qui assure la liaison en ferry avec les îles Britanniques et l'Espagne.
Son estran, balayé par des marées dont le marnage peut atteindre 10,40 mhistorique , abrite une diversité biologique propre à deux écosystèmes d'algues frontaliers dont l'étude, en 1872, est l'origine du premier pôle européen de recherches et d'enseignement en biologie marine, la Station biologique de Roscoff du CNRS et de la faculté des sciences et ingénierie de Sorbonne Université. Recherché pour ses embruns iodés et la douceur d'un climat maintenue par un courant marin qui ne varie qu'entre 8 °C et 18 °C, Roscoff a vu la naissance du concept de centre de thalassothérapie en 1899, avec l'institut de Rockroum, et la fondation d'un centre héliomarin en 1900.

## Géographie

### Géographie physique

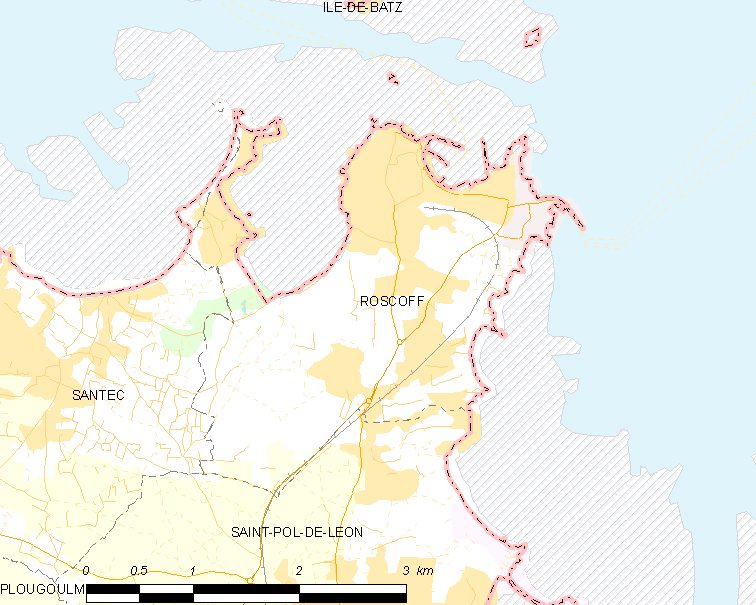
Carte schématique de Roscoff et ses environs.

Roscoff occupe la pointe du promontoire qui ferme à l'ouest la baie de Morlaix. La ville s'étend sur 619 hectares au nord de Saint-Pol-de-Léon distant de centre à centre de cinq kilomètres, avec lequel elle tend à former une conurbation, et possède quatorze kilomètres de côte avec plusieurs plages de sable blanc très fin. L'accès par la terre se fait de Saint-Pol par la RD 58, ancienne route nationale, ou de Santec, au sud ouest, par une petite route côtière.
Ce territoire est dessiné par trois pointes. Celle du milieu, la moins marquée, occupe le centre de la vieille ville et est appelée la pointe du Vil. Les deux autres sont, 0,665 mille à l'est, la péninsule de Bloscon, séparée de la précédente par la petite anse du vieux port, et, 0,604 mille à l'ouest, la pointe de Perharidy, séparée de la même par l'anse de Laber. Celle-ci, s'enfonçant sur près de deux kilomètres entre les presqu'îles, se découvre entièrement à marée basse. Son tiers amont est depuis 1835 un polder.
La région de Roscoff, réchauffée par le Gulf Stream et protégée des vents du nord par l'Île-de-Batz, appartient à la zone privilégiée de la Ceinture Dorée, cet affleurement lœssique de trente à soixante centimètres de profondeur, formé au Devensien par les déjections friables et les moraines du bord de la calotte glaciaire, dont la fertilité, bien qu'il soit plus de mille fois plus mince, ne se compare qu'à celui de la plaine du fleuve Jaune. C'est ce lœss, amendé par le magnésium du maërl et les phosphates du goémon, qui donne l'impression que les Roscovites, tels Ulysse, cultivent du sable.[réf. nécessaire]

### Situation et transports
Vestige de l'habitat dispersé, la commune est entourée d'écarts (Laber, Kersaliou, Keradennec…), parfois séparés par des champs en pleine zone urbaine, signe que le rendement agricole reste supérieur à celui de la rente immobilière.

#### Transports maritimes
Roscoff est à 98 milles marins, soit 182 kilomètres, de Plymouth, 210 kilomètres de Rennes et 562 de Paris. Il faut 6 heures en ferry, environ 15 heures à la voile (mais deux jours par vents contraires), pour rejoindre Plymouth.

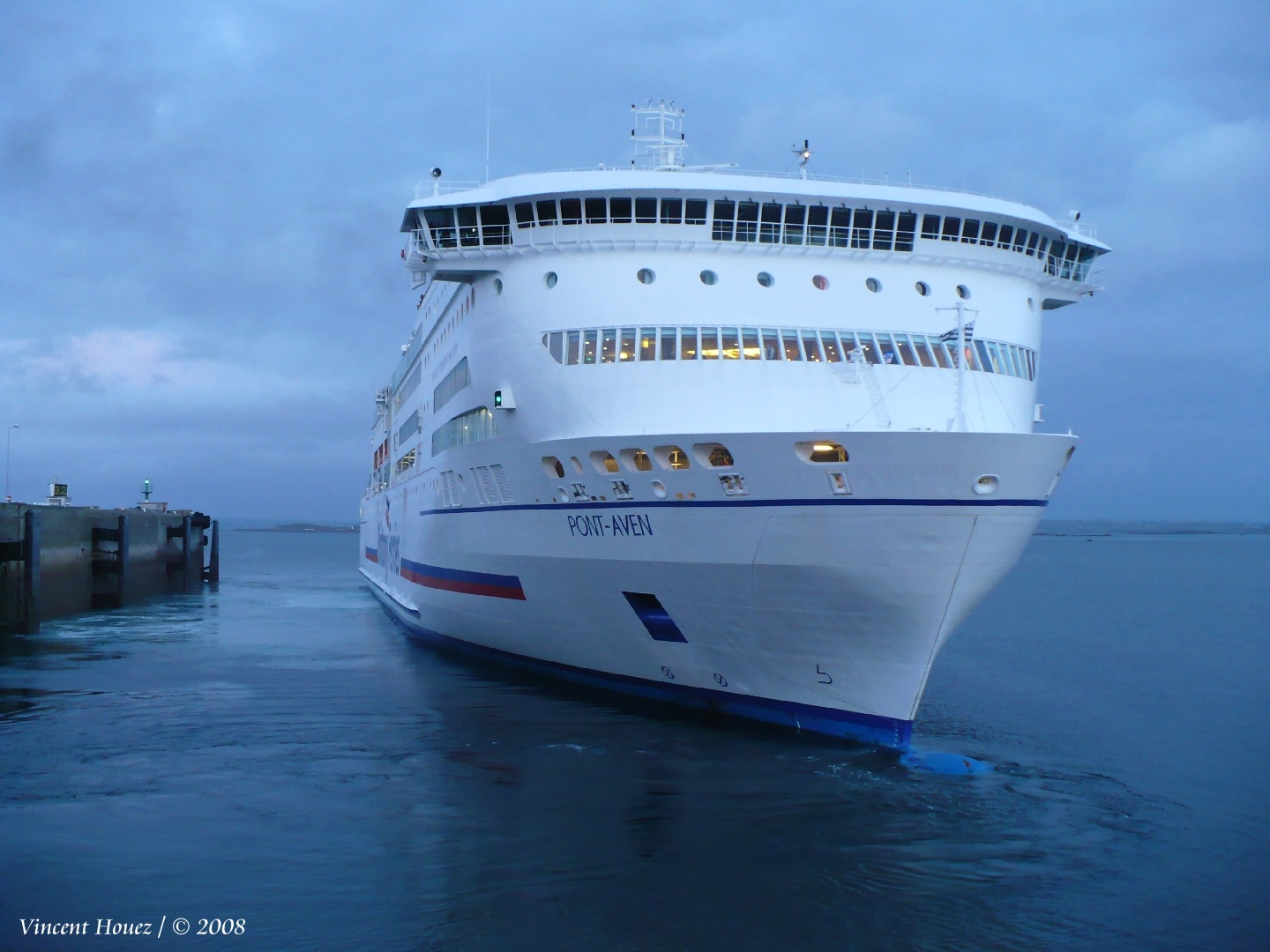
Le MV Pont-Aven partant de Roscoff.

- Navettes maritimes entre Roscoff et l'Île-de-Batz[5] ; Achat des billets à l'algeco provisoire sur le vieux port ou en ligne.
- Ferries vers et depuis Santander, Plymouth et Cork[6] à partir du port du Bloscon ;

| Île-de-Batz | La Manche         | La Manche       |
| La Manche   | Roscoff           | Baie de Morlaix |
| Santec      | Saint-Pol-de-Léon | Baie de Morlaix |

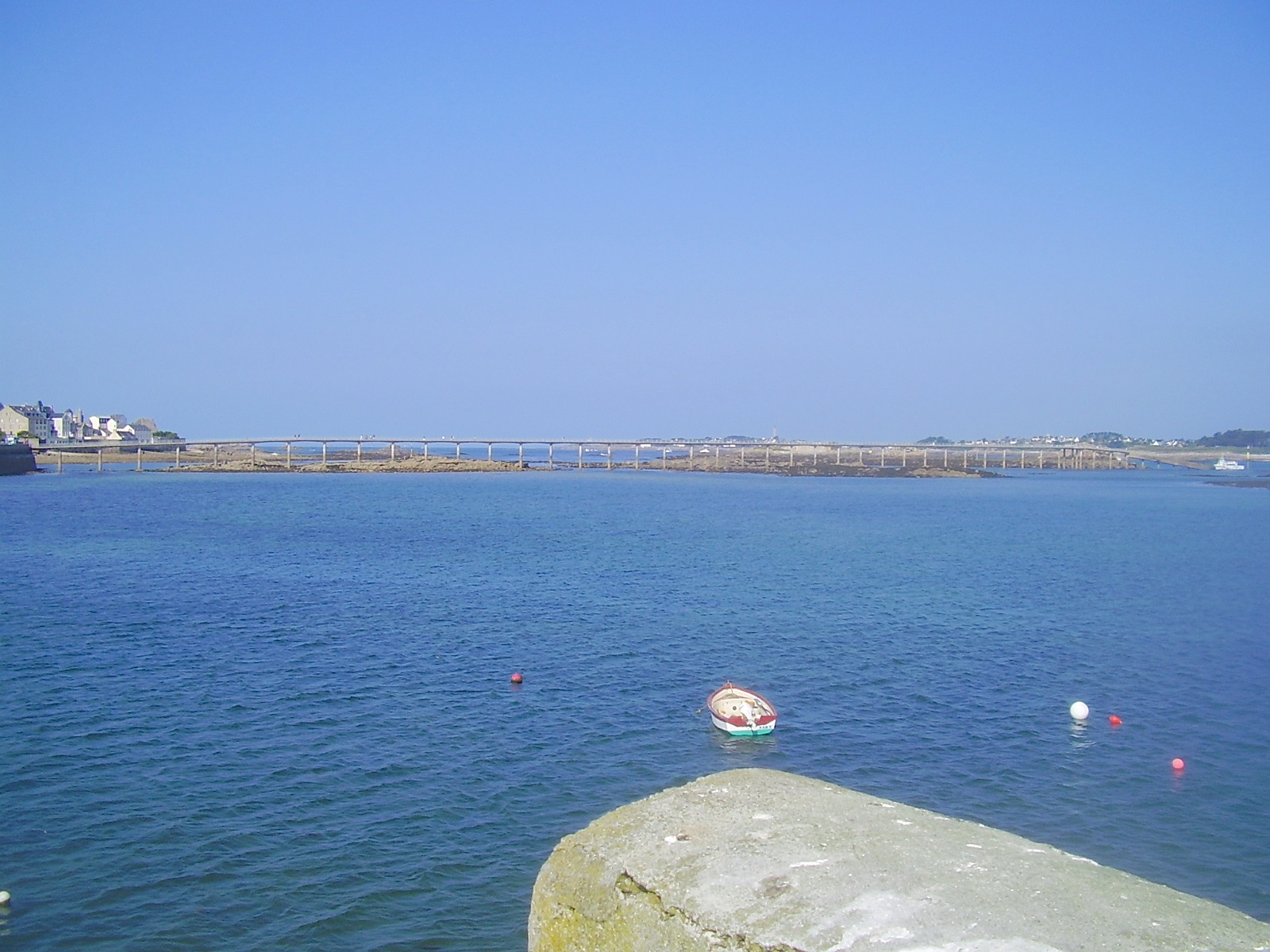
L'estacade, qui permet l'embarquement à marée basse, couvre un tiers de la distance jusqu'à l'île-de-Batz.

En face de Roscoff, au-delà d'un double chenal, le grand Kan et le petit Kan séparés par le rocher de Perroc'h, et animé de forts courants, se situe l'Île-de-Batz distante de 0,55 mille.
Roscoff dispose d'un port en eau profonde, ce qui lui permet d'accueillir les ferries de la compagnie Brittany Ferries.

#### Transports aériens
L'aérodrome de Morlaix et la base de Landivisiau sont à une trentaine de kilomètres chacun. Aéroport de Brest à 50 km.

#### Transports routiers
Roscoff est desservi par voie routière par la D 58 qui est à quatre voies (de type voie express) de Morlaix (où cette route rejoint la route nationale 12) jusqu'à Henvic et par la D 788 depuis Brest.

#### Transports publics
La ligne ferroviaire Morlaix-Roscoff du réseau TER BreizhGo, à voie unique et non électrifiée, reliait Roscoff au réseau ferré national ; le service est interrompu depuis juin 2018 en raison d'un effondrement de terrain survenu près de Morlaix. La commune est desservie par les lignes de cars 25 et 29 du réseau régional de transport en commun BreizhGo aux points d'arrêts « Roscoff - Quai d'Auxerre » et « Roscoff - Ferry ».
- Transport scolaire[8].

### Stationnements
- Parking sur le quai du vieux port (près du phare). Le stationnement y est payant en haute saison[9].
- Parking longue durée derrière l'ancienne gare.

### Mobilité verte
La Vélodyssée EuroVelo 1, est une « véloroute » de plus de mil deux cents kilomètres qui, depuis Roscoff, traverse la Bretagne et longe l'Atlantique jusqu'à Hendaye, sur la côte basque.
La Vélomaritime EuroVelo 4, est un itinéraire de près de mil cinq cents kilomètres reliant Roscoff à Dunkerque.
La Littorale, ou Voie 5 Bretagne est une vélotoute qui longe la Manche et l'Atlantique entre Roscoff et Nantes. Certaines sections de l'itinéraire restent en cours d'aménagement.
La Voie 7 Bretagne relie la Manche à l’Atlantique (elle partage son parcours avec la Vélodyssée jusqu’àu Port de Carhaix). Elle traverse ensuite les Montagnes Noires jusqu'à Concarneau.
La voie verte no 8 allant de Morlaix à Concarneau via Carhaix-Plouguer, emprunte le tracé d'anciennes voies ferrées entre Morlaix et Carhaix (pas encore de voie verte entre Roscoff et Morlaix).

### Ports
Le Vieux port historique

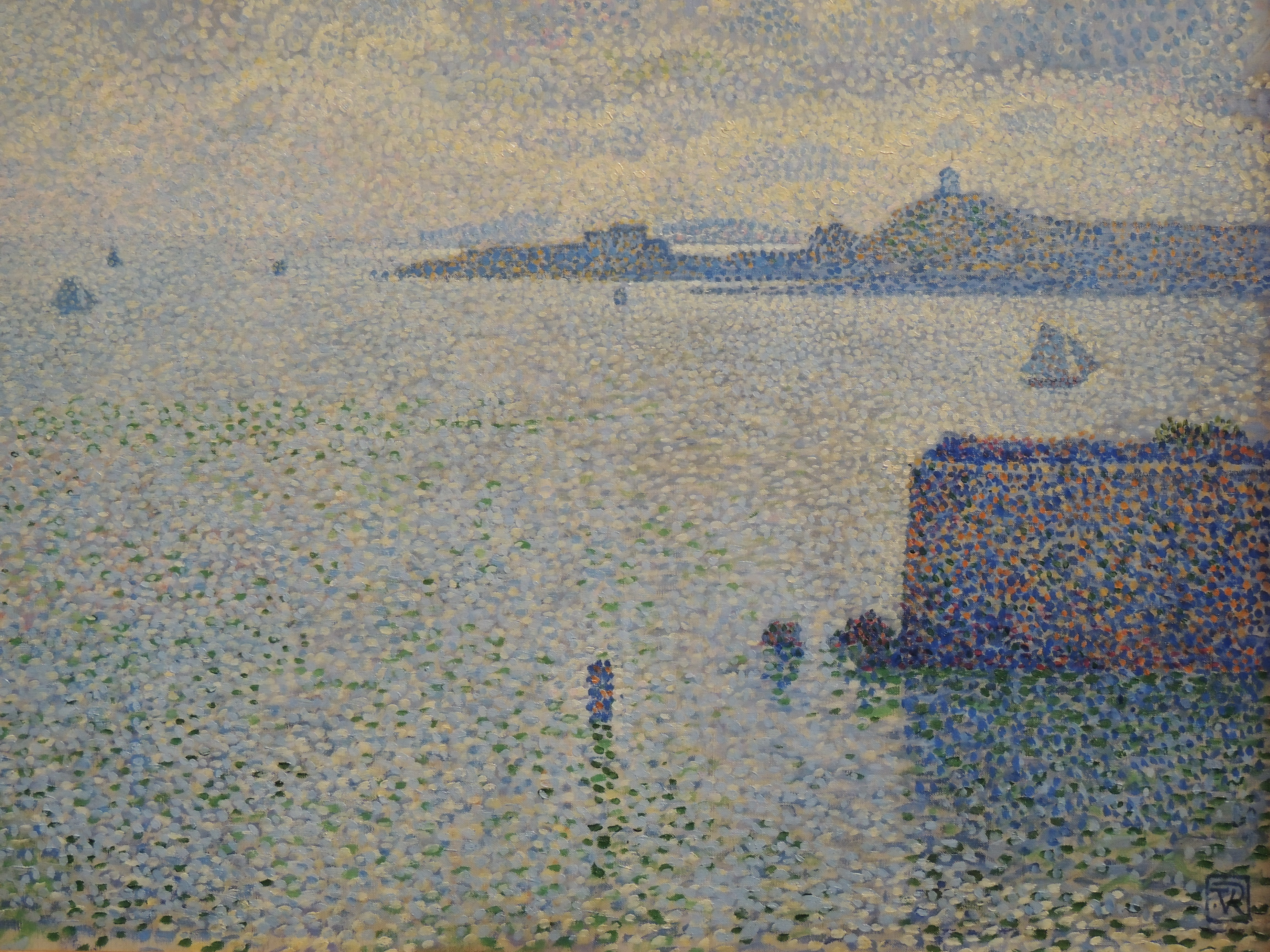
L'Entrée du port de Roscoff, 1889
Théo Van Rysselberghe
Musée d'Orsay, Paris

Géré par un EPIC depuis 2024 par délégation de la région Bretagne, c'est un port d'échouage et un embarcadère pour le tourisme vers l'île-de-Batz. Il a remplacé au début du XXe siècle l'ancien port du XVIe siècle, qui n'est lui-même aujourd'hui plus qu'un simple quai de promenade.
Il comporte 300 places dont 280 sur corps morts et 20 places à quai pour passage réparties entre :
- un bassin nord essentiellement utilisé par les navires de pêche ;
- un bassin sud utilisé par la plaisance.

Il offre eau douce, électricité et carburant et est équipé de toilettes. Le quai se trouve au centre de la ville.
Le port du Bloscon
C'est un port en eau profonde géré par la Chambre de commerce et d'industrie de Morlaix : pêche, commerce, trafic trans-manche, marina, créé en 1972. Le trafic passagers par ferries vers la Grande-Bretagne (Plymouth), l'Espagne (Santander) et l'Irlande (Cork) est d'environ 550 000 passagers par an ; le port de pêche voit débarquer 12 000 tonnes de poisson chaque année (dont 6 000 tonnes traitées et vendues par la criée) ; après trois ans de travaux (2009-2012), le nouveau port de plaisance de Roscoff, en eau profonde, offre 625 places de ponton pour tous types de bateaux dont 50 emplacements réservés aux visiteurs.

### Balises
Les cartes marines portent les numéros 7095 et 7151.
Points GPS :48° 42,66′ N, 3° 54,02′ O
NW des Duons :48° 44,48′ N, 3° 55,99′ O
Basse Bloscon (N) :48° 43,78′ N, 3° 57,46′ O
Bouée Astan :48° 44,97′ N, 3° 57,57′ O
Tourelle Men Guen Bras :48° 43,82′ N, 3° 57,97′ O
Tourelle Ar Chaden :48° 43,99′ N, 3° 58,16′ O
Basse Plate (N) :48° 44,31′ N, 4° 02,44′ O
Tourelle Ar Skeul :48° 41,92′ N, 4° 04,04′ O

### Hydrographie
Pour un article plus général, voir Réseau hydrographique du Finistère.
La commune est située dans le bassin Loire-Bretagne. Elle est drainée par divers petits cours d'eau,.

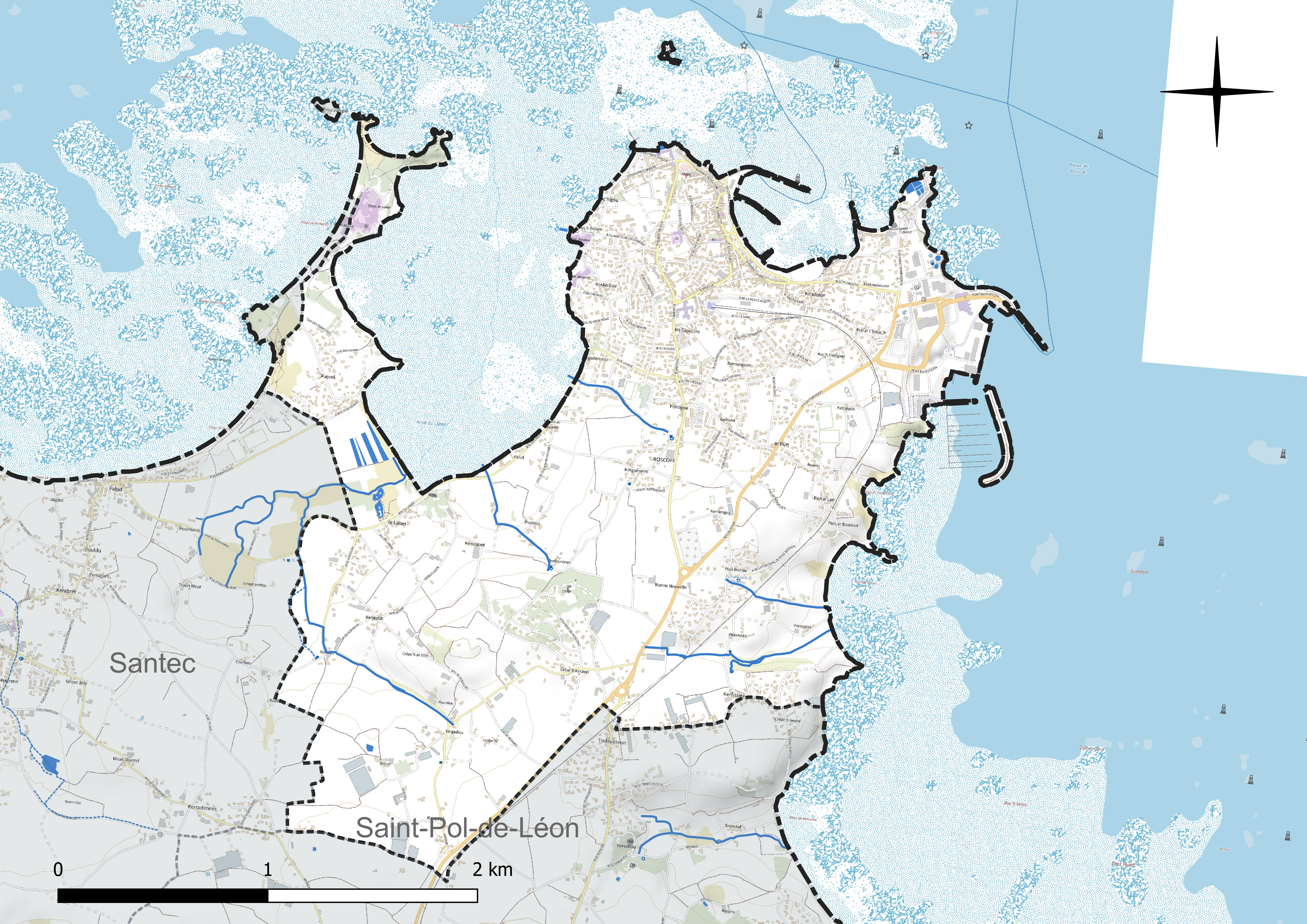
Réseau hydrographique de Roscoff.

### Climat
Pour des articles plus généraux, voir Climat de la Bretagne et Climat du Finistère.
En 2010, le climat de la commune est de type climat océanique franc, selon une étude du CNRS s'appuyant sur une série de données couvrant la période 1971-2000. En 2020, Météo-France publie une typologie des climats de la France métropolitaine dans laquelle la commune est exposée à un climat océanique et est dans la région climatique Finistère nord, caractérisée par une pluviométrie élevée, des températures douces en hiver (6 °C), fraîches en été et des vents forts. Parallèlement l'observatoire de l'environnement en Bretagne publie en 2020 un zonage climatique de la région Bretagne, s'appuyant sur des données de Météo-France de 2009. La commune est, selon ce zonage, dans la zone « Littoral », exposée à un climat venté, avec des étés frais mais doux en hiver et des pluies moyennes.
Pour la période 1971-2000, la température annuelle moyenne est de 11,7 °C, avec une amplitude thermique annuelle de 9 °C. Le cumul annuel moyen de précipitations est de 863 mm, avec 15,9 jours de précipitations en janvier et 7,4 jours en juillet. Pour la période 1991-2020, la température moyenne annuelle observée sur la station météorologique la plus proche, située sur la commune de Pleyber-Christ à 27 km à vol d'oiseau, est de 11,7 °C et le cumul annuel moyen de précipitations est de 1 101,6 mm,. Pour l'avenir, les paramètres climatiques de la commune estimés pour 2050 selon différents scénarios d'émission de gaz à effet de serre sont consultables sur un site dédié publié par Météo-France en novembre 2022.

### Faune remarquable

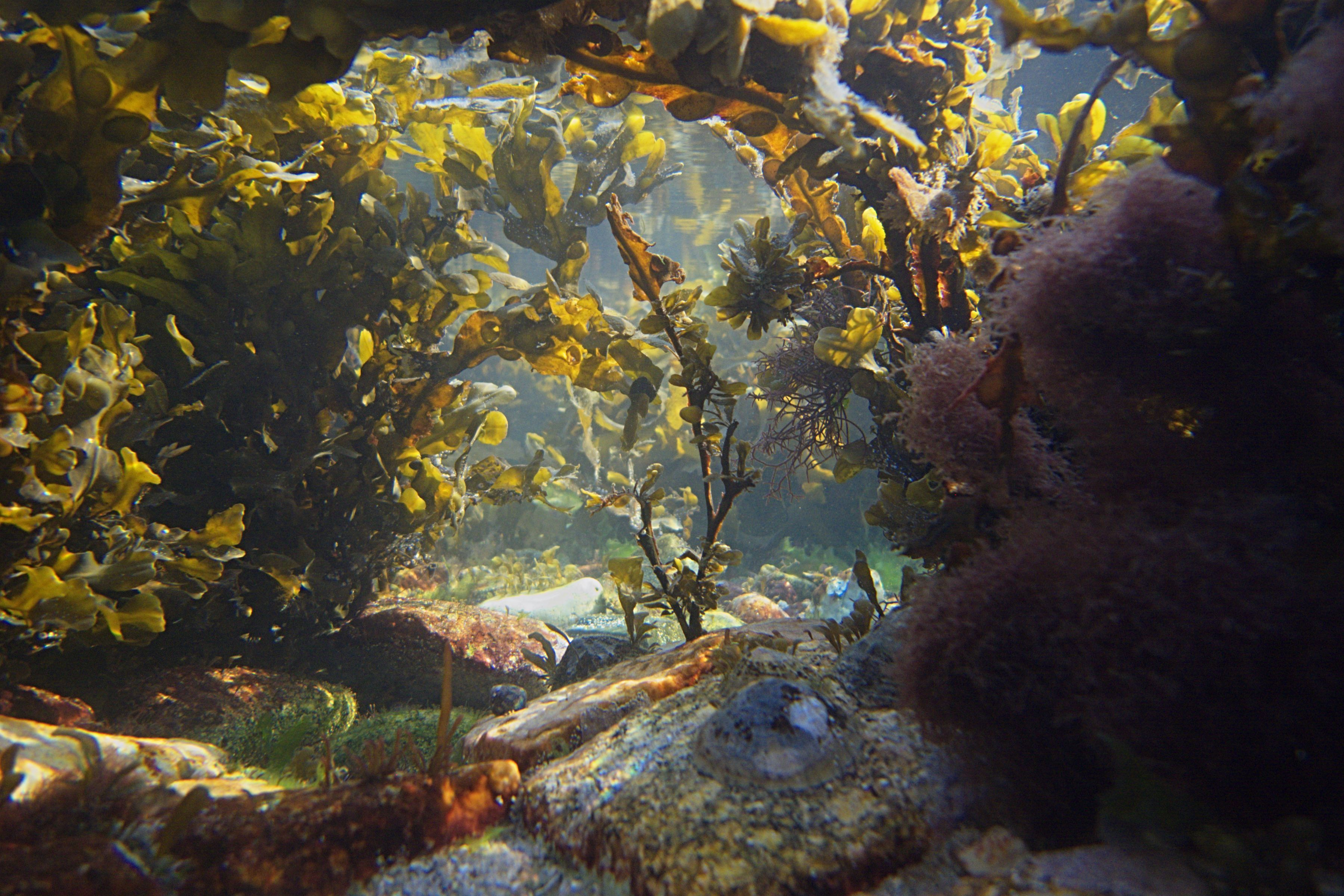
Dans les eaux limpides au large de Roscoff, ici en 2015, convergent deux écosystèmes d'algue, source d'une exceptionnelle biodiversité.

Roscoff est inclus dans la Zone de protection spéciale Natura 2000 de la Baie de Morlaix et borde la zone naturelle d'intérêt écologique, faunistique et floristique de l'estuaire de la Penzé. L'exceptionnelle diversité biologique de Roscoff[Information douteuse], constituée de plus de trois mille espèces animales, est liée à son interface maritime et à ses singularités géographiques (marée, climat, courants marins, nébulosité, géodésie, etc.) qui font s'y chevaucher deux écosystèmes d'algues, un nordique et un méditerranéen.
- Oiseaux.
  - Sternes de différentes espèces (S. caugek[28], goélette[28], S. de Dougall[29]…)[Note 2].
  - Fou de Bassan. Plus grand voilier planant au-dessus de Roscoff (jusqu'à 1,70 m d'envergure), il niche depuis la fin des années trente dans la réserve naturelle de l'île Rouzic, en janvier.
  - Goélands (Goéland argenté[30], goéland brun, goéland marin[31])
  - Cormoran huppé
  - Mouette rieuse
  - Mouette mélanocéphale
  - Océanite tempête. Elle niche dans la réserve naturelle nationale des Sept-Îles et seuls les marins la voient, rarement.
  - Fulmar boréal
  - Tournepierre
  - Huîtrier pie
  - Tadorne de Belon
  - Bernache
  - Guillemots. En particulier, quelques dizaines de Guillemot de Troïl nichent dans la réserve naturelle nationale des Sept-Îles.
  - Guifette noire[28]
  - Sarcelle d'hiver[31]
  - Héron cendré[31]
  - Petit Pingouin[31]
  - Grand Corbeau
- Mammifères (leur observation est très aléatoire)
  - Phoque gris, non vu depuis 1981[32].
  - Veau marin[33]
  - Marsouin[34]
  - Vison d'Amérique
  - Musaraigne couronnée[32]
  - Hérisson d'Europe[32]
  - Blaireau commun[32], autrefois chassé pour sa fourrure et consommé pour sa chair délicieuse.
  - Belette commune[32]

Les baleines (Rorqual commun, Balaenoptera acutorostrata, Cachalot pygmée) et dauphins (Dauphin commun à bec court, Dauphin de Risso) ont pour l'instant disparu mais se voient toujours en très grand nombre dans le golfe de Gascogne.
.
- Poissons
  - Hippocampe à museau court[35].

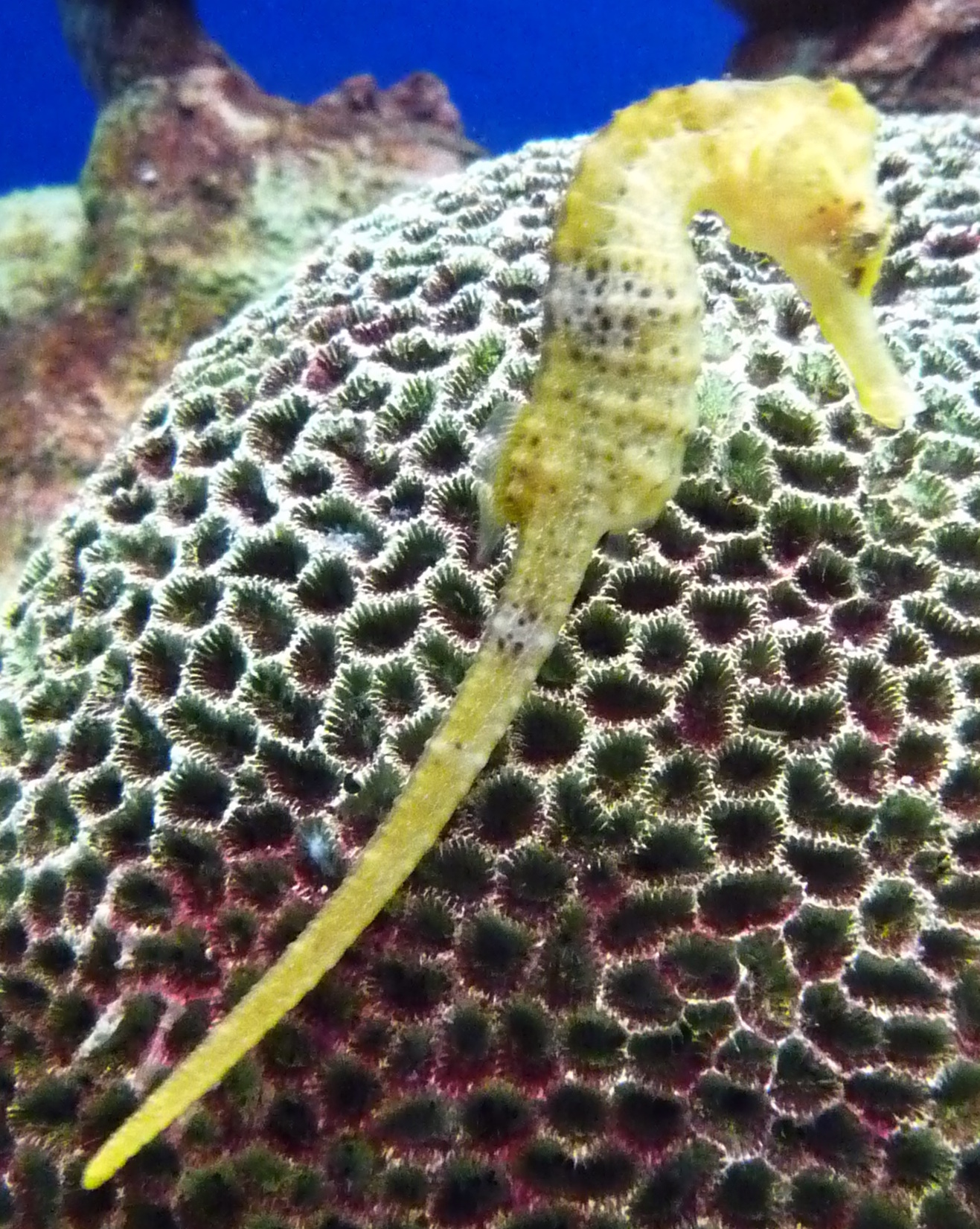
L'hippocampe est répandu en Bretagne mais l'espèce guttulatus, présente sur la côte sud de l'Angleterre, dans le bassin d'Arcachon et jusqu'en Mer Méditerranée, ne s'y voit qu'à Roscoff.

  - Hippocampe moucheté (Hippocampus guttulatus)[36].
  - Vieille[32], qui change de sexe avec l'âge.
  - Lieu noir : famille des Gadidés
  - Lieu jaune : famille des Gadidés
  - Bar : famille des Moronidés
  - St Pierre : famille des Zeidae
  - Grondin… : famille des Triglidae
  - Dorade : famille des Sparidae
  - Dorade royale : famille des Sparidae
  - Maquereau : famille des Scombridae
  - Pagre : famille des Sparidés
  - Thon rouge : famille des Scombridés
  - Sardine : famille des Clupéides
  - Tacaud : famille des gadidés
  - Cabillaud/Morue : famille des gadidés
  - Congre : famille des congridés
  - Mulet : famille des mugilidae
  - Requin taupe : Famille des Lamnidés. Même s'il est rare de croiser des requins à Roscoff il existe quelques espèces surtout au large
  - Requin pélerin : famille des Cetorhinidae.
  - Emissole : famille des Triakidae
  - Roussette (grande) : famille des Scyliorhinidae
  - Roussette (petite) : famille des Scyliorhinidae
- Crustacés :
- Homard : famille des Néphropidés. Le homard bleu est plus bleuté que les autres et se trouve a Roscoff il peut se Pecher avec un casier. Le homard breton est aussi un mets très recherché par les gastronomes. Peu calorique, ce mets exceptionnel est riche en protéines ainsi qu'en vitamine E, magnésium et acide Oméga 3.
- Langouste : famille des Palinuridae
- Araignée de mer : famille des Majidae
- Le bouquet : famille des Palaemonidae
- La crevette grise : famille des Crangonidae
- La galatée : famille des Galatheidae
- L'étrille : famille des Portunidae
- Le Tourteau ou Dormeur : famille des Cancridae
- Le crabe vert : famille des Portunidae
- Invertébrés
  - Ver plat de Roscoff
  - Halammohydra (H. octopodites, H. schulzei, H. vermiformis H. adhaerens), hydrozoaires de la méiofaune dont la découverte a permis en 1959 l'invention à Roscoff de l'ordre des Actinulides et une révision de la phylogénèse de certains cnidaires (Gymnoblastiques et méduses Trachylides) par Georges Tessier.
  - Loricifères, phylum inventé dans le benthos d'une dune hydraulique de Roscoff en 1983.
  - Spirorbis[32]
  - Oursin violet, modèle du développement embryonnaire dont le génome a été décodé en totalité à la Station biologique de Roscoff
  - Ver de sable, appât traditionnel dont l'hémoglobine étudiée[37] à la Station biologique de Roscoff par l'équipe de Franck Zal permet d'envisager dans le cadre du projet Hémarina une production industrielle de sang artificiel[38] (cicatrisation, greffe…).
  - Coquillages et crustacés communs (langouste, crabe, étrille, pétoncle, bernique, bigorneau, couteau…)
  - Crépidule
  - Veloutée moine[32]
  - Abeille noire de Bretagne

### Flore remarquable
La région de Roscoff abrite plus de sept cents espèces végétales différentes.
- Algues
  - Gephyrocapsa huxleyi[40].

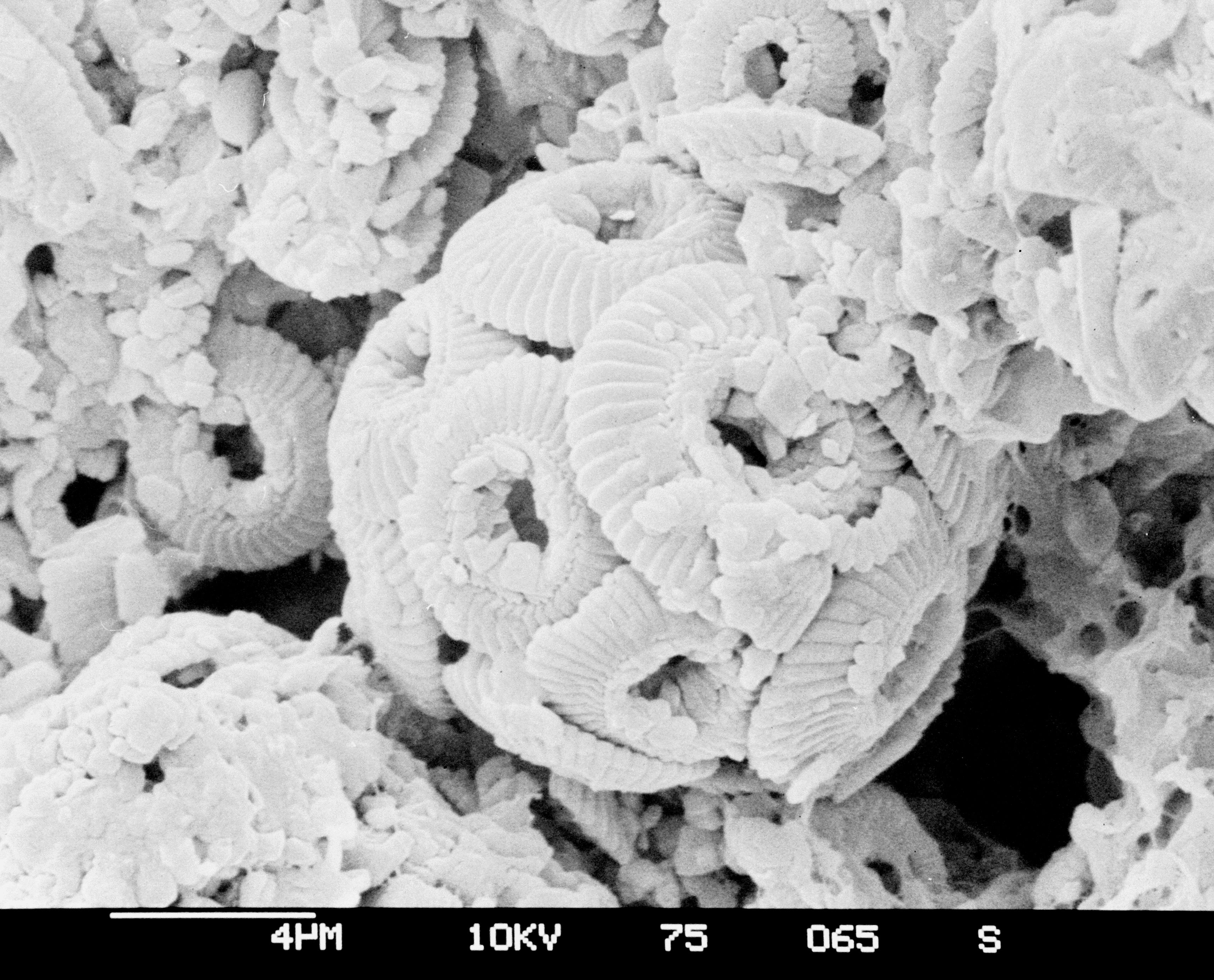
Les microalgues pélagiques du plancton, tels Gephyrocapsa huxleyi et Phymatolithon calcareum, se protègent de coccolithes qui en sédimentant forment le traez, variété de sable crayeux, et le maërl où dominent les Corallinacées, tous deux dragués pour amender les sols.

  - Phymatolithon calcareum qui produit le maërl.
  - Alexandrium minutum, sécréteur de la saxitoxine dont l'efflorescence rend les coquillages neurotoxiques.
  - Dinophysis, autre dinoflagellé qui, elle, se défend en sécrétant de l'acide okadaïque qui a provoqué sous d'autres tropiques des diarrhées.
  - Pseudo-nitzschias, diatomées phytotoxiques qui sécrètent de l'acide domoïque et font l'objet elles aussi d'une surveillance sanitaire.
  - Picobiliphytes, phylum de phycobilines invisibles du picoplancton découvert en 2003 et caractérisé en 2006[41] par Fabrice Not et Daniel Vaulot à la Station biologique de Roscoff[42].
  - Laminaires (laminaire sucrée, fleur de mai, fouet des sorcières…) Pour voir une forêt de laminaires, il faut cependant aller à Molène.
  - Goémon, combustible du pauvre que quelques goémoniers récoltent encore pour servir d'engrais. La soude ne sort plus aujourd'hui des fours à goémon.
  - Goémon noir, matière première des alginates (E400 et E405) utilisés dans les industries alimentaires, pharmaceutiques et cosmétique.
  - Varech vésiculeux que les enfants font exploser entre leurs doigts.
  - Sargasse japonaise.
  - Corrallines (C. officinalis, C. squamata…), utilisées pour reconstruire les os et les dents.
  - Dulse alimentaire.
  - Mousse d'Irlande, source du E407.
  - Porphyras, enveloppe des makis.
- Flore indigène
  - Ajonc. Cultivé sur les terres à lande, il était écrasé après récolte selon la méthode Calloet-Kerbrat pour faire un fourrage garant de la bonne qualité du beurre.
  - Genêt. Il était planté dans les jachères pour enrichir la pâture et fournir des balais, des litières, des joncs de toiture, le reste pour servir de combustible ou d'engrais.
  - Laiche, tressée pour faire des licous, des paillassons, des ruches, des coussins, etc.
  - Chardon, symbole des liens de Roscoff avec l'Écosse des Stuarts et le pèlerinage de Saint Ninian.
  - Fétuque
  - Les symboles de la littérature (lierre, coudrier, chèvrefeuille).
  - Orme de Cornouailles (en), typique de la Bretagne. Un exemplaire résiste à Kerestat[43].
  - Les simples de la tradition (herbe d'or[44] utilisée comme cierge propitiatoire[45], jusquiame, pimprenelle d'eau, verveine, primevère, trèfle)[46]
- Flore acclimatée

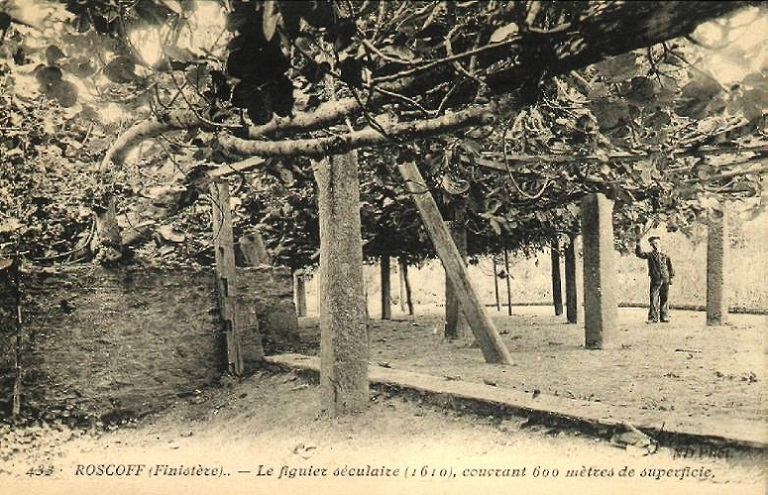
Le figuier des Capucins, attraction touristique en 1913, aujourd'hui détruit.

- - Figuier. Symbole de la terre d'Israël annonçant le Royaume des Cieux et plus encore affirmant la liberté dans la Grâce face à certains augustiniens, le premier figuier a été planté par les missionnaires capucins à côté de leur cloître en 1634[48], année de l'inauguration de la Chapelle d'albâtre dans Notre Dame de Batz. Le spécimen, visité par les voyageurs moyennant une pièce dans les jardins qui se trouvaient au sud est de l'actuel 6 rue des Capucins, se développait sur plus de sept cents mètres carrés en trois profondes tonnelles[49] et était depuis longtemps jugé bien envahissant par les ecclésiastiques du lieu quand, dans la nuit du 4 au 5 décembre 1986, ses troncs, soutenus par cent vingt poteaux de granit, ont été coupés clandestinement pour permettre au propriétaire du moment, les Orphelins Apprentis d'Auteuil, d'ajouter un parking à ses nouveaux bâtiments, pour lesquels un permis de construire avait été délivré le 14 avril 1979[50].
  - Artichaut, autre héritage de la curiosité des capucins, férus de botanique depuis leur promotion à la tête du projet scientifique et colonial de la France par le plus influent d'entre eux. Quelques siècles ont donc suffi pour aboutir à l'actuel cultivar Camus de Bretagne.
  - Échalote rosée ronde de Jersey[51] introduite au XIIe siècle[52].
  - Oignon rosé importé du Portugal et acclimaté par les Capucins au milieu du XVIIe siècle.
  - Pomme de terre[53], résultat de l'activisme physiocratique de l'« évêque aux patates » lors de la crise alimentaire qui a précédé la Révolution.
  - Rhododendron
  - Tamaris
  - Palmier, déjà évoqué dans l'odyssée du malouin Saint Brendan.
  - Palmier de Chine, expédié de Chousan, à l'est de Shanghaï, par Charles de Montigny en 1851[54], planté en 1853 à Alger puis en 1856 à Porzantrez près de Morlaix[55].
  - Désespoir des singes, souvenir des cap-horniers revenus de Valparaiso.
  - Aloe et agaves, témoignage des relations commerciales anciennes avec la Floride et la Nouvelle-Espagne.

## Population et société

### Démographie

#### Évolution
Il y avait en 1606 à Roscoff 450 maisons ; en 1789 on comptait 2 000 habitants environ.
L'évolution du nombre d'habitants est connue à travers les recensements de la population effectués dans la commune depuis 1793. Pour les communes de moins de 10 000 habitants, une enquête de recensement portant sur toute la population est réalisée tous les cinq ans, les populations de référence des années intermédiaires étant quant à elles estimées par interpolation ou extrapolation. Pour la commune, le premier recensement exhaustif entrant dans le cadre du nouveau dispositif a été réalisé en 2004.
En 2022, la commune comptait 3 318 habitants, en évolution de −1,34 % par rapport à 2016 (Finistère : +2,16 %, France hors Mayotte : +2,11 %).
| 1793  | 1800  | 1806  | 1821  | 1831  | 1836  | 1841  | 1846  | 1851  |
| ----- | ----- | ----- | ----- | ----- | ----- | ----- | ----- | ----- |
| 2 507 | 3 050 | 2 810 | 2 987 | 3 332 | 3 489 | 3 640 | 3 690 | 3 651 |

| 1856  | 1861  | 1866  | 1872  | 1876  | 1881  | 1886  | 1891  | 1896  |
| ----- | ----- | ----- | ----- | ----- | ----- | ----- | ----- | ----- |
| 3 585 | 3 917 | 4 070 | 4 454 | 4 402 | 4 564 | 4 365 | 4 600 | 4 732 |

| 1901  | 1906  | 1911  | 1921  | 1926  | 1931  | 1936  | 1946  | 1954  |
| ----- | ----- | ----- | ----- | ----- | ----- | ----- | ----- | ----- |
| 4 936 | 5 054 | 5 282 | 3 981 | 4 318 | 4 409 | 4 294 | 4 183 | 4 225 |

| 1962  | 1968  | 1975  | 1982  | 1990  | 1999  | 2004  | 2006  | 2009  |
| ----- | ----- | ----- | ----- | ----- | ----- | ----- | ----- | ----- |
| 3 528 | 3 339 | 3 404 | 3 581 | 3 711 | 3 550 | 3 732 | 3 705 | 3 621 |

| 2014  | 2019  | 2022  | - | - | - | - | - | - |
| ----- | ----- | ----- | - | - | - | - | - | - |
| 3 353 | 3 489 | 3 318 | - | - | - | - | - | - |

NB: La baisse spectaculaire de la population en 1921 par rapport au recensement précédent de 1911 s'explique par la création de la commune de Santec en 1920, cette nouvelle commune comptabilisant 2 161 habitants lors du recensement de 1921.

#### Évolution du rang démographique
| selon la population municipale des années : | 1968 | 1975 | 1982 | 1990 | 1999 | 2006 | 2009 | 2013 |
| Rang de la commune dans le département      | 79   | 64   | 66   | 70   | 73   | 71   | 71   | 73   |
| Nombre de communes du département           | 286  | 283  | 283  | 283  | 283  | 283  | 283  | 283  |

En 2017, Roscoff était la 67e commune du département en population avec ses 3 404 habitants (territoire en vigueur au 1er janvier 2020), derrière Plouescat (66e avec 3 446 habitants) et devant La Forêt-Fouesnant (68e avec 3 366 habitants).

#### Population
47% de la population a plus de 60 ans. En période estivale, la commune peut dénombrer de 16 à 20 000 résidents.
D'année en année, la densité démographique reste supérieure à 550 habitants au kilomètre carré, la plus forte de la côte du Léon après Brest et Morlaix.

#### Logement
La commune regroupe 1 597 résidences principales, 881 résidences secondaires et 549 logements vacants (+10% en 5 ans).

## Urbanisme

### Typologie
Au 1er janvier 2024, Roscoff est catégorisée petite ville, selon la nouvelle grille communale de densité à 7 niveaux définie par l'Insee en 2022.
Elle appartient à l'unité urbaine de Saint-Pol-de-Léon, une agglomération intra-départementale dont elle est une commune de la banlieue,. Par ailleurs la commune fait partie de l'aire d'attraction de Roscoff - Saint-Pol-de-Léon, dont elle est une commune du pôle principal,. Cette aire, qui regroupe 9 communes, est catégorisée dans les aires de moins de 50 000 habitants,.
La commune, bordée par la Manche, est également une commune littorale au sens de la loi du 3 janvier 1986, dite loi littoral. Des dispositions spécifiques d'urbanisme s'y appliquent dès lors afin de préserver les espaces naturels, les sites, les paysages et l'équilibre écologique du littoral, tel le principe d'inconstructibilité, en dehors des espaces urbanisés, sur la bande littorale des 100 mètres, ou plus si le plan local d'urbanisme le prévoit.

### Occupation des sols

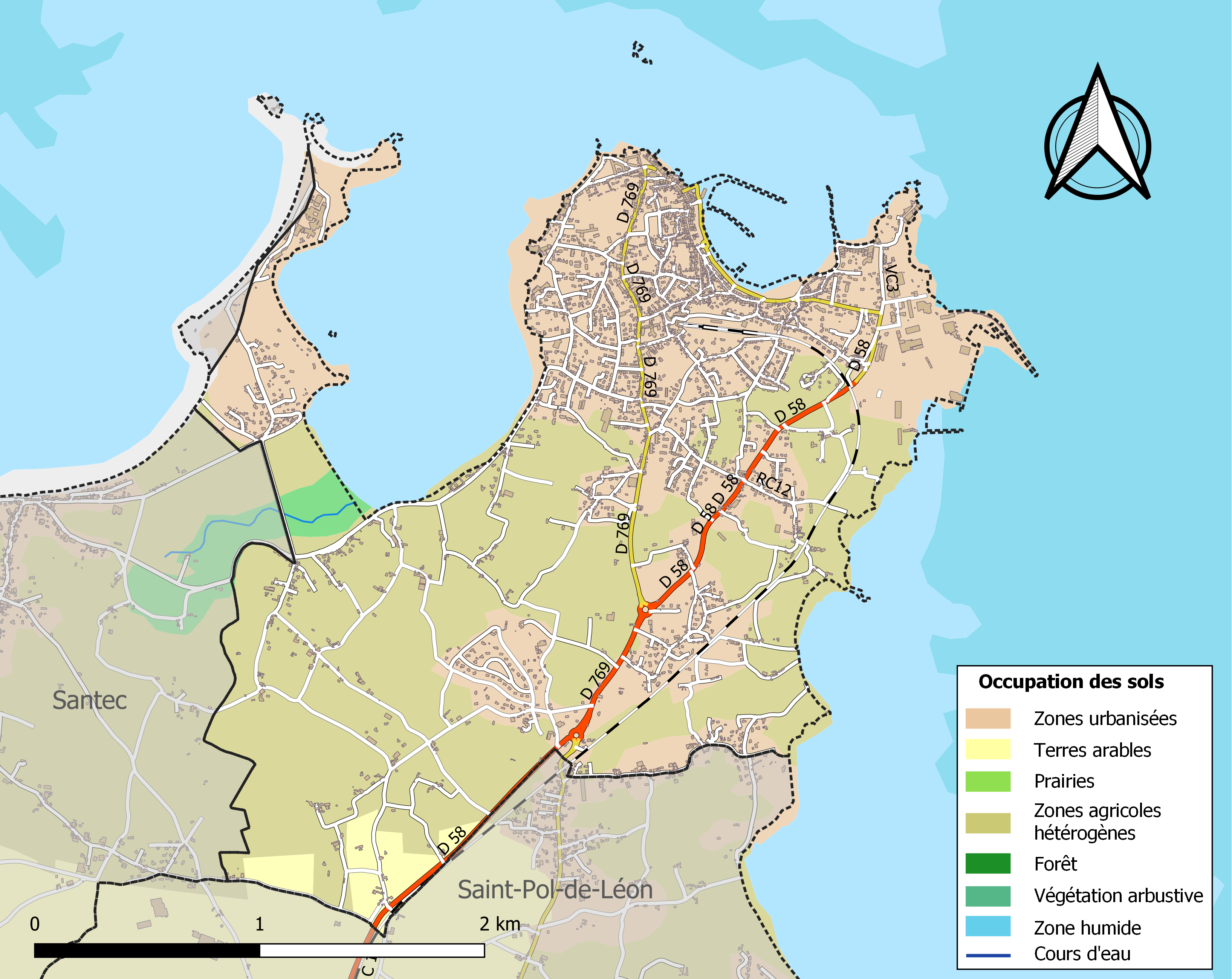
Carte des infrastructures et de l'occupation des sols de la commune en 2018 (CLC).

L'occupation des sols de la commune, telle qu'elle ressort de la base de données européenne d'occupation biophysique des sols Corine Land Cover (CLC), est marquée par l'importance des territoires agricoles (53,8 % en 2018), en diminution par rapport à 1990 (66 %). La répartition détaillée en 2018 est la suivante : zones agricoles hétérogènes (50,7 %), zones urbanisées (38,6 %), zones industrielles ou commerciales et réseaux de communication (4,7 %), terres arables (3,1 %), zones humides côtières (1,3 %), milieux à végétation arbustive et/ou herbacée (1,2 %), espaces ouverts, sans ou avec peu de végétation (0,2 %), eaux maritimes (0,1 %).
L'IGN met par ailleurs à disposition un outil en ligne permettant de comparer l'évolution dans le temps de l'occupation des sols de la commune (ou de territoires à des échelles différentes). Plusieurs époques sont accessibles sous forme de cartes ou photos aériennes : la carte de Cassini (XVIIIe siècle), la carte d'état-major (1820-1866) et la période actuelle (1950 à aujourd'hui).

## Symbolique

### Toponymie
Le nom en breton de la commune en breton est Rosko prononcé [ʁoskṓ].
Roscoff vient du breton ros signifiant promontoire, et de goff qui signifie forgeron, probablement un anthroponyme, peut-être celui du même saint patron que celui de la paroisse de Plogoff, masque chrétien d'une divinité forgeronne, Gofannon. Le nom de Roscoff pourrait donc se traduire en français par le coteau du forgeron.
Une mutation consonantique durcit après ros le g en c. La prononciation de la consonne finale -ff est muette en léonard, d'où la graphie bretonne moderne : Rosko [roskṓ]. La prononciation française [roskɔf] est une lecture fautive de la graphie bretonne classique, Roscoff.[réf. nécessaire]

### Gentilé
Les habitants de Roscoff, appelés Roscouins au XVIIIe siècle, s'appellent aujourd'hui les Roscovites.

### Blason
| Blason de Roscoff | Blason de Roscoff : Blasonnement : D'azur au navire d'argent équipé d'hermine voguant sur une onde d'argent ; au chef de Bretagne (qui est d'hermine plain). |

### Devise
« A rei, a skei atao » (« Donner et frapper toujours »).
La devise est un jeu de mots sur les composantes du nom de la ville prononcé en breton : Rosko, le double f final étant muet. En breton ro signifie en effet donne, et sko veut dire littéralement frappe, selon le contexte au sens physique de joue des poings ou au sens moral de frappe l'imagination, accomplis quelque chose de touchant, mais aussi dirige, oriente, commande. D'où l'impératif ro, sko, donne, frappe, atténué par l'infinitif a rei, a skei, expression d'une sorte de justice immanente, dont le sous entendu ironique est que celui qui paye, décide. L'étymologie véritable de Roscoff est pourtant toute différente.[réf. nécessaire]

### Hymne
Au début du XIXe siècle, le vicomte Eugène d'Herbais de Thun écrivit, sur une musique galloise qui avait eu beaucoup de succès dans les cercles celtisants, l'hymne Paotred rosko (Les gars de Roscoff). Les compagnies de Johnnies partantes en chantait le refrain Rosko, sko mibin, sko kaled, sko atao (« Roscoff, cogne sec, cogne dur, cogne sans cesse ») en hissant trois fois le pavillon en vue de la chapelle de Sainte Barbe, patronne de la cité depuis au moins le début du XVIIe siècle.

## Histoire

### Roscoff avant Roscoff

#### Préhistoire
Le réchauffement climatique, qui a commencé à l'épipaléolithique en achevant de transformer la vallée de la Manche en mer et s'est poursuivi après le boréal jusqu'à le phase atlantique, voit en Bretagne l'homme de Téviec se sédentariser vers - 7000 autour de sites de « pieds rouges » (récolteurs de coquillages sur l'estran), en particulier celui de la baie de Pemprat, au sud de Roscoff, qui, à défaut d'ossements, conserve un kokkenmodding semblable à ceux de la culture d'Ertebølle.[réf. nécessaire]
Des traces mégalithiques subsistent faiblement : le dolmen de Kerfissiec, le lech de Reuniou… La triple allée couverte de Keravel a été dynamitée par le propriétaire du terrain en 1942. La pointe de Bloscon a vraisemblablement été vers - 4 500 un tumulus tel celui de Barnenez, candidat à la place de plus vieux monument du monde, avant d'être réutilisé comme fort. Comme dans tout le pourtour de la baie de Morlaix, la toponymie témoigne toutefois d'un pôle important au néolithique, développement naturel de deux mille ans de présence des « pieds rouges » du mésolithique : Parc al lia (lia est le pluriel de lech) en retrait de la pointe de Bloscon au-dessus de l'actuel port en eau profonde, Parc an dolmen et Goarem an dolmen, noms de champs autour d'un hypothétique dolmen situé un peu plus au sud au lieu-dit Ruveic, etc. Roscogoz, quartier de la ville où se situait le premier port, était dans le souvenir de témoins du XIXe siècle le nom d'un dolmen peut être évoqué dans le nom de Rochgroum (pierre courbe) qui, à Santec, sert à en désigner un.

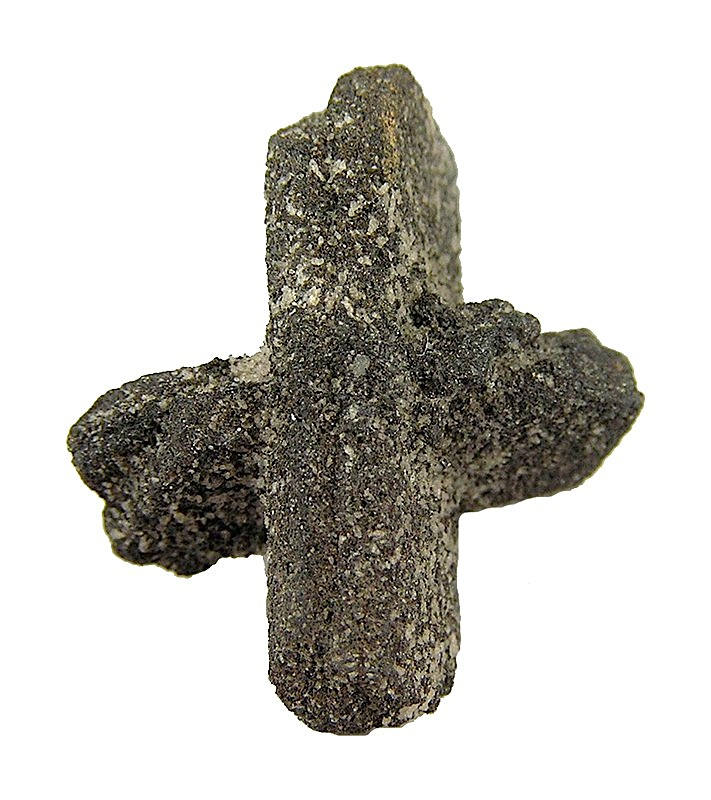
Macle de cassitérite du gisement de Saint Erc en Cornouailles.

La civilisation maritime du Wessex, celle qui construit au chalcolithique, vers 2100 av. J.-C., le second Stonehenge, s'implante plus en amont (Cléder, Plouvorn, Saint-Vougay, Saint-Thégonnec) mais ses chefferies minières entretiennent un commerce intense de l'étain et ont nécessairement exploité les ports naturels tels que ceux que présentait la côte, alors plus basse, du futur Roscoff et de l'île-de-Batz réunis par la terre. Ce composant du bronze, fondu avec le cuivre de Cambrie et d'Espagne, affleure naturellement dans les sables alluviaires du gisement de l'actuel Saint-Renan et de son jumeau du Dartmoor, qui, parmi de nombreux autres dispersés dans l'ouest armoricain et le sud ouest britannique, étaient les deux principaux fournisseurs de l'Occident. L'imagination laissera rêver que le « promontoire du forgeron » qui a donné son nom à Roscoff était un site d'exportation de cette civilisation du bronze où le forgeron tenait un rôle magique.
Le lech de Reuniou date de l'âge du fer, qui est tardif dans les Cassitérides, soit au plus tôt - 700. Comme il ne marque pas une fontaine, il correspond peut-être, comme certains autres lechs, à un ancien cimetière, ici détruit, et marque certainement un lieu fréquenté par les Osismes.[réf. nécessaire]

#### Antiquité
Vers - 100, les Celtes, soucieux après la défaîte de Bituit de maintenir les liens avec Carthage que Massilia ne permet plus, fondent en territoire armoricain la colonie de Vorganium, dont le site de Roscoff a été un des ports possibles. Lors de la reconstruction du fort de Bloscon en 1615 a été trouvée à dix mètres de profondeur la statue gauloise dite de Saint-Pyriec d'un enfant à l'oiseau, statue aujourd'hui disparue. La construction du port en eau profonde a révélé un abri de l'époque gauloise, peut être en rapport avec les stèles funéraires de l'île-de-Batz qui était alors attachée au continent. L'île verte, qui se trouve au bord sud du chenal de l'île-de-Batz au bout de l'actuelle jetée piétonne, a en effet livré à la fin du XIXe siècle deux épées, huit haches, dont cinq portent un anneau, un torque, un fer de lance et un morceau de poignard. Les navigateurs osismes, partenaires des tartessiens et de Carthage depuis au moins le voyage d'Himilcon, soit près de quatre cents ans, étaient un atout dans cette alliance contre Rome, qui se concrétisera militairement lors de l'expédition d'Hannibal.
Pol Potier de Courcy a trouvé près du même dolmen de Keravel des petits bronzes, traces d'une garnison du IIIe siècle, probablement un des détachements des Mauri Osismaci que Carausius a dispersé pour surveiller les pirates le long de la nouvelle route côtière reliant Osismis, devenue capitale de la cité en 282, au gué du Mont Relaxe vers Aleth. De l'époque romaine, ont été également trouvées dans la ferme de Kergoff, une pièce d'or du VIe siècle. D'autres monnaies romaines ont été retrouvées entre les deux guerres au Ruguel sur la presqu'île de Perharidy.
Une épave romaine datant du II ou IIIe siècle a été découverte à l'est de l'ilot Ti Saozon en 2014. Fouillée par la DRASSM sous le nom de Bloscon 1, elle a révélé des objets permettant de la dater ainsi que plus de 800 lingots d'étain ou d'alliage plomb-étain provenant probablement de l'actuelle Grande-Bretagne.

#### Entre monastère et place militaire

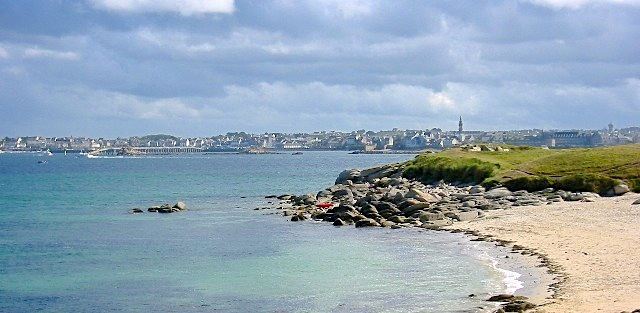
La mer a submergé les mille trois mètres qui séparent aujourd'hui Roscoff, ici au fond, de l'Île-de-Batz, au premier plan, où l'église de Paul Aurélien est envahie par le sable.

Selon la légende hagiographique écrite au Bas Moyen Âge à partir d'un manuscrit daté de 884, Saint Paul Aurélien, missionné par l'évêque de Guicastel, débarque en 510 à Ouessant puis est accueilli par son cousin à la forteresse de Saint-Pol, Castel Paol en breton. Des remparts, il a pu voir, selon les documents compilés par Albert Le Grand, le roi de Domnonée chasser en 513 les danois installés dans l'île Callot. Paul finit par s'installer à Batz alors rattachée au continent, y fonde un monastère et évangélise la région acquise au pélagianisme depuis plus d'un siècle comme en avaient attesté les missions de Saint Germain et son diacre Palladius.
Trois siècles plus tard, en 857, des Normands, suivant l'exemple d'Hasting, s'installent sur l'île de Batz et pillent toute la région. Leurs exactions récurrentes provoquent en 878 le transfert des reliques de saint Paul à Fleury et celui de la population loin du rivage. Celui-ci ne sera réinvesti qu'à l'installation en 937, dans le sillage d'Alain Barbetorte rentré d'exil et vainqueur de Rognvald puis Håkon, de la cour d'Even le Grand, comte de Léon, à Lesneven. Le vieux Roscoff, pillé, détruit, dépeuplé à plusieurs reprises, fut à chaque fois reconstruit, se cristallisant alors autour de deux pôles principaux, le port et l'église.
Au cours de l'hiver 1114-1115, la Manche gèle à quelques distances des côtes, ce qui était déjà arrivé à l'hiver 763-764,.

#### Rosco goz de la fin du Moyen Âge
L'envasement progressif au Moyen Âge du port de Pempoul, au pied de la capitale de l'évêché-comté, oblige les navires à débarquer de l'autre côté de la péninsule, au lieu-dit Roscoff situé sur la plage orientale de Laber, appelé aujourd'hui Rosko Goz (vieux Roscoff en breton). L'actuelle pointe du Vil est un cul-de-sac où mène la route de Saint-Pol-de-Léon appelée au XVIIe rue Ker da Laez c'est-à-dire de la ville en passant par le haut, actuelle rue Albert de Mun. La route partage alors le territoire entre la paroisse de Toussaints, à laquelle appartient Bloscon, à l'est de cette route, et la paroisse de Saint-Pierre, à laquelle appartient Santec, à l'ouest. Ce sont deux des sept paroisses du minihy du Léon, chacune étant dirigée par un vicaire perpétuel et la cure primitive exercée directement par le chapitre cathédral de Léon.
Cette future rue de Ker da Laez, actuelle rue Albert de Mun, une fois arrivée au cul-de-sac de la pointe du Vil rebrousse chemin par ce qui deviendra la rue du Cap, actuelle rue Édouard-Corbière, le long de la côte vers Perharidy, ex-cap Ederi ou pointe Ederi, qui se dit Pen Ederi ou Pen ar Ederi. L'endroit de la bifurcation est alors occupé par une auberge, à l'emplacement de l'actuel Hôtel de France aujourd'hui logement de la Station biologique de Roscoff. Le lieu est dit Croaz Vaz, c'est-à-dire la Croix de l'île-de-Batz, croix qui donnera son nom au fort construit par Vauban trois siècles et demi plus tard. Comme l'atteste une charte de 1323, cette auberge familiale est bâtie sur une concession féodale des seigneurs et propriétaires des terrains, le prieur de l'île-de-Batz et l'Abbaye de Saint-Mélaine à Rennes.
Durant la guerre de Succession de Bretagne, en 1363, soit quatorze ans après le début de la peste noire, le fort de Bloscon, au nord-est de l'actuel vieux port, pris par les Anglais, est repris par Bertrand du Guesclin. De 1374 à 1387, le port de Rosco lui-même est plusieurs fois de suite incendié par le gouverneur de Brest, Richard Fitzalan, que Richard II a choisi pour soutenir le parti montfortain. La population se réinstalle plus au nord au lieu-dit Golban pour former le quartier du "Vil" , c'est-à-dire du "Moulin" (Mil en moyen breton, féminin Vil).
En juin 1403, mille deux cents hommes d'armes sous les ordres de Jean de Penhoët partent de l'anse de Laber dans trente vaisseaux vaincre les Anglais au large de la pointe Saint-Mathieu. Ils en ramènent quarante navires ennemis. Un an plus tard, Plymouth est pris et saccagé.
Le 19 décembre 1455, le Duc Pierre de Montfort, entérinant un état de faits générés par cette guerre de Cent Ans navale, ordonne que ne dérogent pas à la noblesse les gentilshommes « qui marchandent en gros et en plusieurs marchandises sans les détailler ni vendre par la main ». Cette singularité du droit breton fait naître un capitalisme d'armateurs à l'origine du développement économique de Saint-Malo et Morlaix ainsi que du port avancé de ce dernier : Roscoff. Les cadets infortunés pouvaient ainsi, sans s'exposer au fouage, se livrer sur mer à une « vie de bourse commune » au terme de laquelle ils retrouvaient les privilèges et obligations de leur ordre. Pour cela, ils devaient donc mander aux ventes des intermédiaires, souvent des étrangers qui furent nombreux à s'installer à Roscoff. Inversement, l'affrètement offrait aux roturiers de s'élever au rang de la « noblesse dormante » et d'accéder parfois à la condition d' « annobliz ».
Durant les années suivantes, la course est encouragée par Louis XI, personnellement impliqué dans la marine à travers la politique de son vice-amiral Guillaume de Casenove et très désireux depuis le traité de Caen de s'attacher des Léonards ambitieux et éloignés, sinon opposés, au pouvoir ducal. C'est ainsi qu'il anoblit en 1480 l'armateur roscovite Tanguy Marzin.

#### Ar vilde la Renaissance

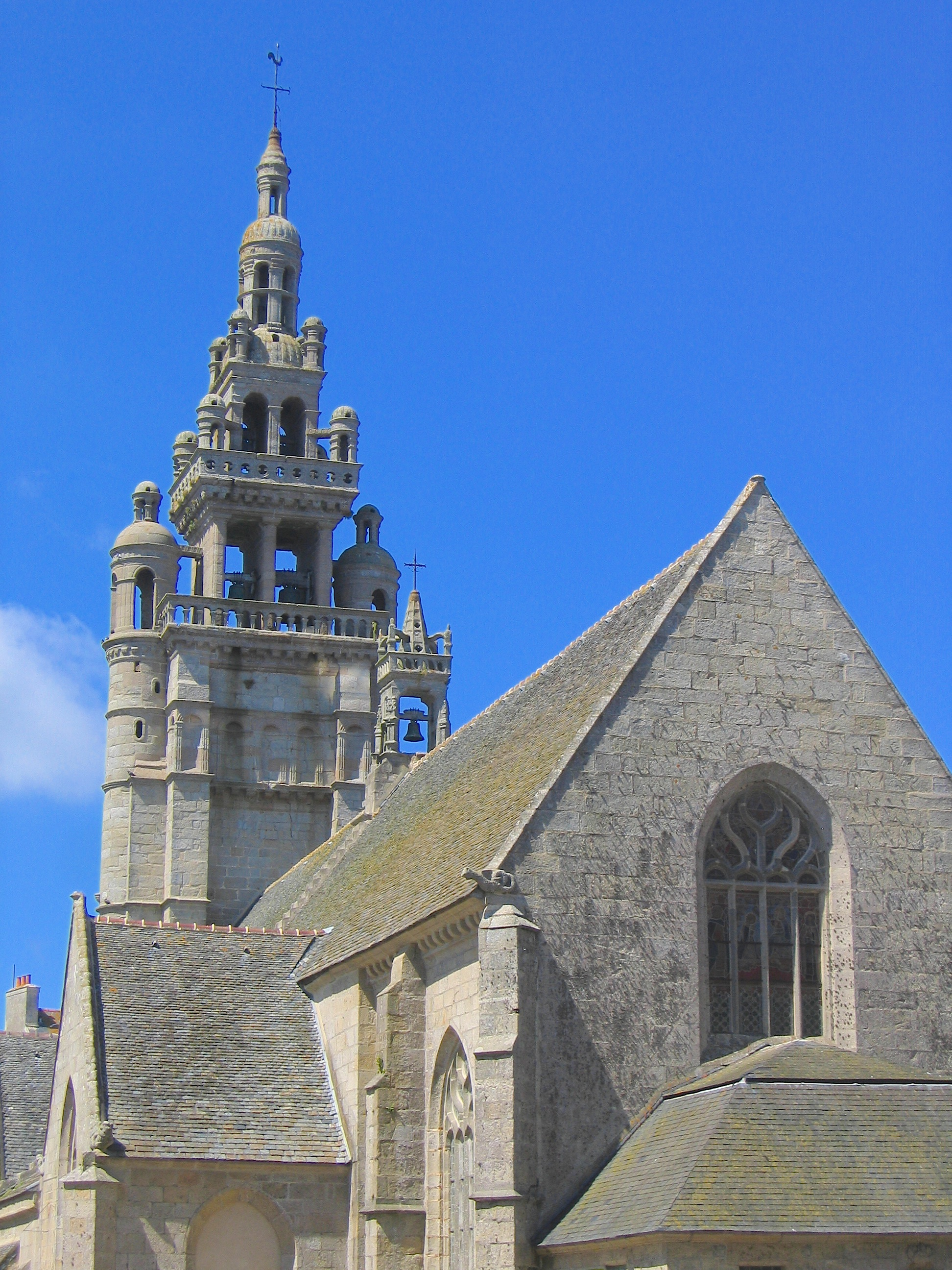
La construction de l'église fut à la fois une revendication d'autonomie politique et une ostentation ambivalente de richesses détournées des investissements.

En 1500, le nouveau Roscoff se construit sept cents mètres plus au nord de Roscoff goz où quelques puits permettent de débiter aux navires de l'eau douce. Le port prospère grâce à l'importation chaque hiver de Liepāja en Courlande via Anvers, principalement par des navires de Lübeck qui en ont le monopole dans la Baltique, des graines de lin récoltées au milieu de l'été en Lituanie et choisies exclusivement par la « manufacture » toilière des crées du Léon. Toutes celles des parties de l'arrière-pays qui sont impropres à la culture du blé forment alors une zone de production de renom international, la seconde en France après la région de Rouen. Développée lentement durant la seconde moitié du XVe siècle, elle connait un boom à la Renaissance avec l'ouverture du marché anglais. La blancheur de cette toile de lin est appréciée pour faire du linge et sa régularité pour faire des voiles. Les toiles étaient réexportées du port de Morlaix, qui disposait d'un privilège, sur toute la côte atlantique jusqu'à l'Espagne d'où étaient importés au retour vin et huile, via Bilbao puis à partir de 1530 Séville, et au Portugal ainsi que leurs nouvelles colonies. C'est ainsi qu'en 1527 un navire armé pour le Brésil par le roscovite Jean Jarnet est coulé par la flotte portugaise en baie de Tous les Saints. Dans ce réseau, Roscoff, à côté d'une activité interlope séculaire, devient le principal marché des semences de lin. Son bureau de contrôle, sous l'autorité du juge des Requaires, les fait distribuer par des commissionnaires dans le haut Léon qui produit la rosconne et sa marque finira par en monopoliser au XVIIIe siècle le réacheminement via les succursales installées dans les ports du Trégor, d'où sortent les gratiennes, et de Penthièvre, où sont produites les Bretagnes.
Comme partout en Léon, le capital accumulé est sacrifié à des constructions religieuses de prestige. Notre-Dame de Croaz Vaz est érigée entre 1522, année du saccage de Morlaix par les Anglo-Espagnols, et 1545. La chapelle Saint-Ninien est construite à l'initiative de l'évêque et reçoit en 1538 l'assemblée capitulaire du minihy de Léon. Le 18 août 1548, la ville nouvelle accueille à son débarquement, le temps d'une prière, Marie Stuart, reine d'Écosse âgée de cinq ans et promise au Dauphin François II pour réactiver l'Auld Alliance.
Un an plus tard, le Parlement de Bretagne accède à la demande du bourg de devenir une paroisse indépendante du minihy du Léon (dont le siège se trouve à Saint-Pol-de-Léon) puis, en 1550, alors que les représentants de l'ordre ancien Claude de Coetlestremeur, seigneur de Penmarc'h, et Jean de Kermellec, commandant du château du Taureau, se livrent à la piraterie sur les côtes du Léon et que la Réforme est au cœur des préoccupations, le roi Henri II l'autorise à se doter d'une milice municipale d'arquebusiers. Simultanément, l'évêque du Léon concède aux paroissiens sécessionnistes le droit de faire baptiser leurs enfants dans leur église. Entre 1575 et 1576, la ville est dotée par Monseigneur de Neufville d'un hospice pour indigents, l'hôpital Saint Nicolas, actuelle maison de retraite où subsiste la chapelle construite en 1598. Accusé d'attirer les pauvres sur le territoire de la paroisse, l'hôpital sera en 1715 réservé aux seules personnes installées dans celle-ci depuis plus de dix ans. En 1559, mille huit cents livres sont consacrées à la chaussée du bourg.

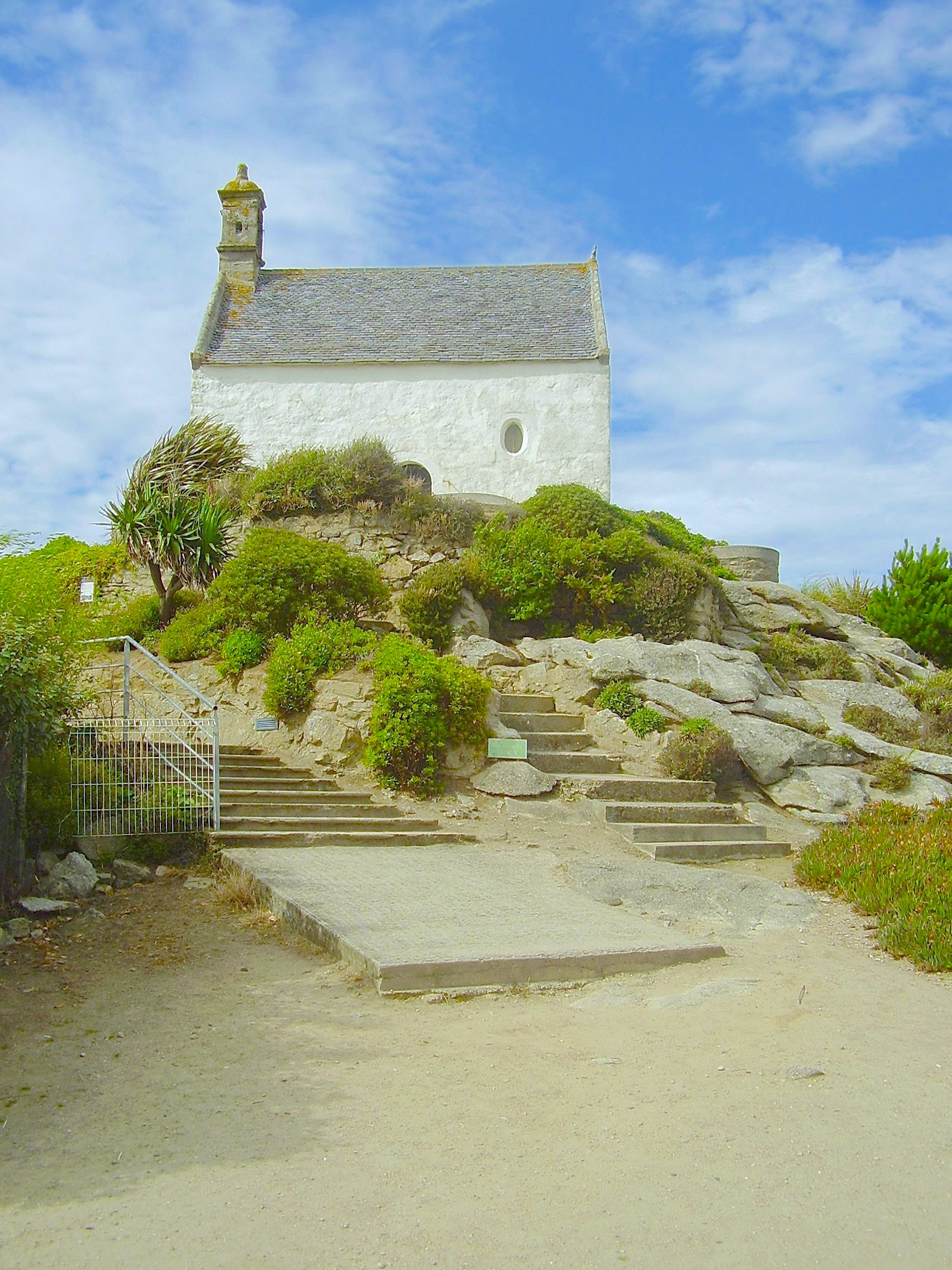
La chapelle Sainte-Barbe.

#### XVIIesiècle, âge d'or des armateurs
De 1560 jusqu'à la fin du XVIIe, les terrains autour de l'église sont lotis par l'évêque-comte à des investisseurs du Léon, tels François Jaffres, marchand et gouverneur de l'église de Roscoff, en 1561 ou Olivier Le Maigre, pour construire des hôtels de négoce qui deviendront des résidences au XVIIIe siècle. Ils sont construits pour la seule traite, tel l'hôtel de Mathieu Le Hir du Carpont et de Keramanach en 1582, ou pour servir en sous sol de magasin, voire de maison fortifiée, telle celle du corsaire Chrétien Le Pappe qui eut à se défendre en 1592 contre le régiment paysan de la Sainte Union de Morlaix conduit par Bras de Fer. Ceux des bâtiments qui donnent, ou donnaient, sur le rivage participent au système défensif de la ville.
Le 17 mai 1595, le Duc de Mercœur, prétendant baillistre militairement allié aux Espagnols contre le roi depuis cinq ans, rétablit par lettres patentes le commerce avec Bilbao et Séville, principaux débouchés des crées. Trois familles de marchands basques s'installent à Roscoff. Roscoff sert aussi de refuge à plusieurs familles anglaises catholiques fuyant les persécutions commencées sous le règne d'Élisabeth Ire.
Le 12 juin 1600, après un terrible hiver, est posée, à l'emplacement du cimetière des victimes de l'épidémie de décembre 1593, la première pierre de la chapelle Saint Roch et Saint Sébastien, saints invoqués contre les épidémies et les persécutions religieuses. Cette double action de grâce décidée en décembre 1598 célébrait l'Édit de Nantes qui clôturait les cinq années de la guerre civile menée par La Fontenelle, pilleur de Roscoff en 1592, et visait simultanément à obtenir la fin de l'hécatombe causée par l'épidémie recrudescente qui se prolongea au cours de l'année 1599. Un décret municipal de 1632 transformera le lazaret en prison mouroir pour tous les individus suspects de peste.
Au tout début du siècle, Roland de Neufville érige le nord de la paroisse de Toussaint, c'est-à-dire la péninsule de Bloscon à l'est de l'actuelle rue Albert de Mun, en trève. Désormais les paroissiens, devenus relativement nombreux, pourront recevoir les sacrements, célébrer les mariages et les enterrements, sans se rendre à la cathédrale, siège du minihy. Cependant, dès 1611, l'ecclésiastique ville de Saint-Pol obtient la suppression du député aux États de Bretagne de l'orgueilleux et bourgeois Roscoff. Les marchands de celui-ci s'organisent dès l'année suivante en la « confrérie de Sant Ninian », équivalent de l'actuel conseil municipal. En dépit de sa démographie croissante, Roscoff continue de ne députer qu'un seul représentant sur les douze que compte le conseil de la ville de Saint-Pol où sont décidés les aménagements vicinaux et les taxes afférentes, ce qui est source de contestations éternelles.

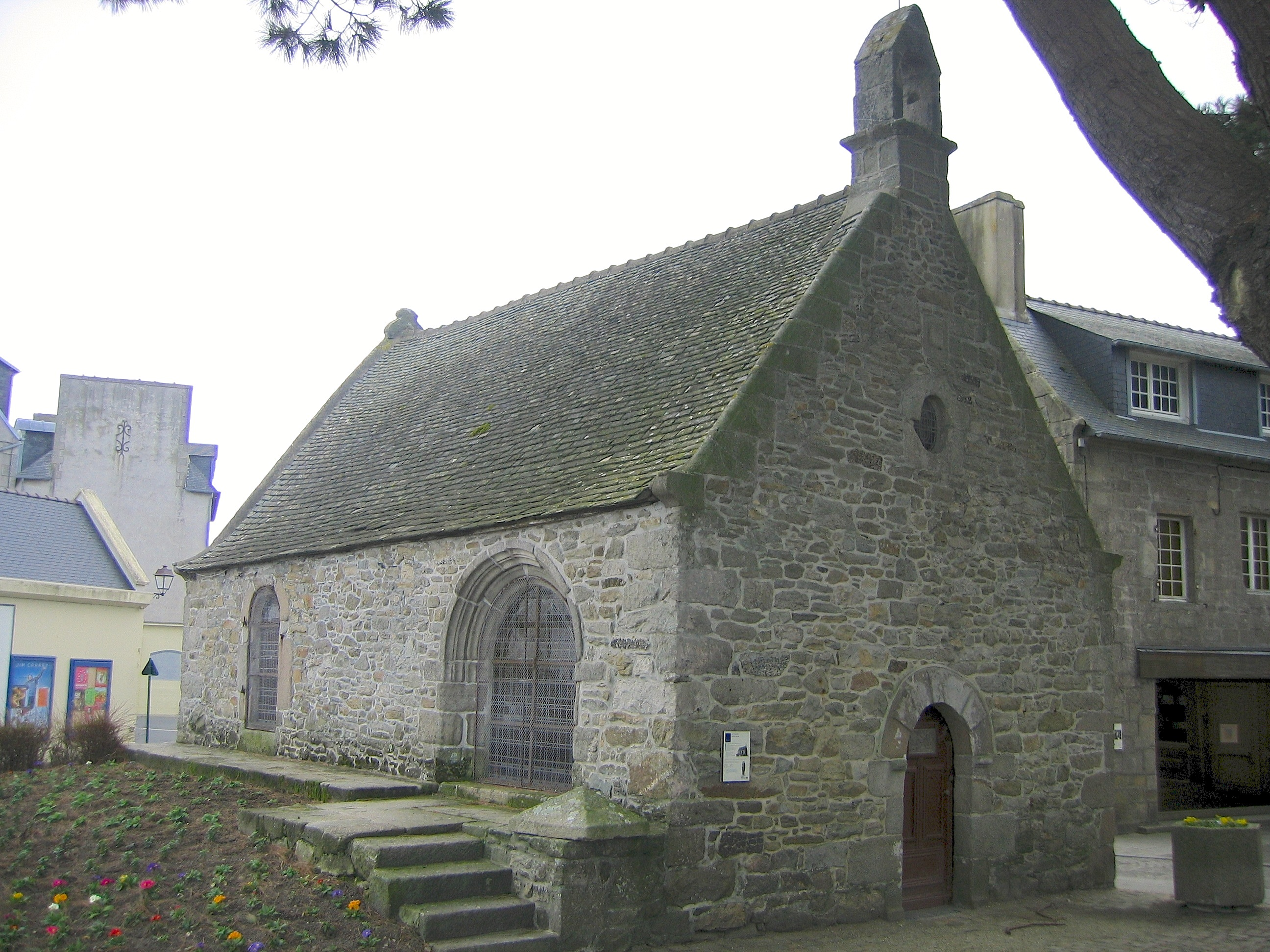
La chapelle Sainte-Anne, construite en 1640 sur fonds privés, achetée par la commune en 1967, sert aujourd'hui de lieu d'exposition.

Autour de 1619, la chapelle Sainte-Barbe, protectrice contre les pirates et intercessrice pour les âmes défuntes sans absolution, est érigée à son tour. Deux ans plus tard, les Capucins sous la direction du Père Pacifique de Morlaix, ouvriront dans la paroisse, à la demande des habitants qui leur concèdent le terrain, un petit couvent dont le cloître sera achevé en 1682. Les Capucins, qui donnent des rudiments d'instruction à quelques enfants pauvres et soignent les malades, sont botanistes: ils acclimatent un figuier, qui deviendra une curiosité, et introduisent d'autres plantes méditerranéennes dont en 1661 l'artichaut, qui deviendra la fortune de la région. En 1634, est inaugurée la chapelle des albâtres (cf. infra), qui vient remplacer le porche sud de Notre Dame de Croaz Vaz. En 1640, l'érection de la chapelle Sainte Anne, patronne de la Bretagne, grâce aux donations de Françoise Marzin, dame de Kerugant, et Louis Ronyant, son mari, marque la fin d'une quinzaine d'années de peste et en 1643 le quai du port est achevé sur une longueur de cent quatre-vingt mètres après vingt-six ans de travaux.
En 1649, Roscoff obtient de la Régence gouvernée par Mazarin confirmation des lettres patentes signées en 1600 par Henri IV l'autorisant à tenir une foire six fois par an. Tant la conjoncture économique qu'une prétendue opposition de la ville de Saint-Pol empêcheront la tenue de celles ci. En mars 1649, l'église s'offre des orgues que Thomas Harrison, Anglais catholique installé à Roscoff, livre vingt mois plus tard. Le recensement de 1664 comptabilise quinze navires attachés au port de Roscoff. En 1665 monseigneur de Visdelou met en place un règlement, très modeste, concernant les tavernes.
Roscoff est aussi à partir du XVIe siècle, avec Morlaix et Paimpol, un des premiers ports à armer à la pêche à la morue sur les bancs de Terre-Neuve, puis sur les côtes d'Islande. La morue salée était vendue en France et surtout en Espagne ; la Bretagne n'étant pas soumise à la gabelle, les pêcheurs picards et normands venaient à Roscoff s'approvisionner en sel à bon compte. Le trafic des faux-saulniers professionnels fut très actif jusqu'au XVIIIe siècle, assuré par une cinquantaine de bateaux de 50 à 100 tonneaux, venant principalement du port de Dieppe. Les armateurs de Roscoff prenaient leurs chargements de sel au Croisic. Avec le sel, les principales marchandises de mer étaient alors à la sortie les toiles de lin et le blé (à destination de ports comme Dunkerque, ainsi que vers l'Espagne et l'Angleterre), à l'entrée les vins et eaux-de-vie, l'huile d'olive, les merrains et le thé.

#### 1665-1698: taxes et smogleurs
La chute de Nicolas Fouquet marque le début de la destruction économique et politique de la province sous le règne absolutiste du Duc de Chaulnes. La politique de Louis XIV et les mesures protectionnistes de Charles II ferment les marchés anglais et hanséatique. La fiscalité imaginée par Pierre Deschien et la politique de manufactures d'état initiée par Colbert ruinent le commerce libre. La décroissance de la production de lin, désormais concurrencée par celle du coton des colonies dont le prix de revient est artificiellement baissé par l'esclavage, et la baisse de fréquentation du port, désormais hors du jeu commercial atlantique, ne sont pas compensées par l'activité militaire ni par la course, dont Morlaix profite presque exclusivement.
Roscoff devient pour presque trois siècles le premier port de la contrebande avec les îles Britanniques. L'origine de ce développement est le Navigation Act, première loi sur la navigation signée par Cromwell en 1651, qui interdit à tout navire d'importer en Grande-Bretagne des marchandises qui ne viennent pas du pays auquel le navire appartient et qui assure le monopole de l'importation depuis les îles aux navires servis par des équipages au moins aux trois-quarts anglais et commandés par des capitaines anglais. Le trafic, qui connaitra son apogée au XVIIIe siècle en dépassant alors le volume des importations légales, profite de la proximité des îles Anglo-Normandes et devient, malgré les risques encourus, une activité économique essentielle aux populations du littoral tant britannique que français, faisant progresser la construction navales, marquant des territoires d'une architecture qui bénéficie de ces progrès techniques, forgeant des caractères, suscitant des légendes, rapprochant des populations d'une même origine que les frontières ont séparées, affirmant des altérités. Les bateaux pratiquant ce trafic sont dénommés « smogleurs », déformation du mot anglais smuggler qui signifie « contrebandier ».
Régulièrement réprimé, mais officieusement encouragé par Colbert puis par les partisans d'un mercantilisme industriel pour ce qu'elle affaiblirait les économies rivales, cette contrebande maritime prospérera jusqu'en 1784 quand William Pitt, premier ministre du roi George III, décidera d'abaisser les droits de douane, qui passeront par exemple pour le thé de 127 % à 12 %, et signera deux ans plus tard un traité de libre-échange avec l'ancien ennemi. Elle périclitera rapidement quand Napoléon III signera, le 16 avril 1856, le traité de Paris, qui abolira l'activité connexe de course en mer. Elle ne survivra pas au chemin de fer ni au désenclavement de la Cornouaille qui s'ensuivra.[pertinence contestée]
Le 30 novembre 1694, Sébastien Le Prestre de Vauban signe les plans de la transformation exécutée par La Renaudière, du fort de Bloscon en une importante batterie de treize canons fermée par un pont levis. Pour le financer, un impôt spécial est prélevé par la municipalité sur les habitants. Les merlons en gazon coûtent dix fois moins cher qu'une muraille et arrêtent les boulets sans dégâts. Le Bloscon devient le siège de la capitainerie de Saint-Pol-de-Léon qui s'étend de Ploujean à Cleder et dont la pièce maîtresse est le château du Taureau. La milice garde côtes était une corvée échue aux habitants regroupés en un bataillon sous le commandement d'un capitaine général. Sur le port lui-même, le fort de la Croix abritait une poudrière et un canon gardait la jetée face au rocher du Gran Quelen.

#### 1699-1789: guerres et calamités climatiques
En 1699, une tempête ensable deux cent cinquante hectares de terres agricoles à Santec où l'ensablement a commencé dès 1666, favorisant l'aménagement de nouveaux lotissements. La guerre de Succession d'Espagne stoppe presque totalement pendant dix ans le commerce du lin mais permet de rançonner les navires ennemis, comme le fit pour deux cent cinquante livres le capitaine Lair le 1er septembre 1705 dans le port de Cork où il s'était introduit sous pavillon anglais.[réf. nécessaire]

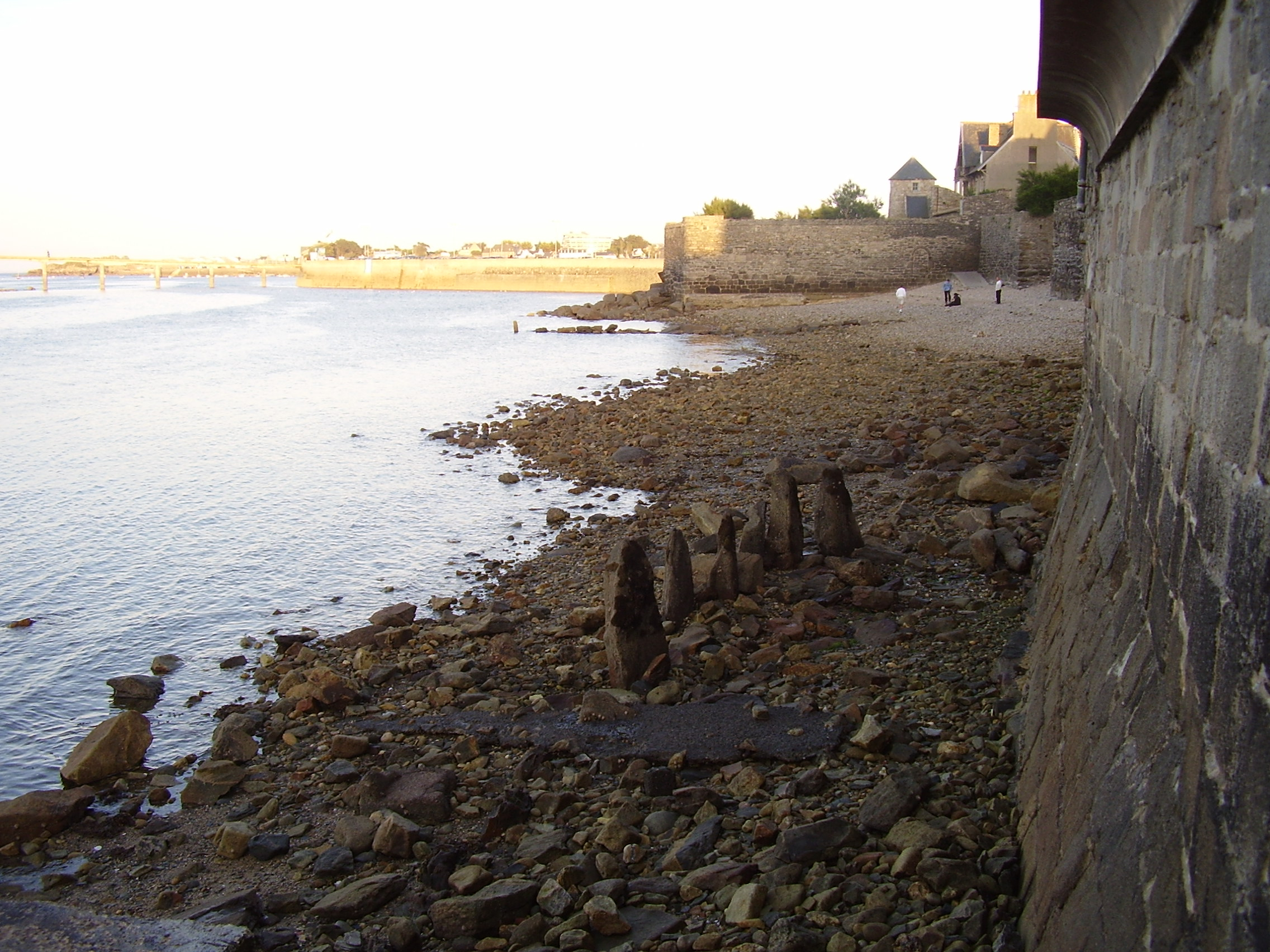
L'ancien port et son quai ouest prolongé d'un môle au XIXe siècle puis d'une jetée piétonne au XXe siècle. Les bateaux pouvaient, comme le montre une gravure du XVIIIe siècle, non pas venir à quai mais s'échouer sur les plages de Laber à Roscogoz et plus facilement sur celle qui est aujourd'hui le « vieux port ».

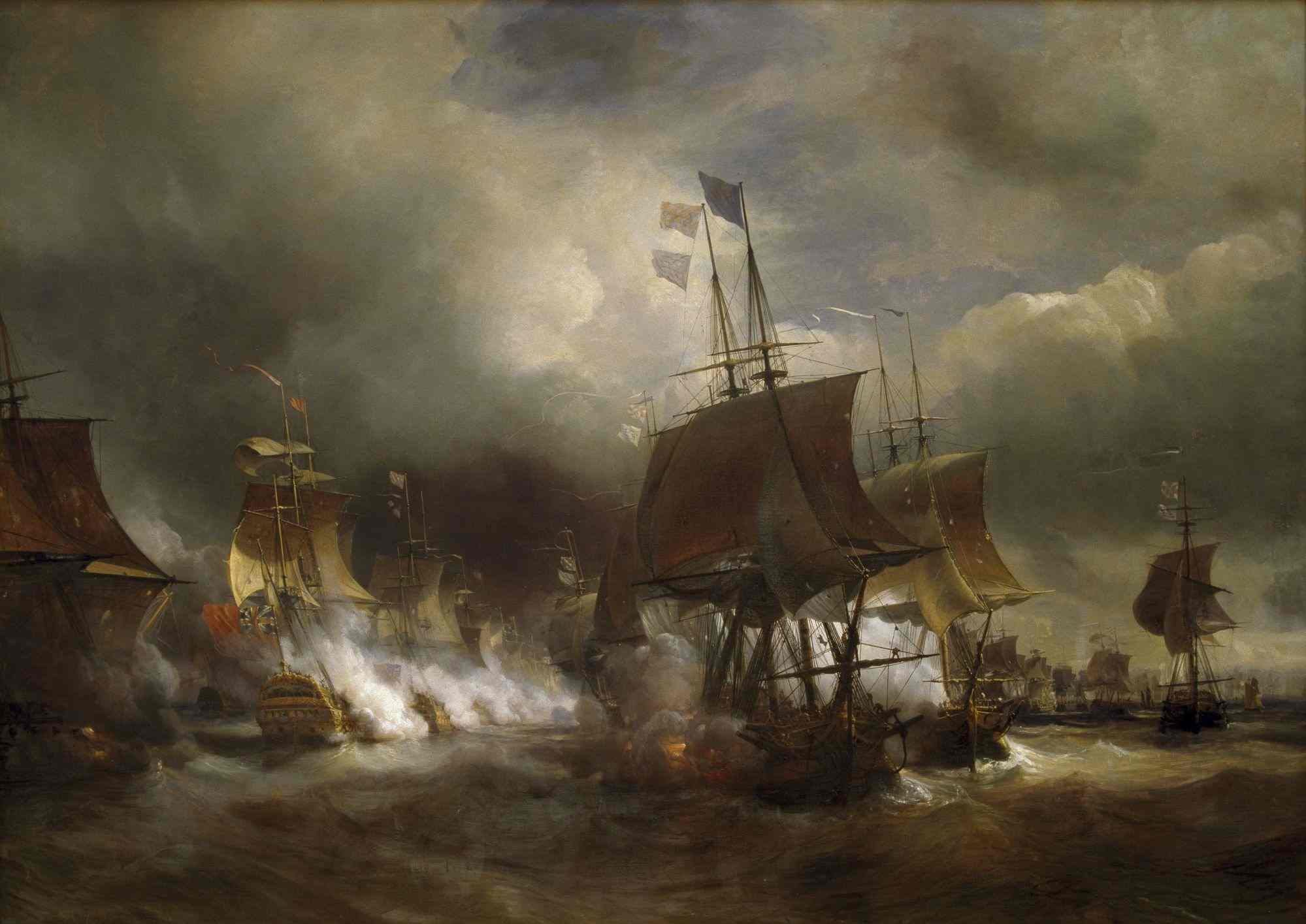
La combat d'Ouessant de 1778 - Théodore Gudin (1848) La bataille navale quasi permanente n'engage guère directement les lougres roscovites qui en sont réduits à la course et au commerce interlope.

En 1715, une autre tempête endommage le quai et en 1722 plus de cinquante centimètres de sable doivent être enlevés des rues de Roscoff. Le port a alors une capacité de cent vaisseaux de quatre à cinq cents tonneaux mais la flotte est considérablement réduite (en 1730, elle ne compte que trois bateaux de pêche hauturiers venus de Normandie) même si certains bâtiments naviguent au long cours entre Terre Neuve, Saint-Domingue et l'Île-de-France. Il faudra attendre le 19 février 1743 et une souscription de huit mille livres auprès de la société des armateurs roscovites réunis autour de messieurs de Portenoire et Sioch'an de Kersabiec, en conflit avec la ville de Saint-Pol qui refuse de contribuer, pour que la reconstruction du quai sur une longueur double soit achevée, les pierres provenant du Petit-Quellen, de l'île de Batz et de l'île Callot.
Roscoff deviendra dès lors un chantier naval mineur mais recherché sous la marque de la dynastie Kerenfors, ce qu'il restera jusqu'à sa fermeture entre les deux guerres mondiales et qui construira en particulier en 1779 le senau La Duchesse de Chartres. Le 10 octobre 1746, deux siècles après son aïeule, Bonnie Prince Charlie, échappé de sa défaite à Culloden, y débarque d'un corsaire, L'Hermine escorté par le capitaine malouin du Fresne. À cette époque, les batailles navales entre Anglais et Français étaient constantes[réf. nécessaire]. En 1756, un ingénieur est dépêché pour mettre en place les moyens de lutte contre l'ensablement. La tempête du 4 octobre 1765 abat la flèche du clocher et endommage le toit et le porche de l'église.
Au tournant des années 1770, le port, qui avait perdu la plupart de ses marins durant la guerre de 1758, est sinistré par la disparition inexpliquée du maquereau qui abondait au large de Batz et dont les armateurs d'Honfleur et Fécamp s'étaient fait la spécialité en Bretagne. La disparition de la « fortune de mer » et le déclin de la culture du lin sont palliés par la culture des pommes de terre initiée par Monseigneur de La Marche puis par le développement de celle des artichauts et autres primeurs, introduits un siècle plus tôt par les Capucins, qui est une agriculture spéculative basée sur la complémentarité des marchés saisonniers. Certains Roscovites sont ainsi poussés à les colporter en Maine, Anjou et Normandie.[réf. nécessaire]

#### Pauvreté et récolte dugoémonà la fin duXVIIIesiècleet au début duXIXesiècle

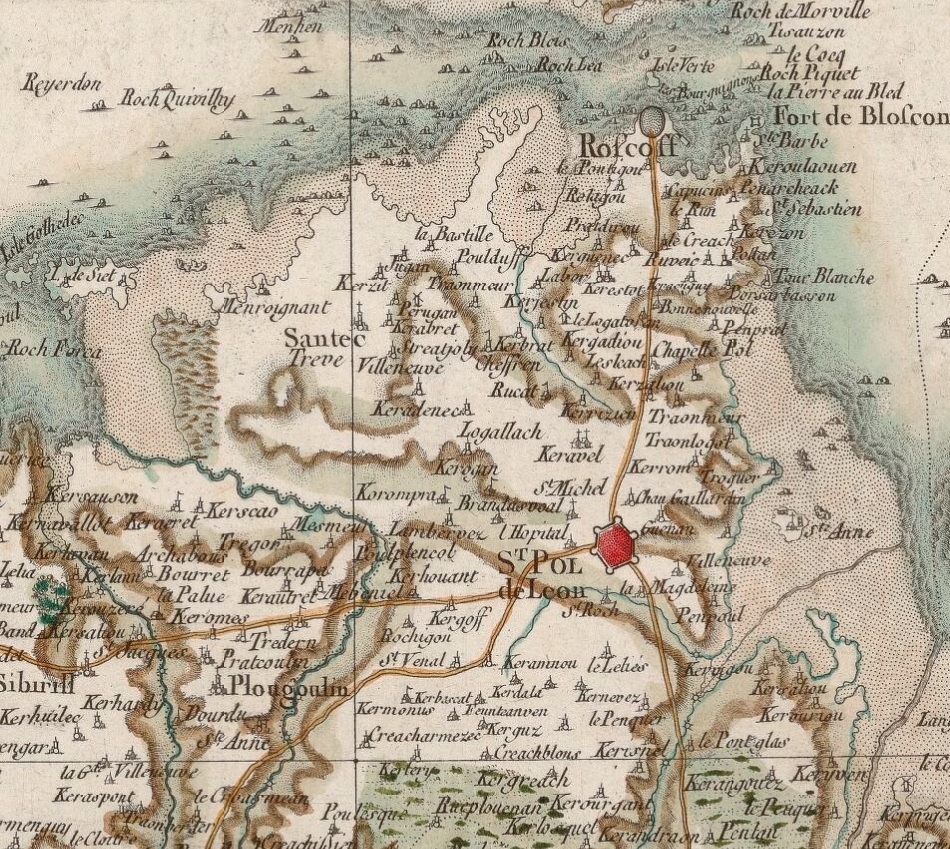
Carte de Cassini de Roscoff et des paroisses avoisinantes (1783).

Le recteur de la trève de Roscoff, dans une lettre écrite en 1774 adressée à l'évêque de Léon Jean-François de La Marche en réponse à son enquête sur la mendicité, proteste contre la déclaration du 30 octobre 1772 qui limite aux trois premiers mois de l'année la coupe du goémon. Il écrit (l'orthographe de l'époque a été respectée) :

« L'objet du gouesmon est très intéressant pour le païs. Les règlements qui en interdisent la coupe pendant le mois d'août ou de septembre augmente beaucoup la misère d'une partie du bas-peuple et des riverains. Cette coupe, qui s'est faite de tous tems, sur cette côte, dans cette saison, sert presque uniquement au chauffage, et il l'est le seul pour ces pauvres gens. Point de bois sur la côte, d'aucune espèce. Celui qu'on y porte est d'une cherté exorbitante. Les landes y sont maigres, rares ; point de fougères. Cette coupe ne doit pas nuire aux trempes [utilisation du goémon comme engrais], car notre côte hérissée de rochers fournit abondamment de cet herbage [goémon]. La trempe a pour elle la coupe presque entière de février et tous les gouesmons de marée [goémon échoué] pendant l'année. Ces derniers ne peuvent servir au feu. »

À la suite d'une enquête organisée par une circulaire du 8 juin 1819 du Préfet du Finistère, le conseil municipal de Roscoff répond (l'orthographe de l'époque a été respectée) : « Ceux qui ne se servent que de paniers doivent être autorisés à commencer la récolte du goëmon deux ou trois jours avant les cultivateurs pourvus de chevaux et de voitures » et souhaite que « chaque voiture de transport ne doit être accompagnée que de huit personnes, et chaque cheval de quatre, à moins que lé ménage ne soit plus nombreux. Il doit être défendu d'enlever pendant la nuit le goëmon apporté par les flots ».

#### 1789-1818: de la Révolution à la famine
À la Révolution, le cahier de doléances du 29 mars 1789 dénonce la concurrence déloyale des ports francs de Guernesey et d'Aurigny, l'insuffisance de l'entrepôt du port, l'incurie de la ville de Saint-Pol, les dîmes prélevées par celle-ci sans qu'elle n'aménage de route facilitant le transport des marchandises du port, les taxes décidées par la même ayant ruiné l'exportation vers l'Irlande et l'ouest de l'Angleterre ainsi que l'importation de thé et de rhum des Amériques. Il dit entre autres qu'il faut supprimer « les octrois ruineux obtenus pour des embellissements frivoles à Saint-Pol-de-Léon » et demande de bénéficier de « la liberté d'entreposer les eaux-de-vie d'Espagne, le rhum ou le tafia de l'étranger, comme Sa Majesté a accordé pour le genièvre de Hollande et le tafia de ses colonies (...) S'il est nécessaire de lever quelque droit sur l'exportation, qu'il soit assez modique, pour que le négociant pût le céder de ses bénéfices afin de le mettre en concurrence avec les îles de Guernesey et Origny (...) qui, par une exemption de tous droits (...), ont attiré chez eux tout ce commerce ».
Le 31 janvier 1790, Roscoff se constitue unilatéralement en municipalité autonome de Saint-Pol-de-Léon et se choisit pour maire un marchand, Gérard Mège, qui, le 14 juillet, conduira lui-même la prière devant le refus du recteur, monsieur Boutin, lequel démissionnera du conseil municipal dès l'automne. Le 2 août, à l'occasion du pardon de la Portioncule, deux cents soldats républicains cantonnés à Saint-Pol viennent saccager Roscoff et violenter la population[réf. nécessaire]. La Constitution civile du clergé achève de faire de Roscoff un foyer de la résistance passive[source insuffisante]. Sous la Convention nationale, de septembre 1792 à mai 1793, puis durant le premier semestre 1794, Roscoff devient un centre de déportation. Le 11 octobre 1794 est enfin inaugurée une route entre Roscoff et Saint-Pol[réf. nécessaire]. La proclamation du 9 mars 1795 du député Bruc rétablit la liberté de culte mais la constitution d'une Garde nationale le 9 juillet 1795 provoque la révolte dite des Pitiguet.[réf. nécessaire]

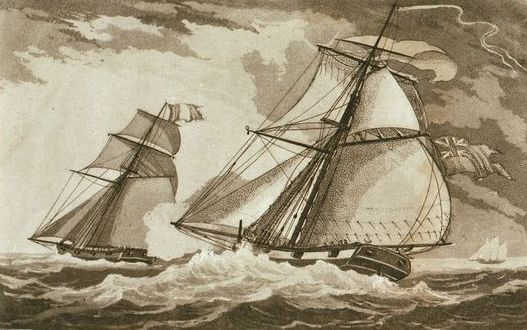
Le système continental, loin de relancer le commerce du lin et de ses semences, ferme le port et entraîne mécanisation et délocalisation.

Le Directoire fait fermer de nouveau tous les lieux de culte et retourner dans la clandestinité les deux prêtres restants de la paroisse. L'activité portuaire est alors réduite à celles de transitaires de légumes desservant Brest, Morlaix et Landerneau[réf. nécessaire]. Le Consulat n'apaise en rien le conflit entre la population et la nouvelle administration : la ville, suspectée de rébellion, est mise en état de siège à deux reprises, et le maire est accusé d'organiser la liaison entre le clergé et son évêque déchu, Monseigneur de La Marche, exilé à Londres. Finalement, le sous-préfet autorise de nouveau le clergé local le 2 mai 1800 et rend Notre-Dame de Croaz Vaz au culte catholique le 30 octobre.[réf. nécessaire]
Tout en favorisant le « smoglage », contrebande aléatoire qu'exercent à Roscoff quatre navires, le Premier Empire et son blocus continental ruinent toute chance de reprise du commerce si bien[réf. nécessaire] qu'en mai 1810, l'armateur et maire de Roscoff Picrel chute dans la faillite retentissante du morlaisien Philippe Deleville.
Cette crise économique se prolonge de 1816 à 1818 par une famine climatique.[réf. nécessaire]

#### Essor des cultures maraîchères
Ce n'est que vers 1790 que commença véritablement la culture maraîchère, même si antérieurement des jardins potagers existaient déjà, principalement aux alentours du port, pour approvisionner les habitants, mais aussi les navires en escale. Les pères Capucins furent les premiers à faire en grand la culture des légumes dans une propriété leur appartenant à partir de 1622. Les conditions naturelles étaient favorables à la culture des légumes en raison du climat, de la fertilité naturelle des sols, de la fumure des champs en goémon et de la correction de la pauvreté des sols en calcaire grâce au maërl. Au début du XIXe siècle, durant la saison, les paysans de Roscoff chargeaient chaque jour de 10 à 12 charrettes de légumes qu'ils allaient vendre à Morlaix, à Brest, à Landivisiau, à Landerneau, voire à Quimperlé et à Lorient.
L'oignon rose de Roscoff est une variété importée au XVIe siècle du Portugal, vendue au XVIIe siècle jusqu'en Su-de et en Russie ; au XVIIIe siècle et au début du XIXe siècle, durant la saison, les paysans de Roscoff chargeaient chaque jour de 10 à 12 charrettes de légumes qu'ils allaient vendre à Morlaix, à Brest, à Landivisiau, à Landerneau, voire à Quimperlé et à Lorient, et même jusqu'à Paris vers 1830. Jacques Cambry qualifie la région roscovite de « jardin de la Bretagne », écrivant qu'elle « produit une incroyable quantité de légumes de toute espèce (...) : oignons, choux, navets, panais, choux-fleurs, asperges, artichauts ». Dans la seconde moitié du XIXe siècle, la navigation à vapeur facilite l'expédition vers la Hollande et la Grande-Bretagne : des groupes de roscovites vont, sur leurs vélos surchargés, vendre des oignons au Pays de Galles, en Angleterre et jusqu'en Écosse.[réf. nécessaire]
En 1828, le surpeuplement, conjugué au caractère saisonnier de l'activité agricole, déclenche l'histoire des Johnnies, marchands ambulants souvent roscovites partant vendre, entre fin juillet et l'Avent, leurs oignons rosés de Roscoff en Angleterre (Henry Olivier en fut l'initiateur). Désormais, l'agriculture cesse d'être une activité vivrière et renoue avec la vocation marchande de la cité.[réf. nécessaire]
L'établissement d'une ligne de bateaux à vapeur de Morlaix au Havre en 1840, et surtout la création de la ligne ferroviaire de Paris-Montparnasse à Brest en 1865 favorisent l'essor des cultures maraîchères en leur ouvrant des débouchés plus étendus. Aucune parcelle ne reste plus inculte. Sans cesse fouillée, retournée, engraissée par des amendements nouveaux, la terre porte 3 ou 4 récoltes par an : choux-fleurs en hiver, artichauts à l'été, entre-temps ail à foison, pommes de terre, oignons.

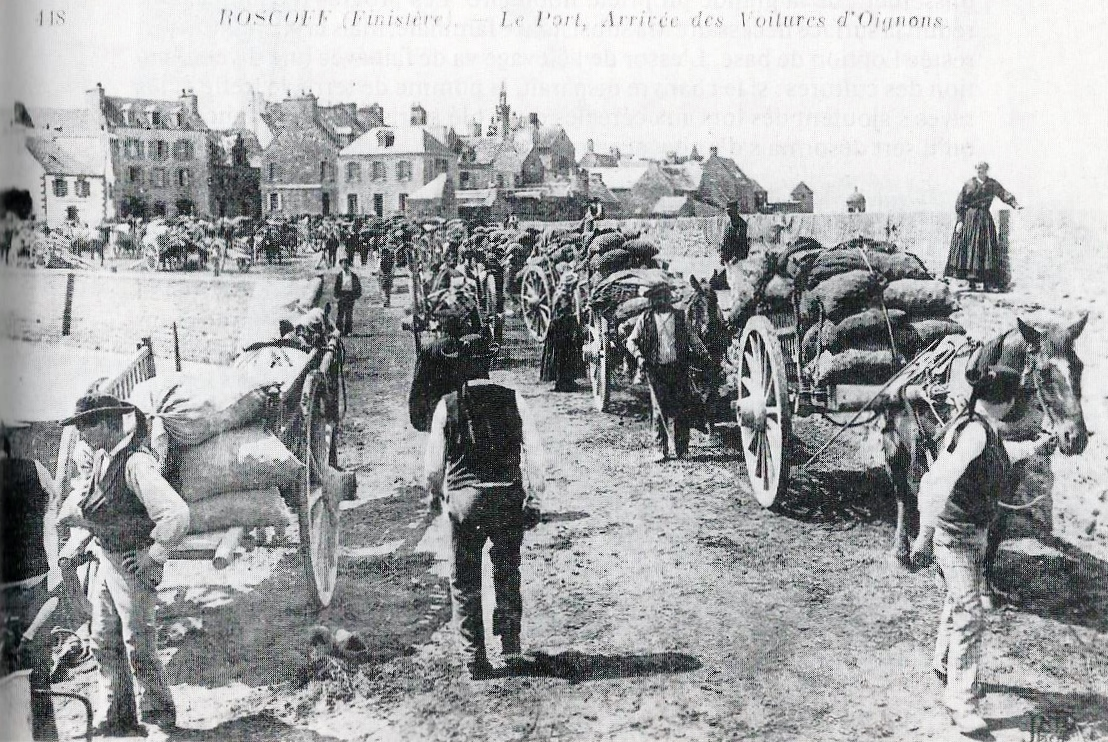
Roscoff : l'arrivée des voitures d'oignons au port vers 1920 (carte postale)
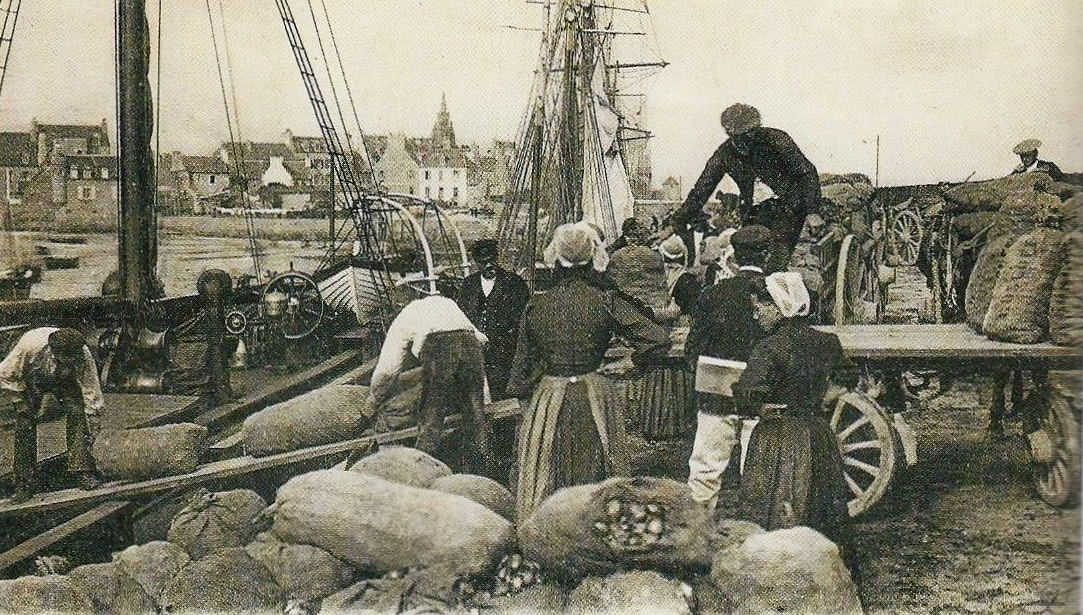
Roscoff : l'embarquement des oignons pour l'Angleterre (vers 1920)

Roscoff et le Léon ayant le privilège de récolter les primeurs quatre, cinq et même six semaines avant l'Angleterre et l'Irlande et les Anglais cherchant en dehors de leur île l'appoint indispensable à leur subsistance, des services de cabotage à vapeur furent créés, facilitant l'exportation des légumes. À partir du 10 juillet 1839, une troisième génération d'agriculteurs-colporteurs roscovites, déjà habitués aux marchés de l'ouest de la France, bénéficie, grâce à l'initiative de la Chambre de commerce et d'Édouard Corbière, de la liaison hebdomadaire Morlaix-Le Havre assurée par les steamers de la Compagnie du Finistère. Les liens établis pour affaires et par mariages entre ces colporteurs et leurs interlocuteurs normands finissent par faire passer une grande part de l'épicerie de cette province aux mains d'immigrés bretons. La liaison au Havre relance la pêche. En 1854, une campagne de travaux décidée par le département et renouvelée en 1870, rectifie la route qui mène à Morlaix, principal marché aux légumes de la région.[réf. nécessaire]
En juillet 1858, 28 passeports sont délivrés à Roscoff pour l'Angleterre et le Pays de Galles, ce qui témoigne de l'amorce d'exportations légumières vers ces destinations.

#### 1818-1860: surpopulation et émigration

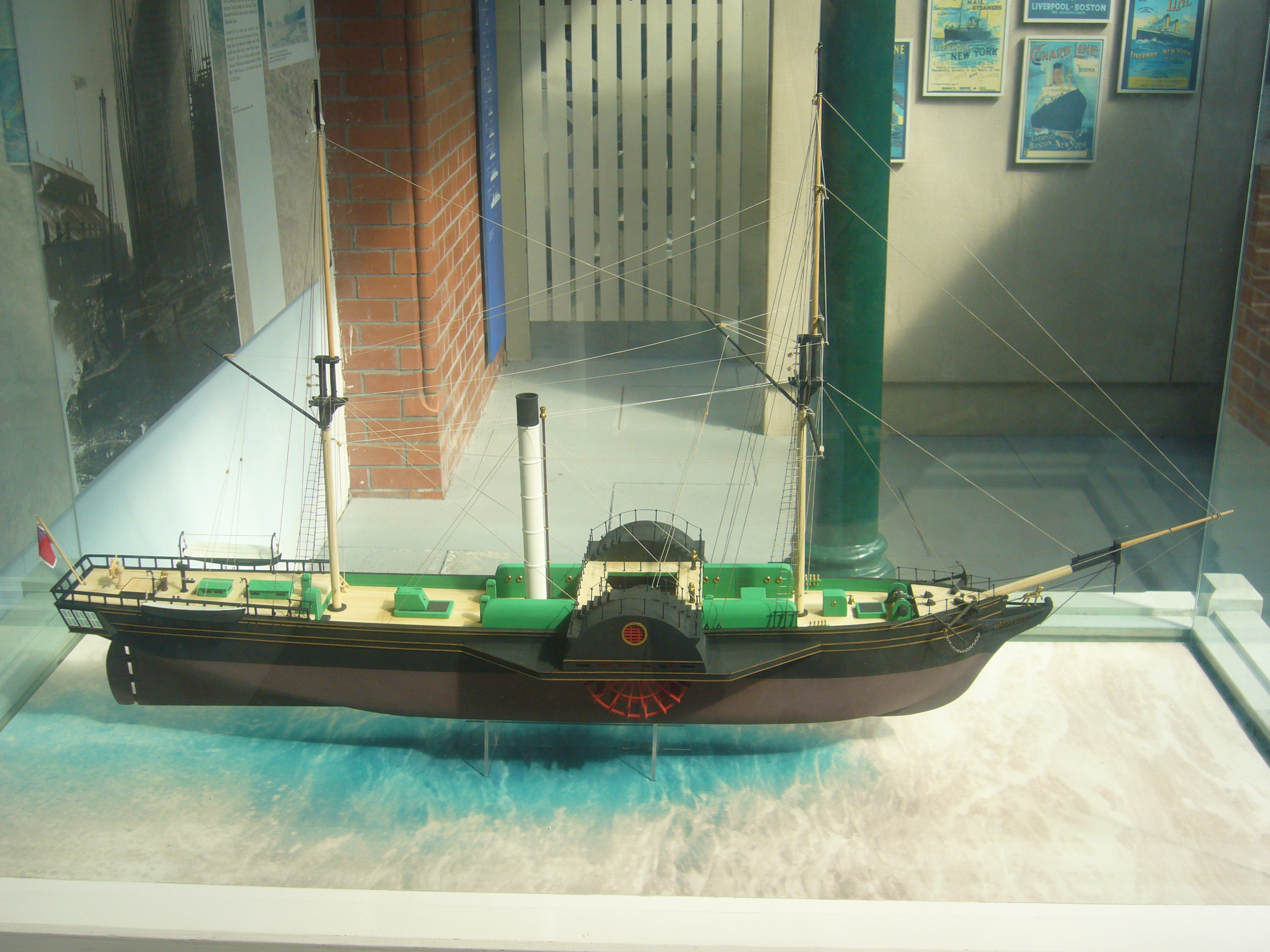
Les vapeurs à aubes de Corbière font entrer les colporteurs dans la modernité et convertit Roscoff en port pêche.

De 1817 à son décès, le 2 octobre 1820, Dorothy Silburne, qui avait hébergé et secouru Monseigneur de La Marche durant son exil à Holborn, est recueillie par le comte de la Fruglaye dans sa maison près de l'église d'où elle dépense la pension qu'elle a reçu de Louis XVIII à ses œuvres de bienfaisance.[réf. nécessaire]
Du 1er novembre au 6 décembre 1832, l'épidémie de choléra, qui sévit dans toute la France, tue quatre vingt-six roscovites. Devant l'incompétence des médecins locaux, deux médecins de la Marine sont dépêchés de Brest et mettent un terme à la surmortalité. Le 8 avril suivant, la municipalité est contrainte par une loi d'assainissement votée par l'Assemblée d'ouvrir, en sus des cimetières de l'enclos paroissial et de l'hospice ainsi que celui de Santec, un quatrième cimetière, le cimetière du Vil. Cette même année 1831, des investisseurs brestois, espérant valoriser un polder de cent hectares, construisent la digue à écluse qui ferme le fond de l'anse de Laber, espérance déçue par l'opposition de la commune favorable aux goémoniers et à la libre pâture pratiquée par les santéquois[réf. nécessaire].
Le bourg compte alors de nombreux indigents, journaliers et matelots au chômage entre deux emplois[réf. nécessaire]. L'alphabétisme est l'exception y compris chez les hommes d'affaires les plus expérimentés. Le budget de la commune, réduit à quelque quatre mille francs issus principalement de l'octroi et des taxes sur le smoglage (importation de whisky), peine à l'entretien de la digue du Vil et des pavés, à la rémunération d'une dame des Postes, d'un cantonnier et, depuis 1831, de deux instituteurs, l'un à Roscoff même, l'autre à Santec. La commune s'en remet souvent à la tutelle du préfet. Vers le milieu du XIXe siècle l'ossuaire désaffecté servit d'école.

### Réinvention de la station maritime

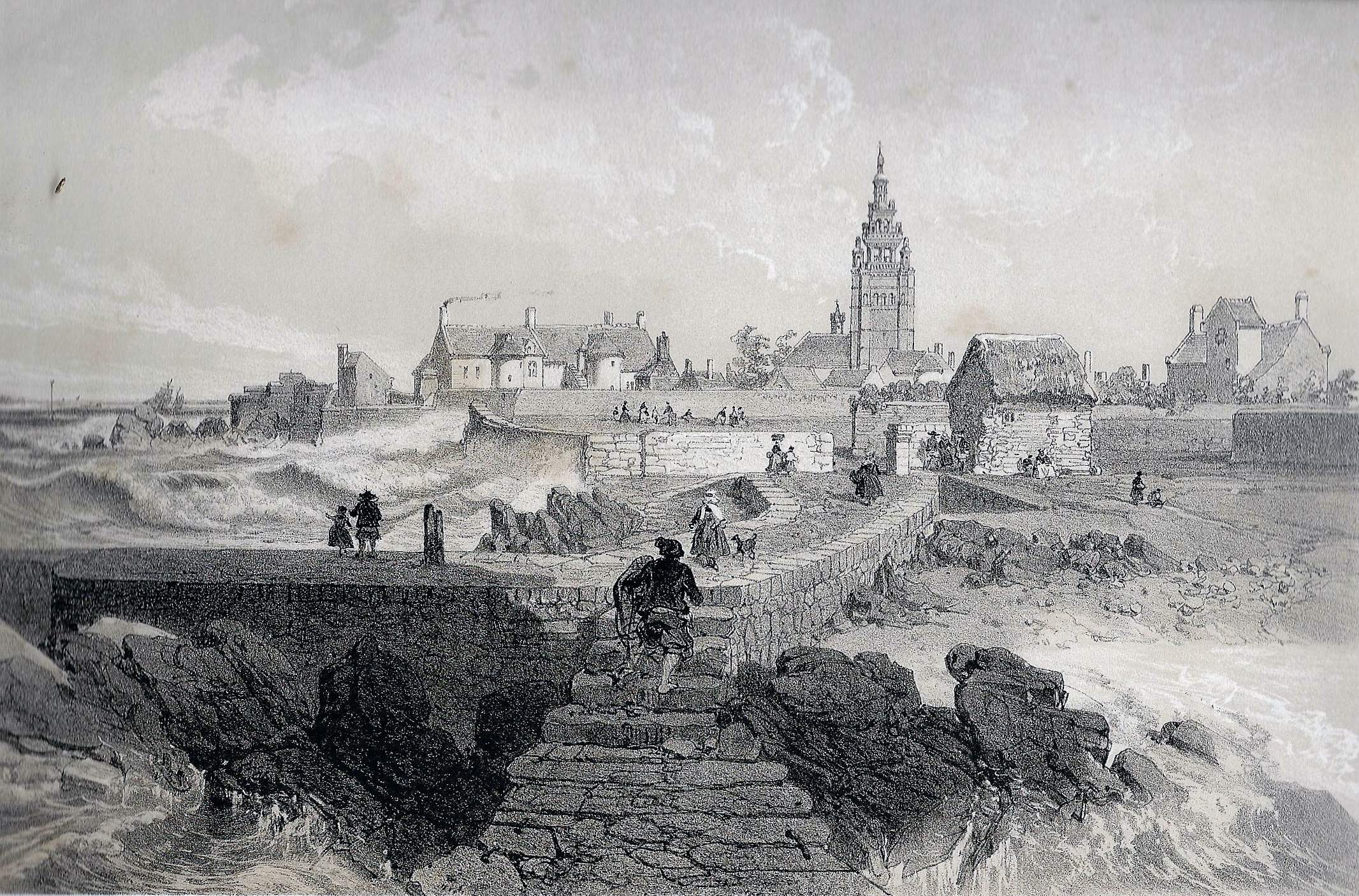
Roscoff : vue prise de la petite jetée (dessin publié dans Félix Benoist, "La Bretagne contemporaine", tome "Finistère", 1867).

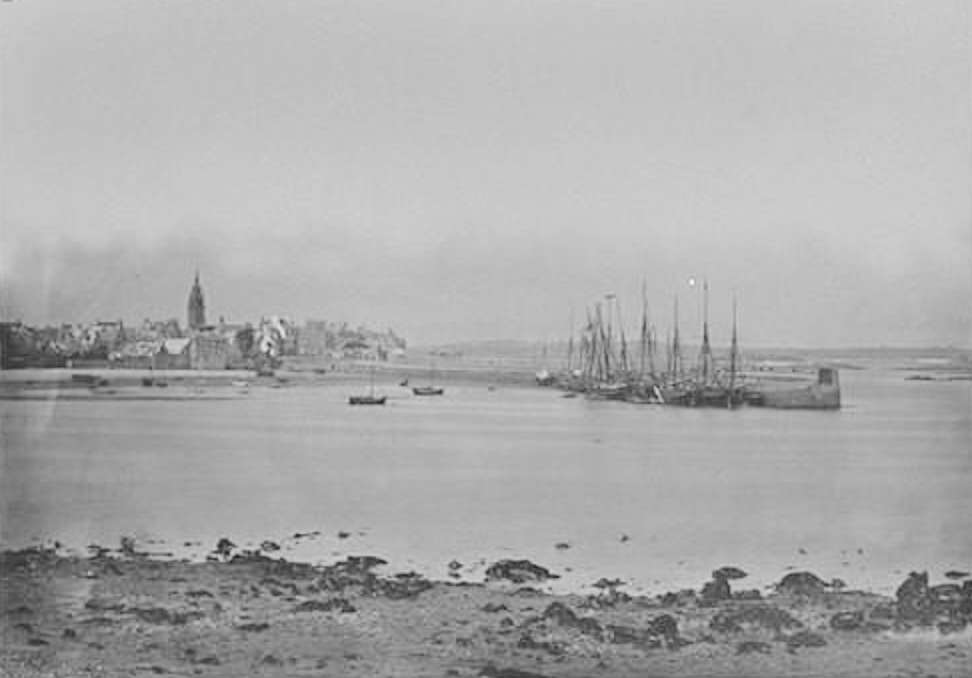
Le port de Roscoff en 1873.

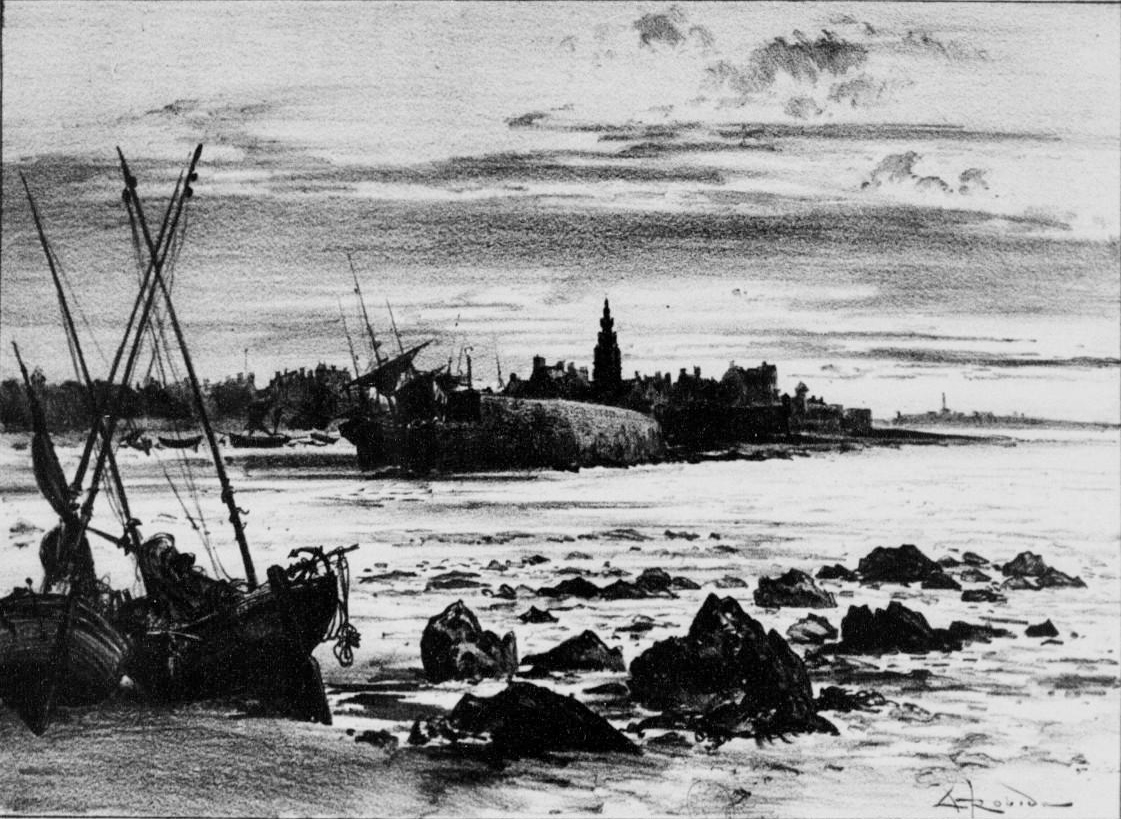
Roscoff vers 1900 (lithographie d'Albert Robida).

#### Machines à vapeur et mode des bains de mer
La phase libérale du Second Empire puis, avec bien plus d'ampleur, la IIIe République voient Roscoff, dont le budget des années 1870 a plus que doublé en quarante ans, s'équiper de nouvelles infrastructures et entrer dans la modernité par étapes.
- En 1860, Claude Chevalier construit les Viviers de Roscoff sur une concession près de la Pointe Sainte-Barbe[129].
- Le 12 février 1867 est ouverte une des premières stations de la Société centrale de sauvetage des naufragés, un an après la fondation d'une succursale locale. Elle compte deux équipes de dix rameurs et leurs chefs d'équipage.
- En 1869, grâce à une souscription abondée par emprunt et subvention, sont mises en service au port six pompes à eau douce[94],[Note 58].
- En juin 1873, Henri de Lacaze-Duthiers ouvre par souscription un laboratoire de l'Institut, la Station biologique de Roscoff, dans deux hôtels de négoce mitoyens de la fin du XVIe siècle qu'Édouard Corbière avait acquis en 1860.
- En 1877, le port s'équipe de la digue Pen ar Vil en face de la Station biologique de Roscoff. Elle lui sert de port pour ses expéditions maritimes et devient l'embarcadère pour l'île-de-Batz.
- Le 10 juin 1883[130], l'inauguration de la ligne de Morlaix à Roscoff par le viaduc de la Penzé et de la gare de Roscoff permet l'affluence de touristes empruntant les directs de Paris et ouvre le débouché des halles de Paris aux primeurs et à la marée[131].
- En 1890 est construit le château de Laber par l'héritière d'un marchand lorientais.
- En 1899, le docteur Louis Bagot, dix ans après que le docteur Henry Abélanet a mis au point le dispositif dans sa villa de Saint-Gilles-Croix-de-Vie pour soigner son fils atteint du mal de Pott puis quelques autres patients, invente le premier établissement médical de thalassothérapie ouvert en Europe au public, l'institut de Rockroum, en complétant les traditionnels bains de mer, lancés par la duchesse de Berry à Dieppe en 1829, d'un système de chauffage et de distribution de l'eau de mer.
- En juillet de l'année suivante, la marquise de Kergariou[132] fonde sur la presqu'île de Perharidy un sanatorium héliomarin confié aux sœurs dominicaines qui soignent les malades atteints de tuberculose osseuse ou ganglionnaire. Lors du décès de sa bienfaitrice en 1915, cent quatre vingt malades sont hébergés.
- En 1912, commence la construction de l'actuel port qui sera achevé en 1932. La chapelle Saint-Ninien, siège en ruine de l'ex-confrérie, y est sacrifiée.

Le transport de masse ne va pas sans catastrophes. Les naufrages de 1897 et 1899, plus encore celui du Hilda en 1905, donnent lieu à d'émouvantes commémorations au cimetière du Vil qui en conserve le souvenir. Plus souvent, les accidents (une charrette à l'eau, une chaloupe renversée…) ne sont que matériels mais ruinent en une saison deux générations d'une même famille.[réf. nécessaire]

### XXesiècle

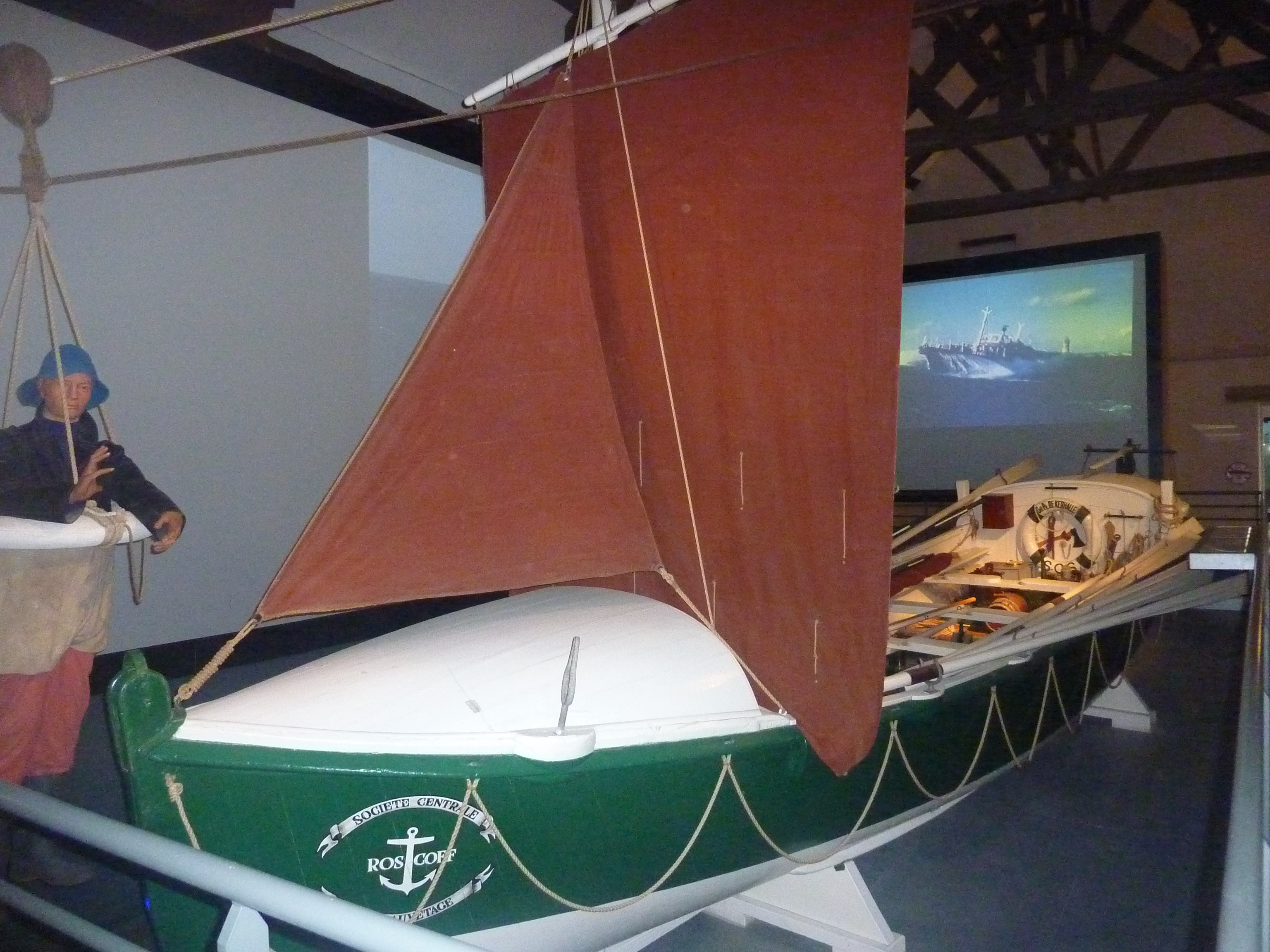
Le canot de sauvetage Philippes de Kerhallet en service à Roscoff entre 1897 et 1953 (Musée national de la Marine de Port-Louis).

#### Le port au début duXXesiècle
« Au début du XXe siècle le port de Roscoff connaît un trafic important grâce, en particulier, aux liaisons transmanches. Nombre de caboteurs et de longs-courriers y font régulièrement escale. La flottille se compose en majorité de cotres spécialisés dans la pêche aux filets et aux cordes (ou lignes de fond) »[réf. nécessaire]. Jacques de Thézac y inaugure l'Abri du marin, financé par une brestoise, Mme Kernéis, le 19 décembre 1909. L' Abri ferma en 1952.
Au début du XXe siècle environ 1 300 paysans léonard embarquent de Roscoff la seconde quinzaine de juillet. De nombreux Johnnies originaires de Roscoff et des communes avoisinantes trouvèrent la mort lors du naufrage du Hilda le 17 novembre 1905 ; la liste des victimes, membres des cinq compagnies Pichon, Quiviger, Jaouen, Calarnou et Tanguy, est fournie par le journal L'Univers du 26 novembre 1905. Le journal L'Ouest-Éclair décrit l'arrivée des victimes en gare de Roscoff et les scènes poignantes lors de leurs obsèques.

#### Première Guerre mondiale
Début août 1914, la mobilisation puis l'entrée en guerre de l'Empire britannique provoque des défilés patriotiques accompagnant les soldats à la gare ou au port dans lequel la population fraternise avec les touristes et habitants « grands bretons ». Ceux qui ne sont pas mobilisés pour la défense de l'île-de-Batz ou le front forment spontanément une milice qui dès la fin de la Grande Retraite se dissout en même temps que l'enthousiasme[style à revoir]. La guerre reporte le projet de phare qui ne sera construit qu'en 1934.[réf. nécessaire]

#### L'Entre-deux-guerres

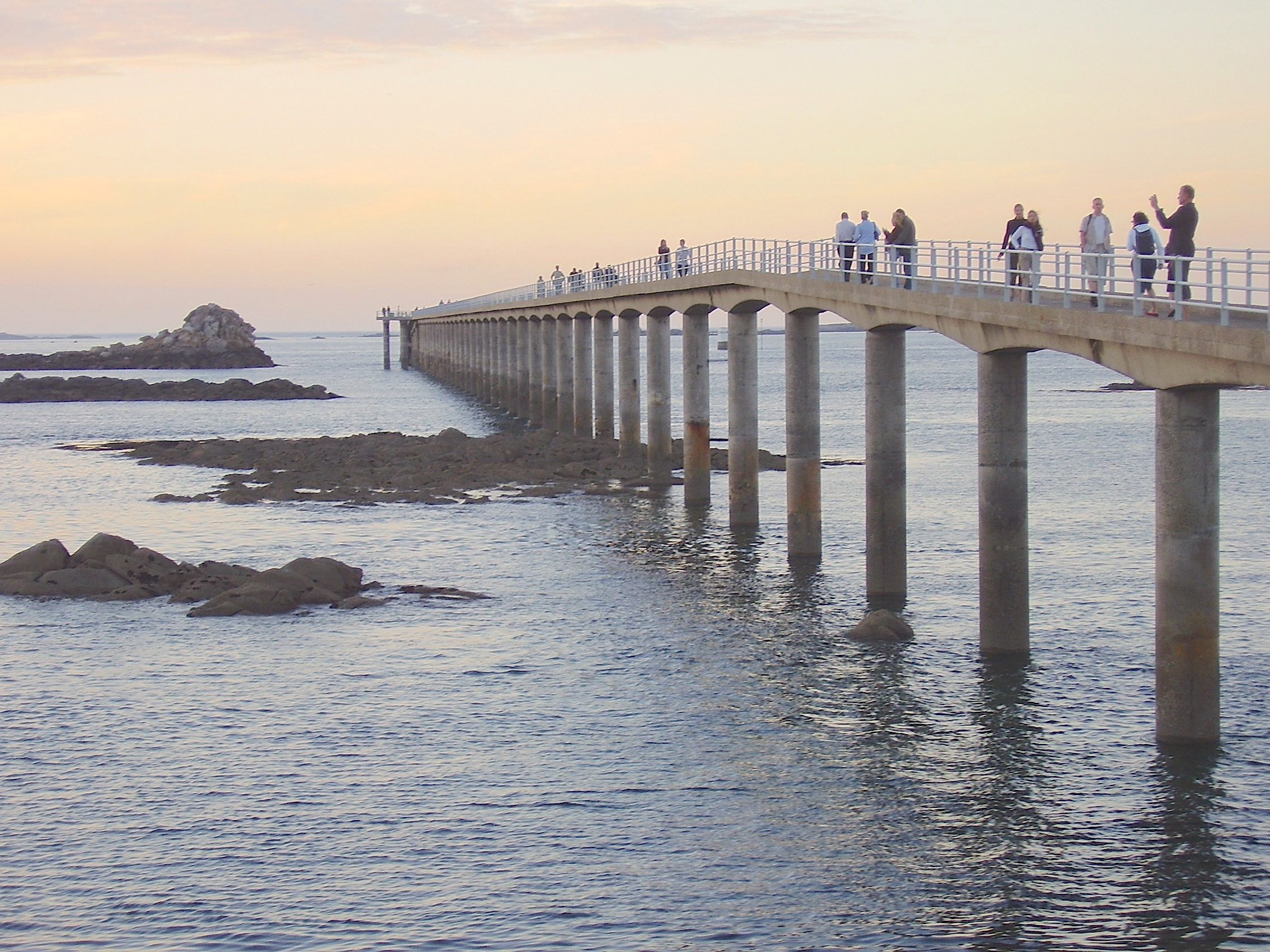
La jetée piétonne construite en 1967.

En 1920, la commune de Santec, paroisse autonome depuis 1840, est créée sur une partie des terres de Roscoff, de Saint-Pol-de-Léon, et de Plougoulm. Attendue depuis près d'un siècle par les roscovites,, l'inauguration en 1927 du pont de la Corde, doublant par la route le viaduc de la Penzé, améliore considérablement l'accès au marché de Morlaix. Cette route est celle du second plus important trafic du Finistère.
La pêche sardinière disparaît de Roscoff pendant l'Entre-deux-guerres (22 bateaux sardiniers en 1922, aucun en 1938).
Le sanatorium hélio-marin de Perharidy est décoré au début de la décennie 1930 par des grands panneaux muraux peints par le peintre autodidacte Kerga et des œuvres de style Art déco du mosaïste Isidore Odorico.
En 1937, les Capucins se réinstallent dans leur couvent vendu en 1793. L'année suivante commence la construction de l'aquarium, initialement destiné aux seuls chercheurs de la SBR.[réf. nécessaire]

#### Seconde Guerre mondiale
Le 18 avril 1943, l'occupant décide de détruire quelques parties du fort du Bloscon construit par Vauban pour y aménager sept blockhaus, quatorze casemates de tir et quelques autres ouvrages en béton, le tout accueillant une batterie de soixante hommes. Début janvier 1944, c'est par cet élément du mur de l'Atlantique qu'Erwin Rommel commence sa tournée d'inspection jusqu'à Plérin.
Le lundi 19 juin 1944, l'enterrement interdit par l'occupant de Franck Mac Dowell William Stout, aviateur néozélandais abattu la veille par la DCA de l'île-de-Batz, rassemble au chant du Libera deux à trois mille personnes de Roscoff, Saint-Pol et Santec dont une centaine d'enfants portant des fleurs. La manifestation sera renouvelée le lendemain au cimetière du Vil.[réf. nécessaire]

#### Développement et défis écologiques
En 1953, l'institut de thalassothérapie Rockroum, détruit pendant la Seconde Guerre mondiale, rouvre et la station de la Société centrale de sauvetage des naufragés ferme. L'aquarium Charles Pérez est achevé et ouvert au public, et le CNRS, dans une nouvelle aile, ajoute à la SBR des laboratoires d'océanographie dotés de leur premier navire, le Pluteus II. À partir du début des années soixante, le centre dirigé par Georges Tessier, jusqu'alors station estivale pour étudiants et chercheurs étrangers limités à la zone intertidale, accueille des équipes permanentes. Une seconde aile est construite en 1968. Pendant quelques semaines de mai, un comité de grève occupe les laboratoires.[réf. nécessaire]
En août 1969, la jetée piétonne, permettant l'embarquement pour Batz à marée basse, est inaugurée après deux ans de travaux. Les flottes de navettes à touristes se développent. En 1972, a lieu la première liaison car-ferry avec l'Angleterre, au port en eau profonde de Bloscon dont les travaux avait commencé deux ans plus tôt. Dès l'année suivante, la coopérative dirigée par Alexis Gourvennec peut enfin livrer les artichauts à Plymouth.[réf. nécessaire]
Le 21 mars 1978, le port est envahi par le pétrole échappé de l'Amoco Cadiz, brisé en deux devant Porsall à trente-deux milles marins de là. Certaines espèces de la flore disparaissent définitivement. La marée noire du Tanio touche Roscoff le 7 mars 1980,.
En 2001, la Chambre de commerce et d'industrie de Morlaix inaugure dans le nouveau port un quai de pêche et une criée, en remplacement de celle que la municipalité avait ouverte en 1988, puis en 2009 y commence la construction d'une marina pour six cent vingt-cinq plaisanciers.[réf. nécessaire]

## Politique et administration

### Conseil municipal
Depuis 2020, la maire de Roscoff est Odile Thubert Montagne.
Le conseil municipal des enfants de (six binômes) est élu tous les 2 ans.

### Communauté de communes et canton
Haut-Léon Communauté se superpose au canton et regroupe les quelque vingt mille habitants de huit communes de l'archidiaconé de Léon :
- les trois de l'ancien Minihy de Léon
  - Roscoff,
  - Saint-Pol-de-Léon,
  - Santec,
- l'Île-de-Batz,
- Plougoulm, antique chef-lieu des quatre précédentes,
- Plouénan,
- Mespaul, détaché de Plouvorn,
- Sibiril,écart de Plouescat.

Elle mutualise les moyens des communes pour mettre à la disposition des habitants différents services : marchés publics, centre aquatique, maison de l'enfance… Cette communauté de 116 km2 regroupait 19 611 habitants au recensement de 1999. Le président est le maire de Saint-Pol-de-Léon.

### Jumelages et parrainages
- Auxerre (France)
- Great Torrington (Royaume-Uni)
- Praz-sur-Arly (France)

La ville est la marraine de l'Altaïr, navire de la Royale construit en 1993.

## Économie

### Emplois
La ville a une population active de 1 187 personnes soit 71,5 % (recensement 2017) dont 39 agriculteurs.
- 7,9 % sont chômeurs[163]

Inactifs 28,5 % dont :
- 8,1 % étudiants
- 12,3 % retraités

### Activités

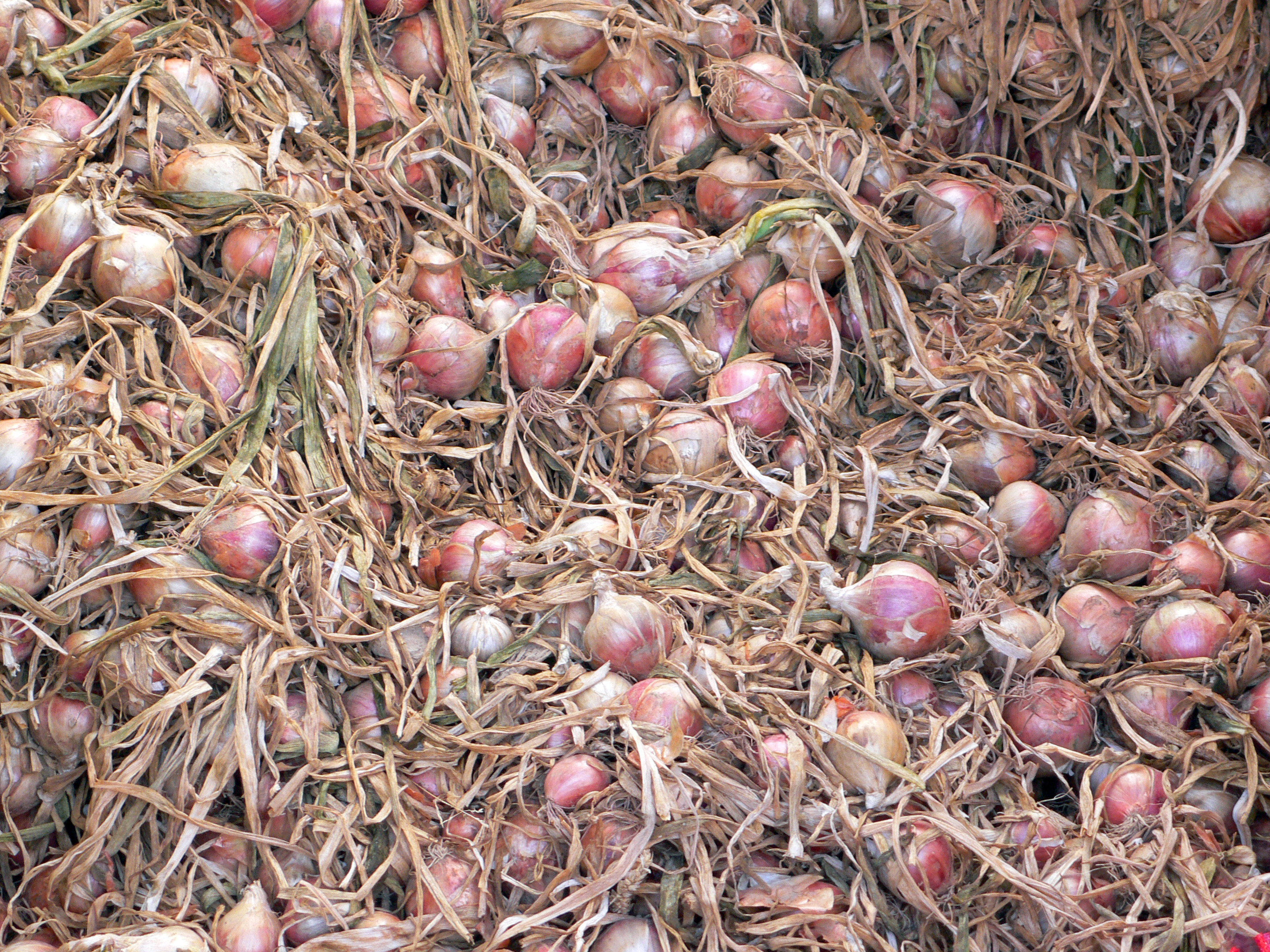
La terre : les oignons AOC de Roscoff.

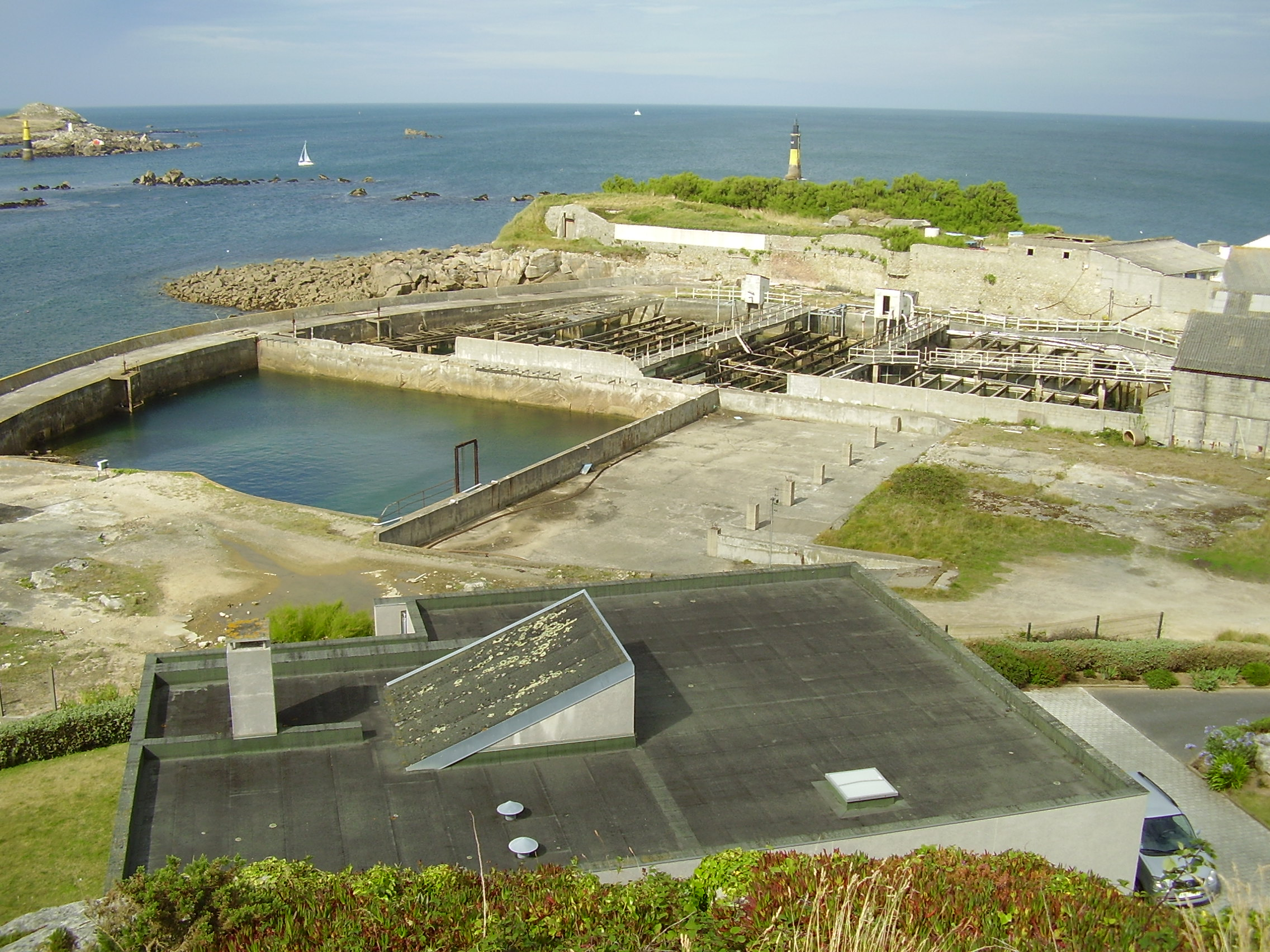
La mer : les viviers du Bloscon.

- Les établissements de santé : CHM de Perharidy devenu Fondation Ildys[165], thalassothérapie[166].
- L'activité touristique : une quinzaine d'hôtels, un camping, nautisme, Ville fleurie et petite cité de caractère, Roscoff arbore le Pavillon bleu et le label Sensation Bretagne.
- La recherche et l'enseignement à la Station biologique[167] en biologie cellulaire, océanographie et écologie et même en aquaculture[168] et phytopharmacie[169] (273 chercheurs et étudiants en 2011, un calculateur[170] couplé à un synchrotron de cristallographie, un spectromètre de masse, un séquenceur génomique, une biothèque de huit cents espèces de picoplancton, plus une flotte de trois petits navires d'exploration, etc.).
- L'agriculture, en particulier la culture de l'oignon de Roscoff qui bénéficie d'une appellation d'origine contrôlée (cf. les Johnnies), les artichauts Camus de Bretagne, l'échalote Jersey[51], les choux fleurs de variétés diverses[171], les primeurs.
- La pêche (3 701 tonnes en 2005, 37 navires, 133 marins en 2006, viviers (actifs jusqu'en 2023).
- Brittany Ferries.

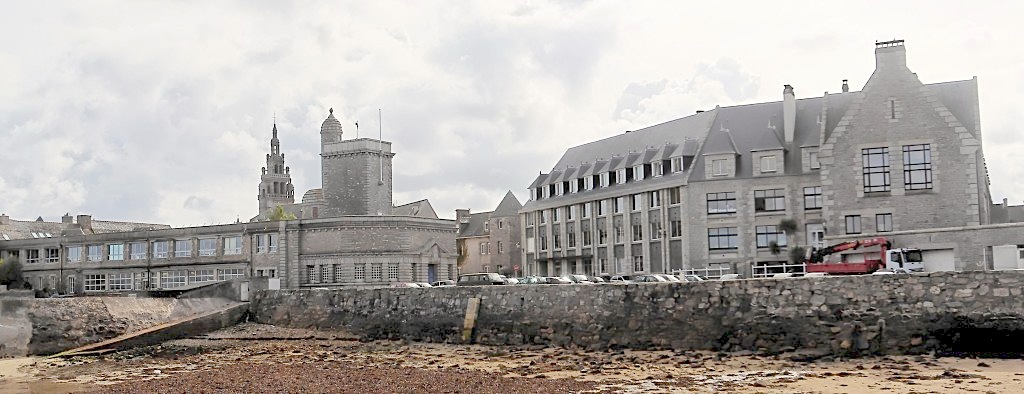
La SBR, composante de l'Université Pierre-et-Marie-Curie, champion et coordinateur de la biologie marine européenne, accueille des étudiants de plusieurs pays.

Le port de Roscoff - Bloscon à l'est de la ville ainsi que la Criée sont gérés par la CCI métropolitaine Bretagne 0uest.
Une association locale organise tous les deux ans mi avril un salon nautique.
Marché hebdomadaire le mercredi matin sur le port et vente de poissons et coquillages selon arrivage au vieux port par les pêcheurs locaux.

## Culture

### Langue bretonne
En breton, la ville se nomme Rosko. Roscoff est une ancienne orthographe bretonne, le ff, signe de nasalisation ailleurs, étant muet en léonard.[réf. nécessaire]
L'adhésion à la charte Ya d'ar brezhoneg a été votée par le Conseil municipal le 4 novembre 2008.
À la rentrée 2016, 53 élèves étaient scolarisés dans les classes bilingues publiques (soit 27,6 % des enfants de la commune inscrits dans le primaire).

### Activités culturelles
- Cinéma associatif Sainte Barbe

#### Art dramatique
- Théâtre amateur Association Roscovite Théâtrale
- Théâtre amateur Du zygomatique

#### Musique
- Chorale de Notre Dame de Croaz Vaz (répétitions au presbytère les seconds et quatrièmes lundis du mois à 20h)
- Fanfare Les cuivres du Haut Léon

#### Traditions
- Club de dañs Leon et autres danses bretonnes Boutou nevez
- Cours de breton KLT
- Atelier de broderie L'atelier de David

#### Sciences
- Les Petits Débrouillards Bretagne, association d'éducation populaire, disposent d'une antenne à Roscoff depuis 2010 et proposent à travers tout le pays de Morlaix des ateliers scientifiques et techniques pour tous les publics. L'association travaille aussi en partenariat avec la Station biologique de Roscoff sur plusieurs projets scientifiques, comme le projet Interreg Marinexus.
- CBM - Cahiers de biologie marine, édités en anglais par la Station biologique de Roscoff depuis 1960.

### Fêtes

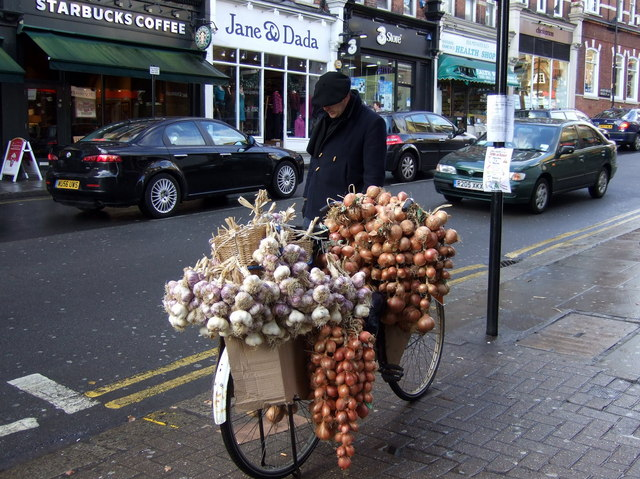
Johnny à Hampstead en décembre 2008. La fête, ce sera avant le prochain départ.

- Le pardon. Le troisième lundi de juillet, après la messe de dix heures, a lieu le Pardoun Santez Barba. La procession, le long de l'itinéraire à l'intérieur de la ville pavoisée, dure de quatorze heures jusqu'aux vêpres. La guise est celle du haut Léon, pour les femmes, comme pour les hommes, noire, qu'un châle brodé vient parfois égayer. La coiffe des femmes est la chikolodenn. Le plus ancien des quatre cantiques du pardon est Santez Barba e Rosko[Note 78]

- Le feu de joie. La veille du pardon, après vêpres, le recteur, rendu à la chapelle Sainte-Barbe au cantique Jesu, corona Virginum, allume pour la nuit au pied de celle-ci le tantad. Jusqu'avant guerre, toute fête, en particulier la Saint-Jean et la Saint-Pierre, donnait lieu à un feu. Organisé à tour de rôle par les maisons d'une même cordelée, chacun y allumait un flambeau propitiatoire pour son logis. Les enfants, et les belles, balancés par des bras vigoureux, étaient symboliquement et joyeusement purifiés au-dessus[45].
- La bénédiction de la mer. Le dimanche de la mi-août, tout propriétaire d'un bateau est invité à le présenter pavoisé au large du vieux port. Le recteur entouré des autorités municipales se déplace en bateau avec une branche de buis vers chaque embarcation. Une gerbe est lancée à l'eau en souvenir des âmes péries en mer puis celles-ci sont rappelées au cours d'une cérémonie à quai.
- Fête de la mer. Tous les ans, le dernier week-end de juillet.
- Fête de l'oignon. Tous les ans, à la fin août, la ville propose la fête de l'oignon rosé de Roscoff, en hommage aux Johnnies.
- Soirée Wizz, carnaval des étudiants de la SBR, vers Pâques.

La maison des Johnnies (ouverture saisonnière partielle / fermée les week-ends) présente l'histoire des marchands d'oignons qui traversaient la Manche pour vendre leurs produits et ce, dès le milieu du XIXe siècle.

## Patrimoine

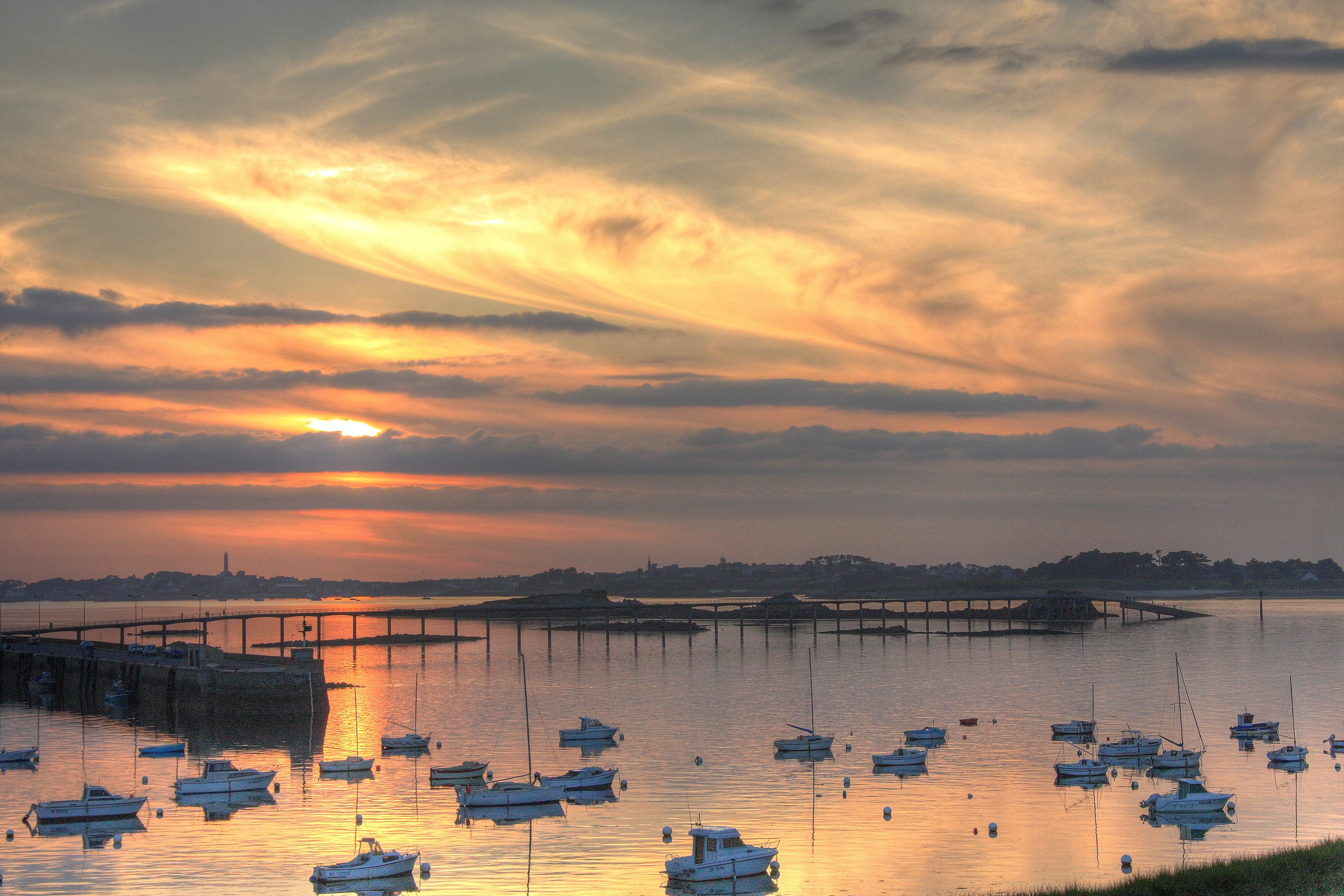
Coucher de soleil sur l'île de Batz.

### Vestiges mégalithiques
- Dolmen de Kerfissiec.
- Lech de Reuniou dit Croaz covec (croix ventrue), près de Keravel (sud ouest du territoire de la commune). C'est une stèle étroite, sorte de menhir miniature taillé pour servir à la manière d'un cippe, semblable à de nombreuses autres dans le Léon, datant de l'âge du fer, soit au plus tôt le VIIe siècle av. J.-C., réutilisée pour faire le socle d'un calvaire beaucoup plus récent.
- À proximité, à trois cents mètres du lieu-dit Leslec'h prononcé autrefois An Nes Lech, se dressait une triple allée couverte dynamitée en 1942 à la faveur de l'Occupation par le propriétaire du champ qui en était encombré[175].

### Monuments religieux

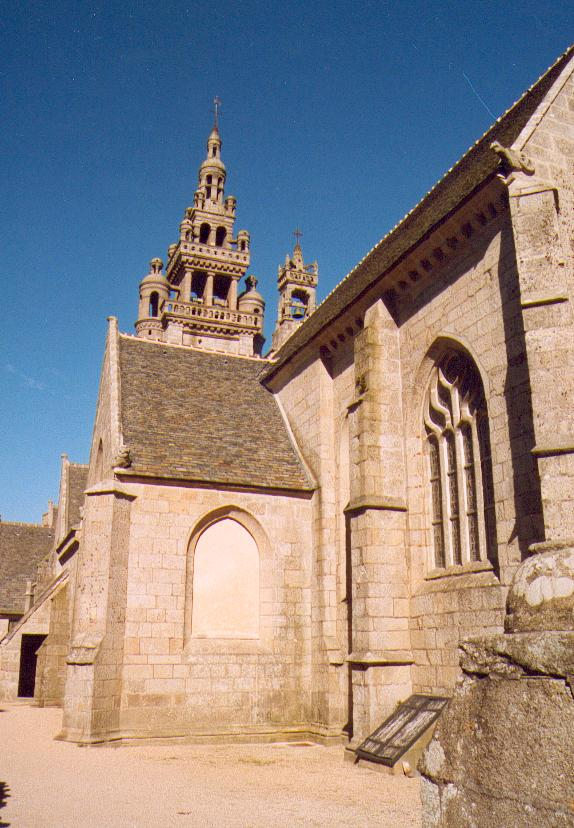
L'église Notre-Dame de Croaz Batz.

- Calvaire de Roscogoz, en granit et kersanton, date de la fin du XIVe ou du début du XVe siècle.
- Église Notre-Dame de Croaz Batz[176] dans son enclos paroissial. Le parvis est enclos d'une muraille dans laquelle est incis un ossuaire du début du XVIIe et une chapelle funéraire.
- Retable des albâtres[177] exposé dans une chapelle aménagée spécialement en 1634 dans le transept sud de Notre Dame. Du XVe, ce sont sept hauts reliefs ramenés de Nottingham qui représentent la Passion
- Chapelle Sainte-Barbe
- Chapelle Saint-Nicolas
- Chapelle Sainte-Brigitte
- Chapelle Sainte-Anne
- Chapelle Notre-Dame de bonne Nouvelle (Introun Verchez Kelaou Mat), sise sur la route de Saint-Pol
- Chapelle Saint-Ninien. Renommée chapelle de la Sainte Union à la fin des guerres de religion, a été détruite en 1932 pour construire le port. Elle était en ruine et la souscription recueillie pour la sauver, en particulier auprès d'un descendant des Stuarts, a été vaine. Il n'en reste que quelques traces.
- Nœud d'une croix découvert en 1971 à Kerguennec lors de la construction d'une route et exposé à côté de la chapelle Sainte-Anne. Les quatre faces sont illustrées par Saint Yves, Sainte Véronique, la Sainte Face et un ange portant l'inscription « Y Rollan K Borlavdi sa Fam fet faire la cru 1619 » i.e. « Yves Rolland et Katell Borlaudi, sa femme, ont fait faire la croix en 1619 ». (Ne jamais toucher, pas même effleurer).

### Architecture civile
- L'hôtel Le Maigre, 22 rue de l'Amiral-Réveillère, incendié par La Fontenelle en 1592, complété de deux ailes au XVIIe. La tourelle d'escalier à l'arrière semble être restée de la construction du XVIe.
- La maison forte, bâtie au XVIe siècle par le corsaire Chrétien Le Pappe (Christian Le Pape), attaquée en 1592 par Anne de Sanzay de la Magnane, capitaine intéressé par la Sainte Union de Morlaix[103].
- Le manoir de Kerestat, voisin de la chapelle de Bonne-Nouvelle, érigé par la famille Kergouvelen, demeure, en 1630 d'un armateur, James de Portenoire, puis du gouverneur militaire de Bretagne, le comte de Marbeuf.
- La maison dite « de Marie Stuart » où Monseigneur de Chavigné, évêque-comte de Léon, aurait accueilli à son débarquement la future reine de France.
- Le château de Laber ou château de la digue, à l'abandon, construit en 1890 par le colonel Geoffroy et sa femme, héritière du lorientais Laurent, sur un terrain de cinquante hectares acquis aux enchères par celui-ci le 10 novembre 1846, au terme de l'affaire de la Digue[178],[179]. Veuve en 1901, elle mourut le 5 mai 1902, folle de douleurs à la suite de la noyade de son fils adoptif, Armand Follet, dans l'écluse de la digue le 11 août 1900, en léguant le château à l'Assistance publique, laquelle l'a concédé pour quatre-vingt-dix-neuf ans au Centre helio-marin le 8 juin 1920. Le château a été acquis par la communauté de communes du Pays Léonard en 2013[180] ; sa remise en état est incertaine[181].
- Le phare, haut de vingt-quatre mètres, édifié en 1934 en remplacement d'une lanterne rouge qui datait de 1884 et était située au bout du môle. Sa lanterne de deux mètres de diamètre éclaire par occultation douze secondes sur deux secteurs d'un feu blanc jusqu'à quinze milles marins grâce à une optique fixe Henry-Lepaute à galets.

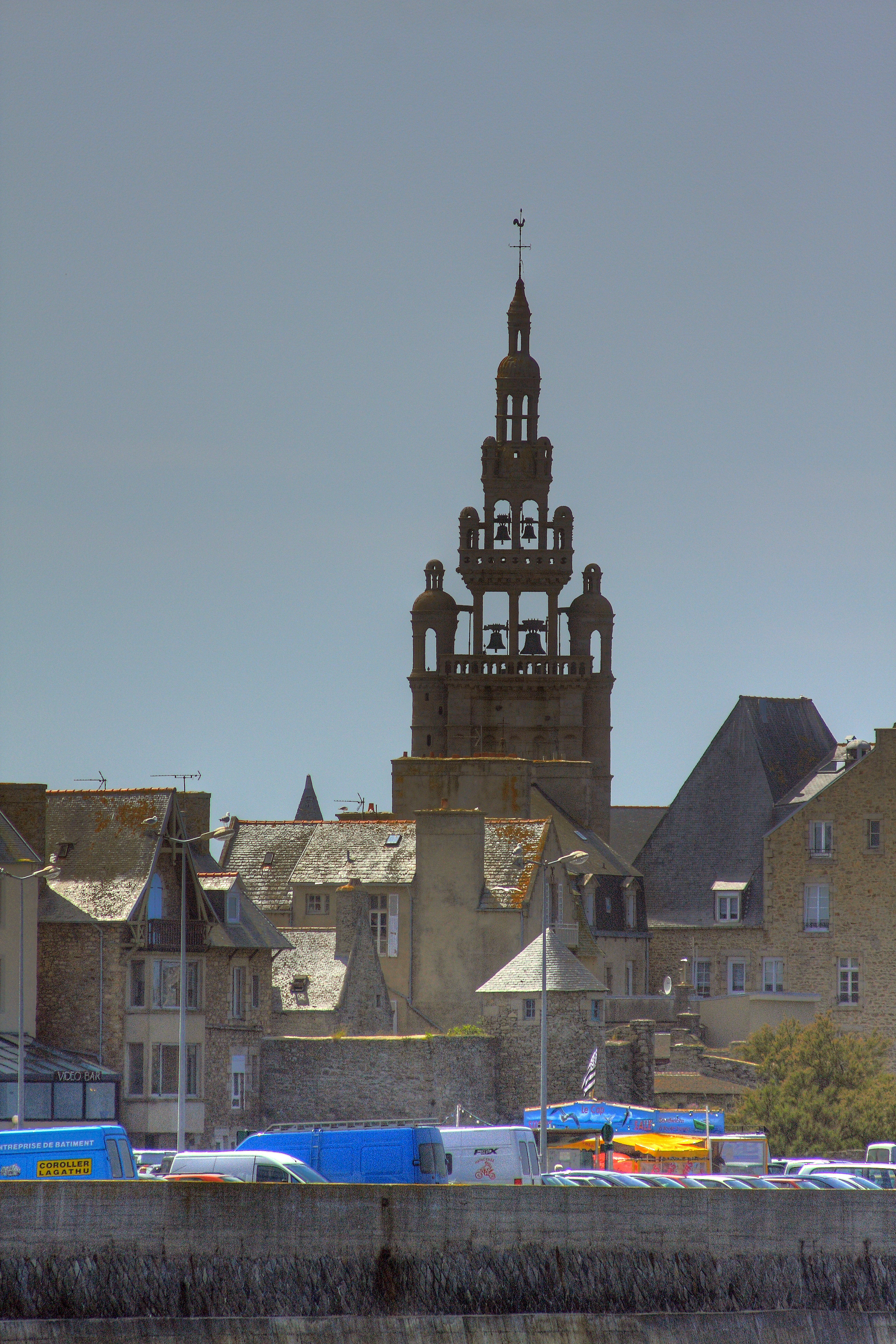
Le clocher de l'église Notre-Dame de Croaz Batz.
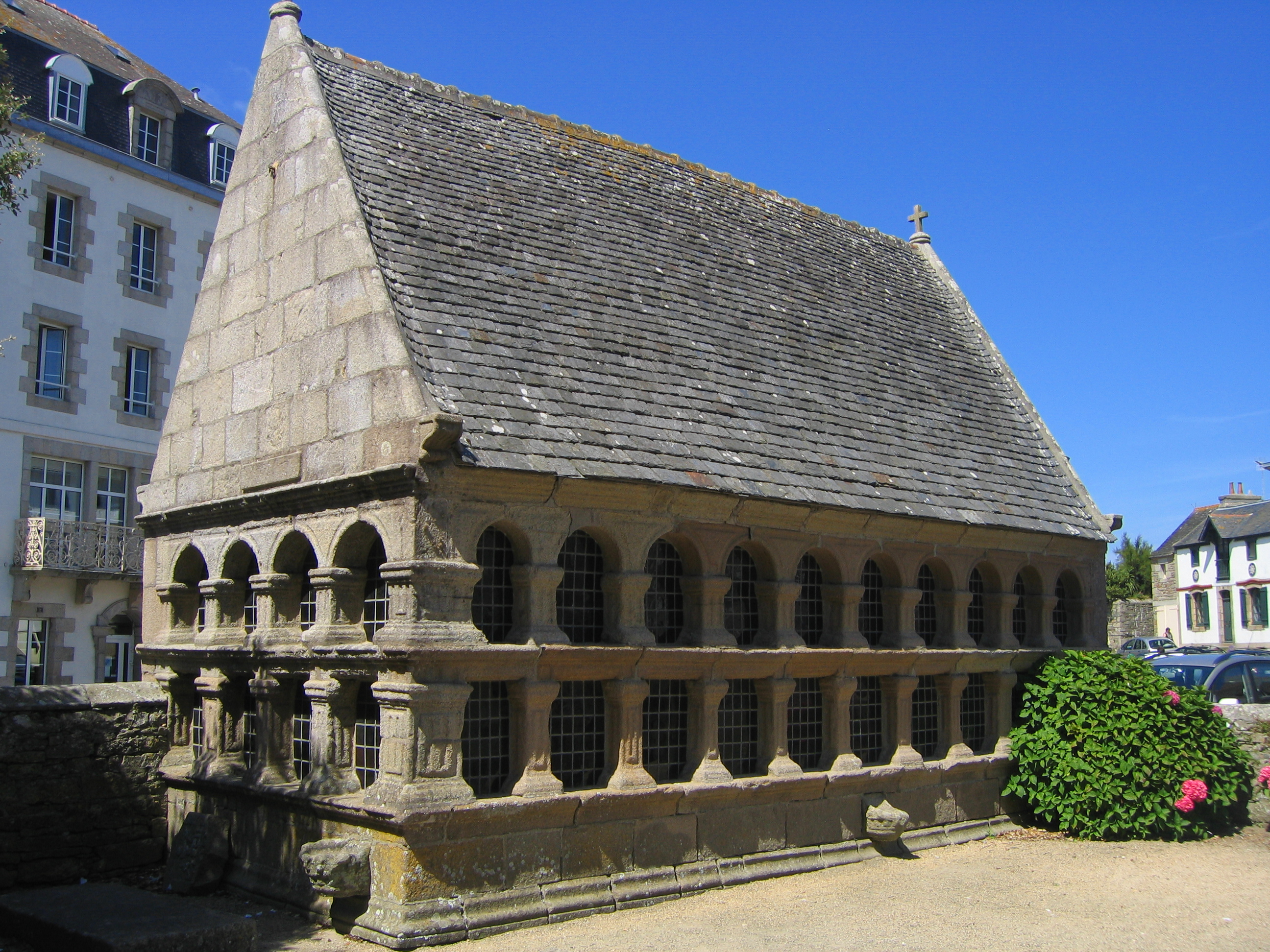
L'ossuaire dans l'enclos paroissial.
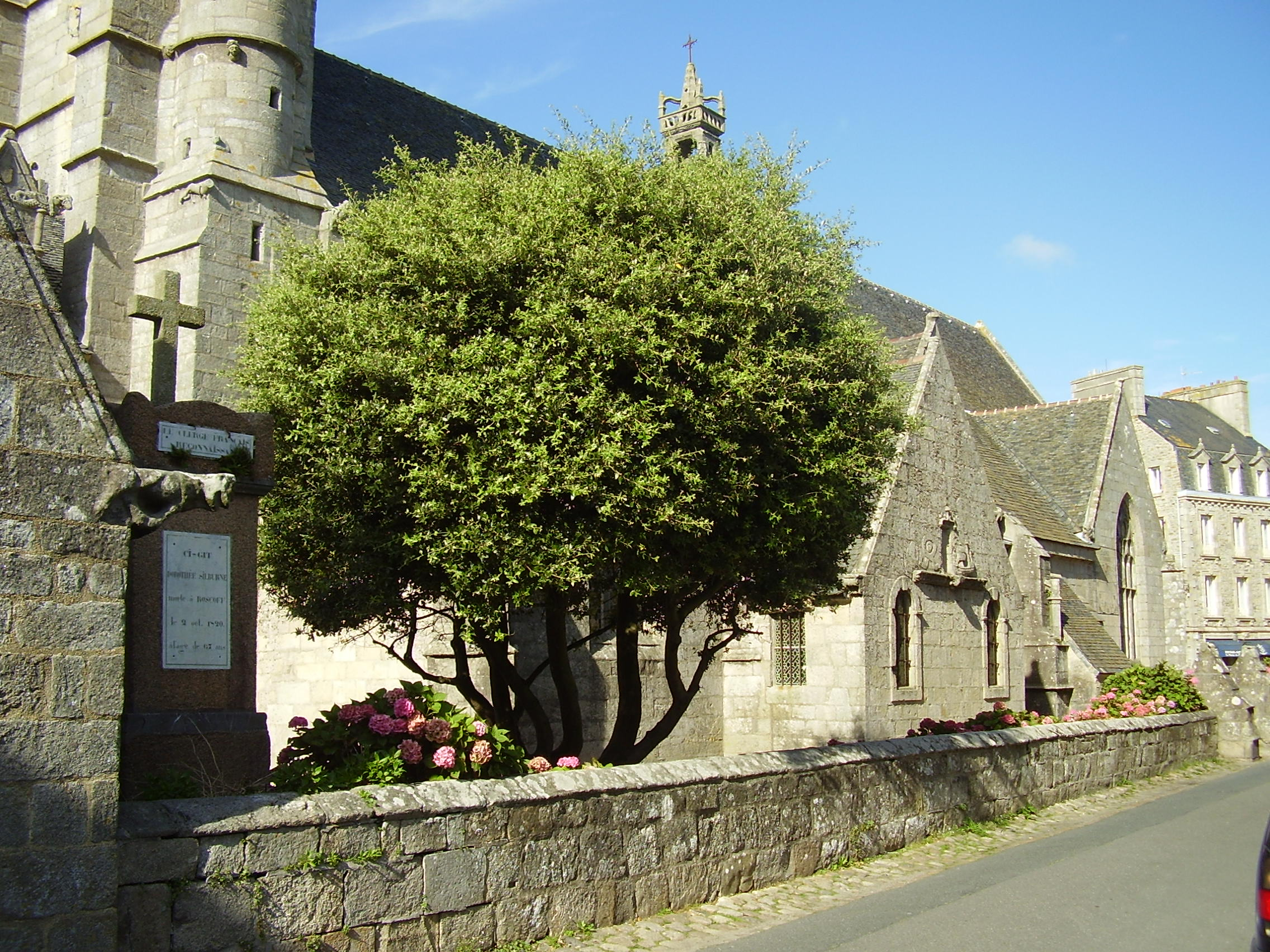
La chapelle des albâtres de Notre-Dame de Croaz Batz.
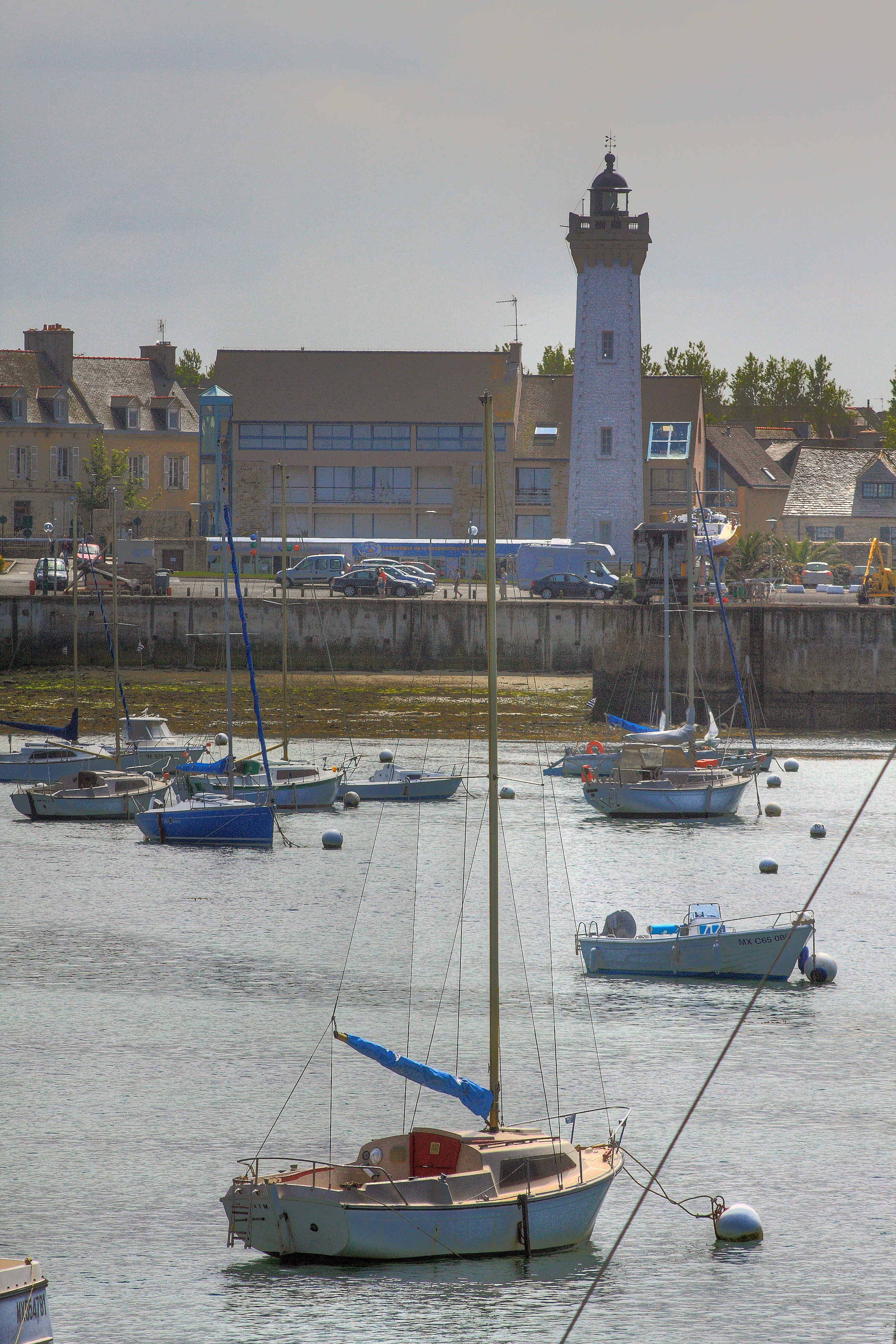
Le phare.
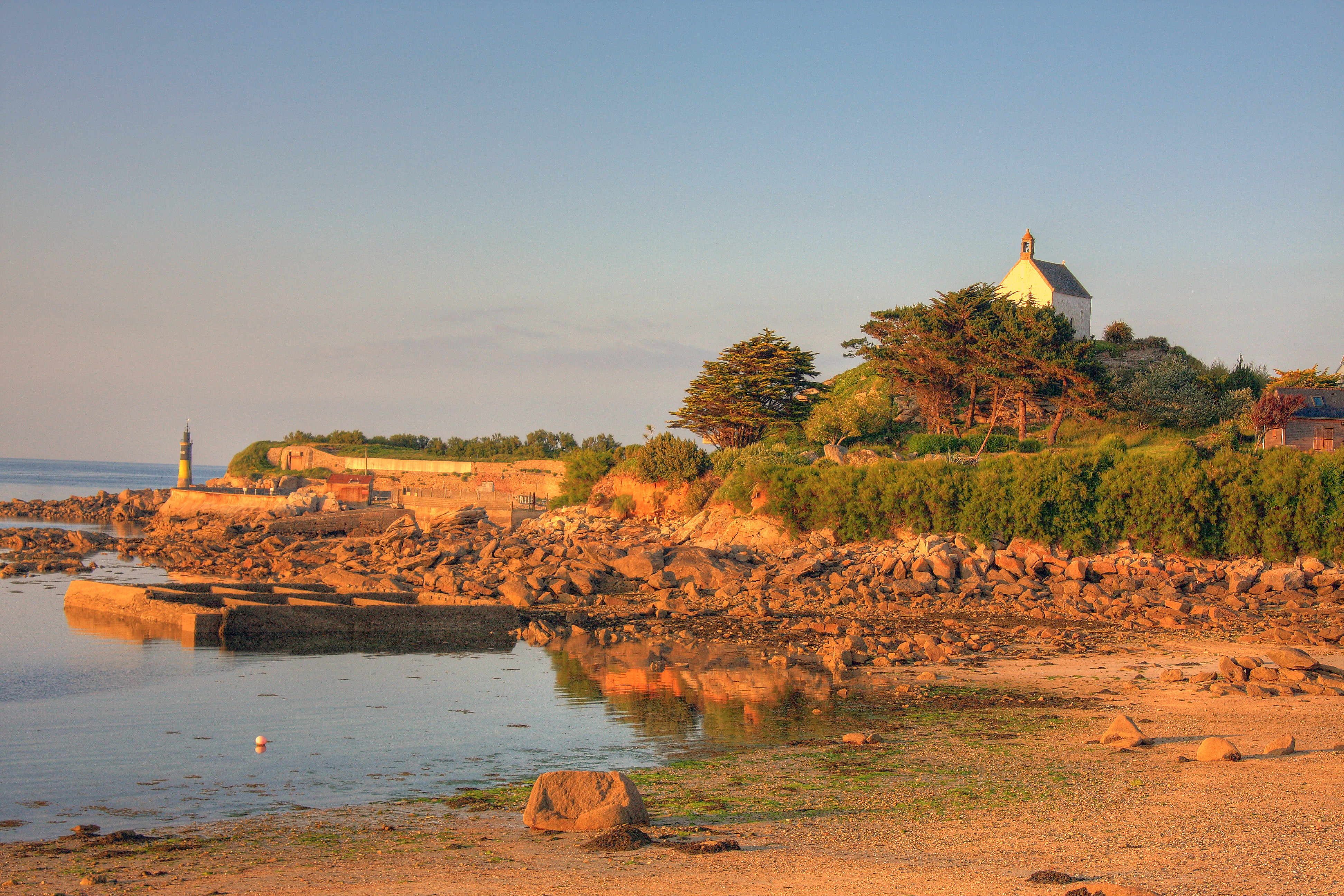
La chapelle Sainte-Barbe au-dessus de Bloscon.
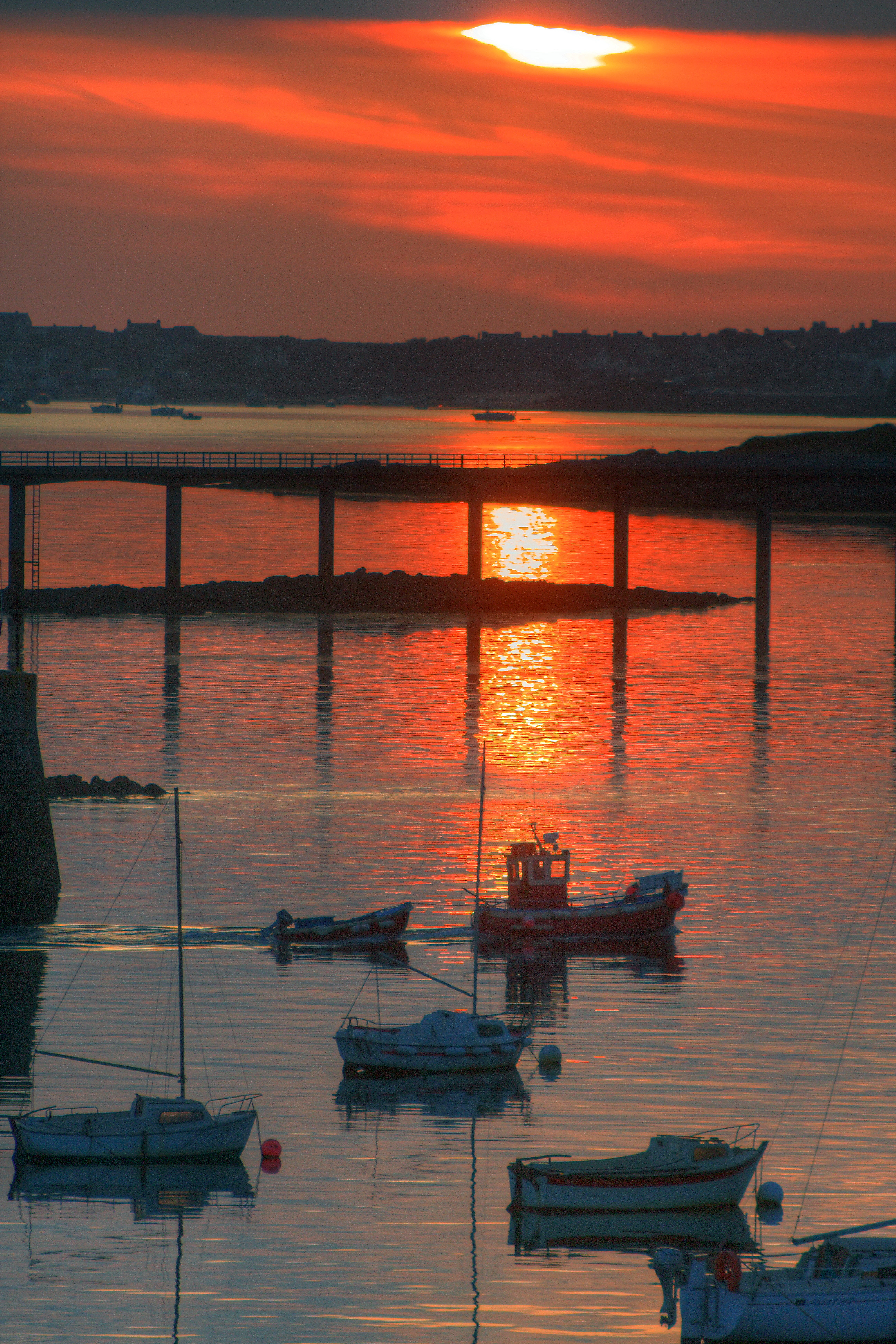
La jetée vers l'île de Batz.
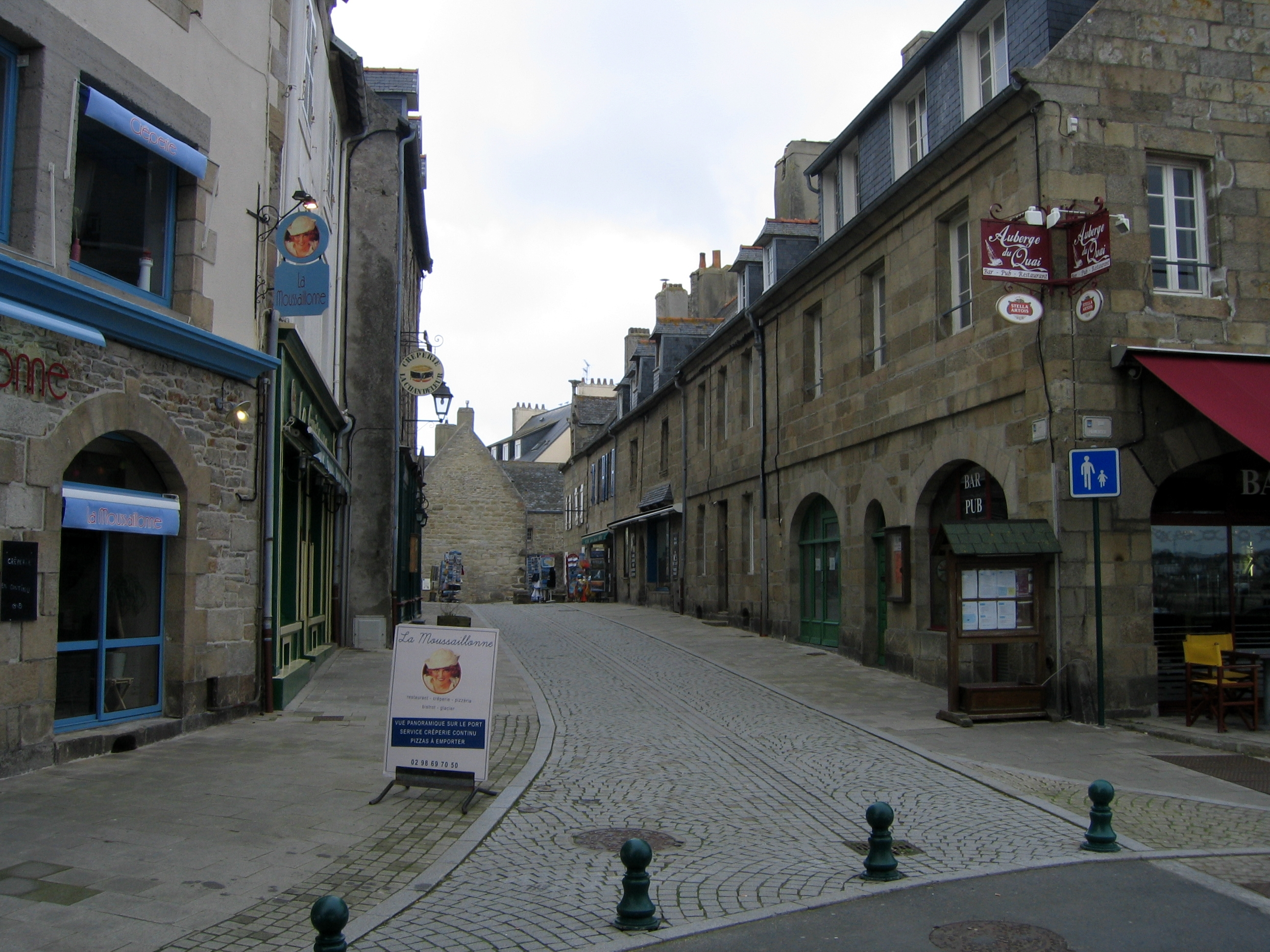
La vieille ville.
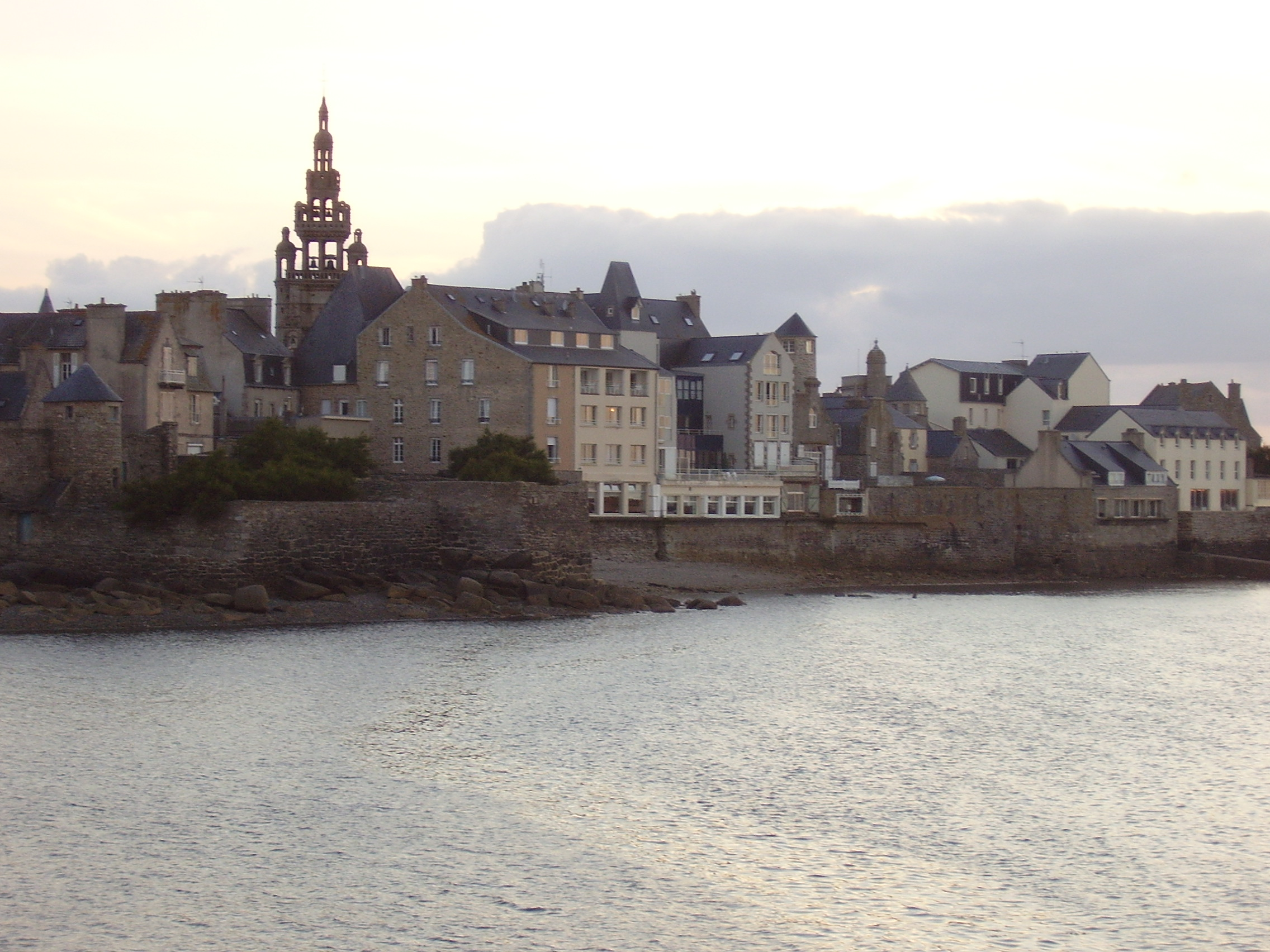
Ar Vil vu de la mer.
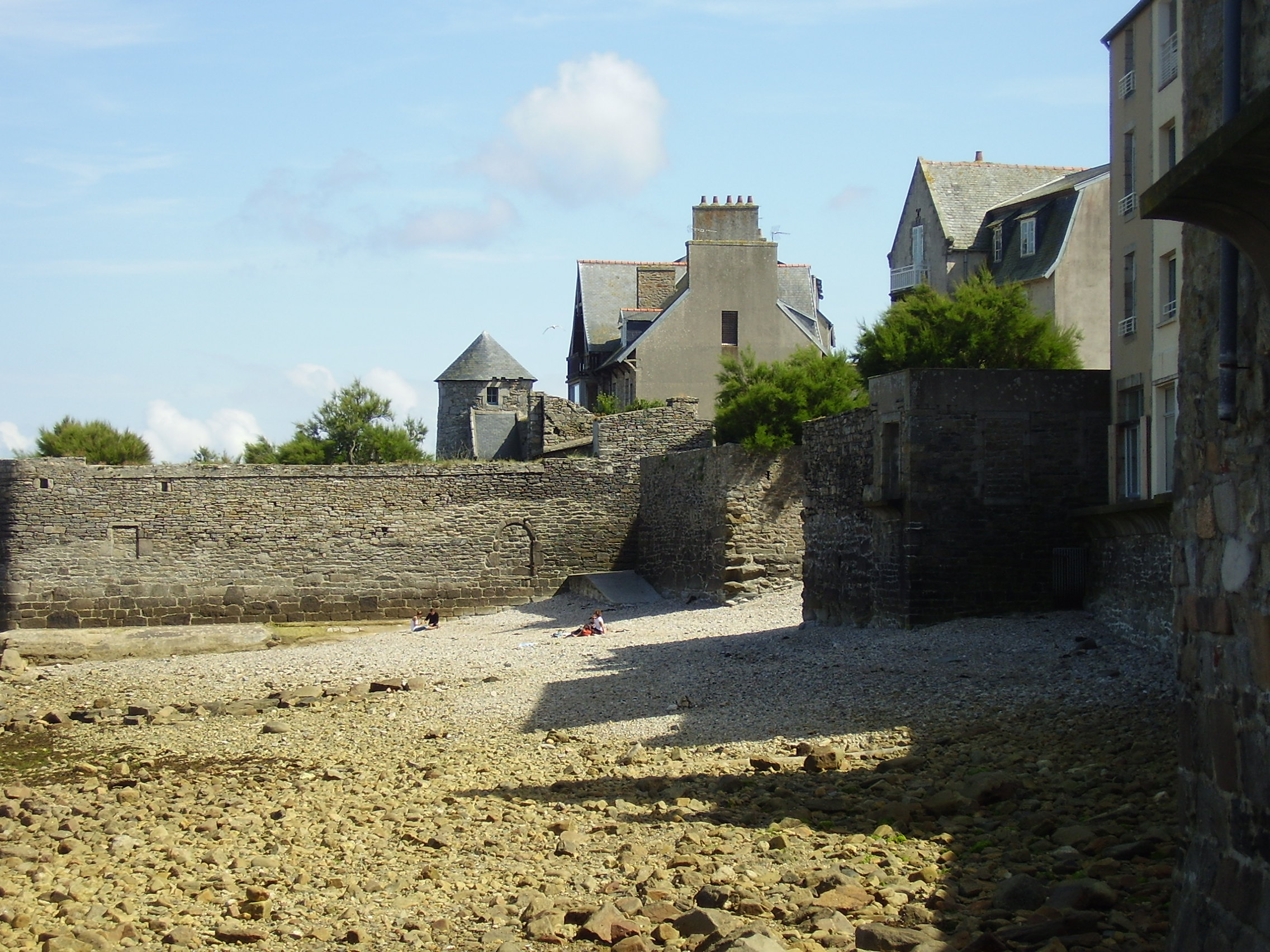
Le rempart du XVIIe.
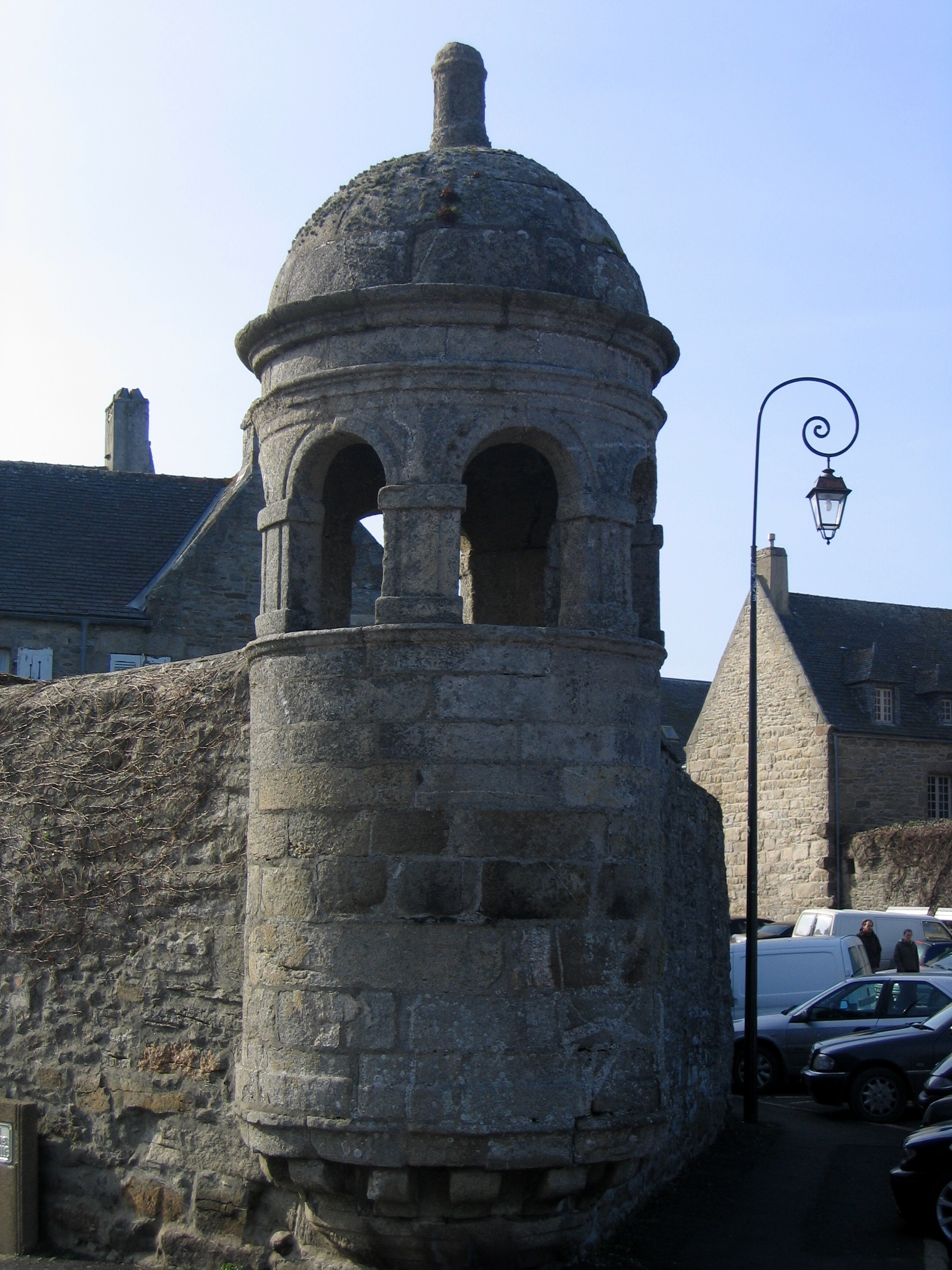
La poivrière : échauguette sur corbeaux, vestige du rempart sur la mer.
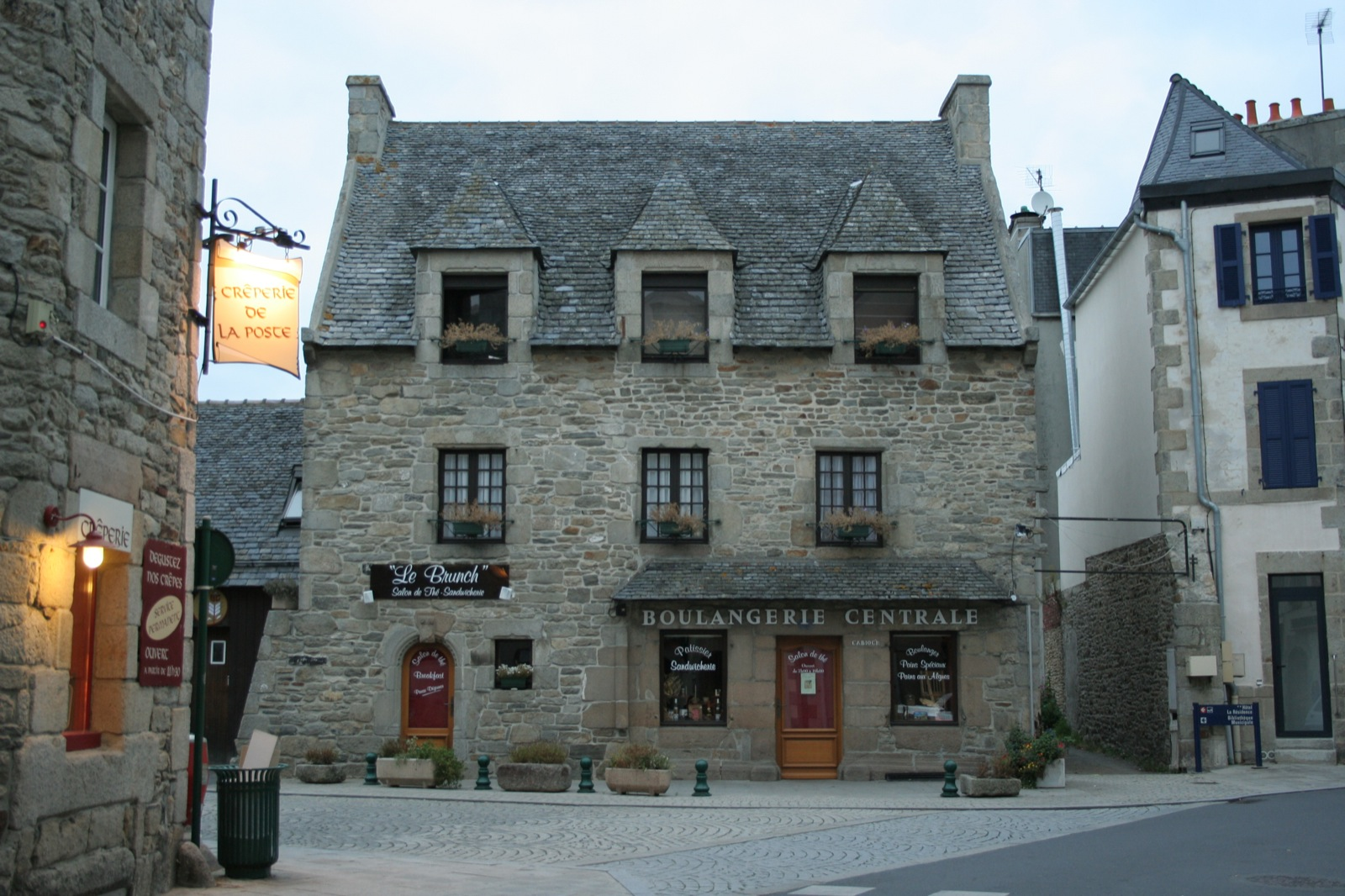
Maison érigée en 1598.
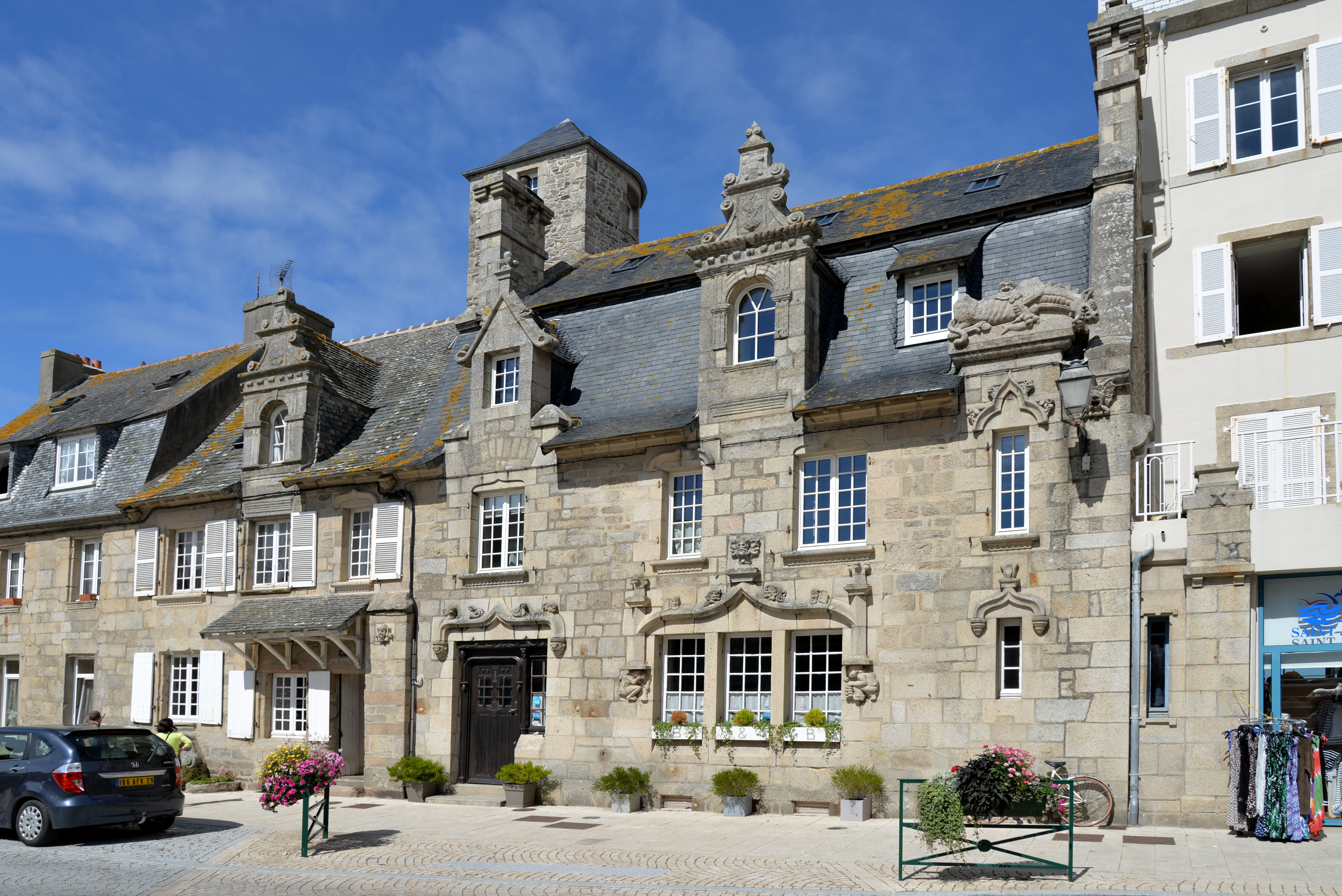
Hôtel Renaissance construit au XVIe par un armateur.
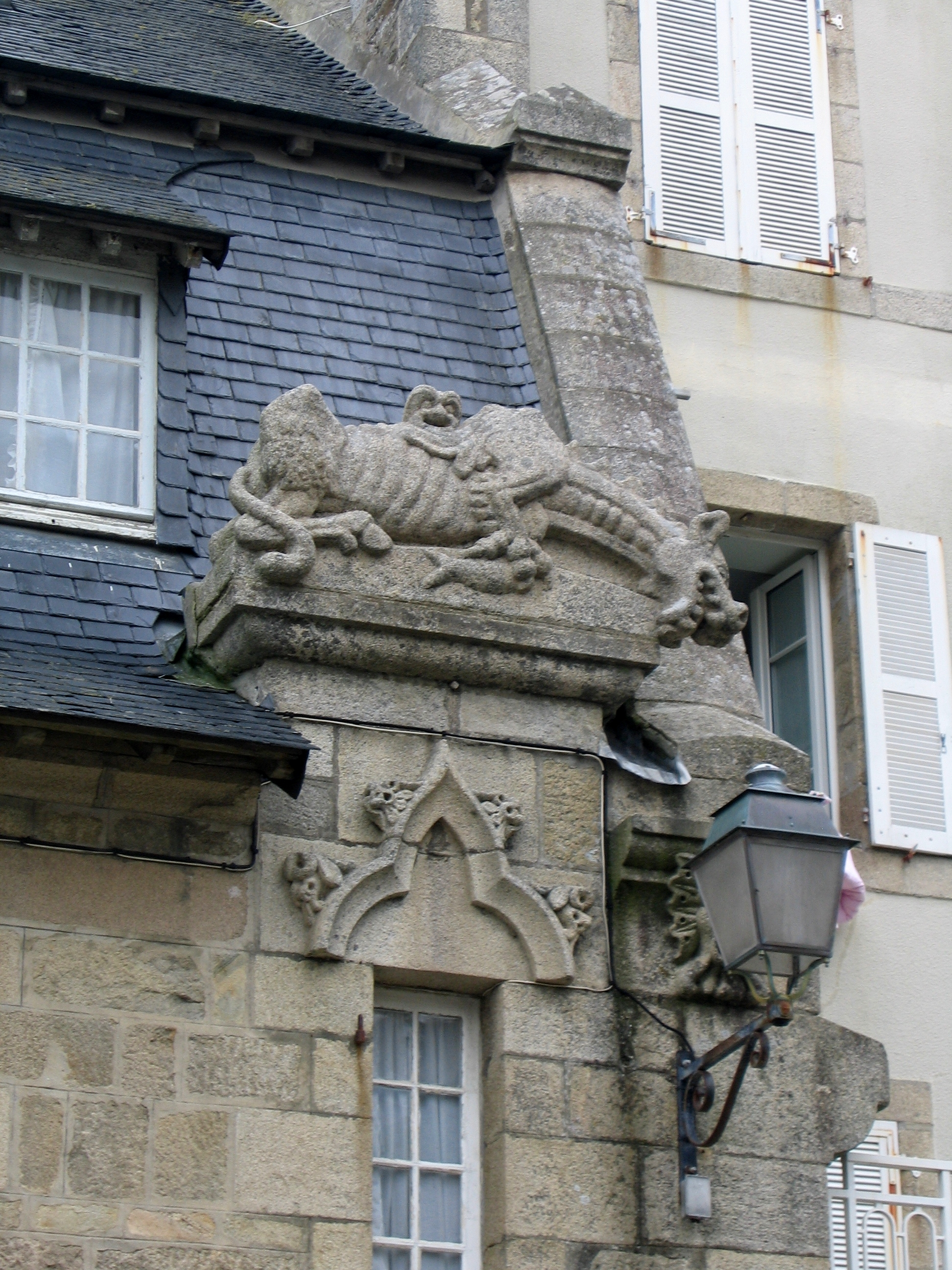
Détail du même hôtel.
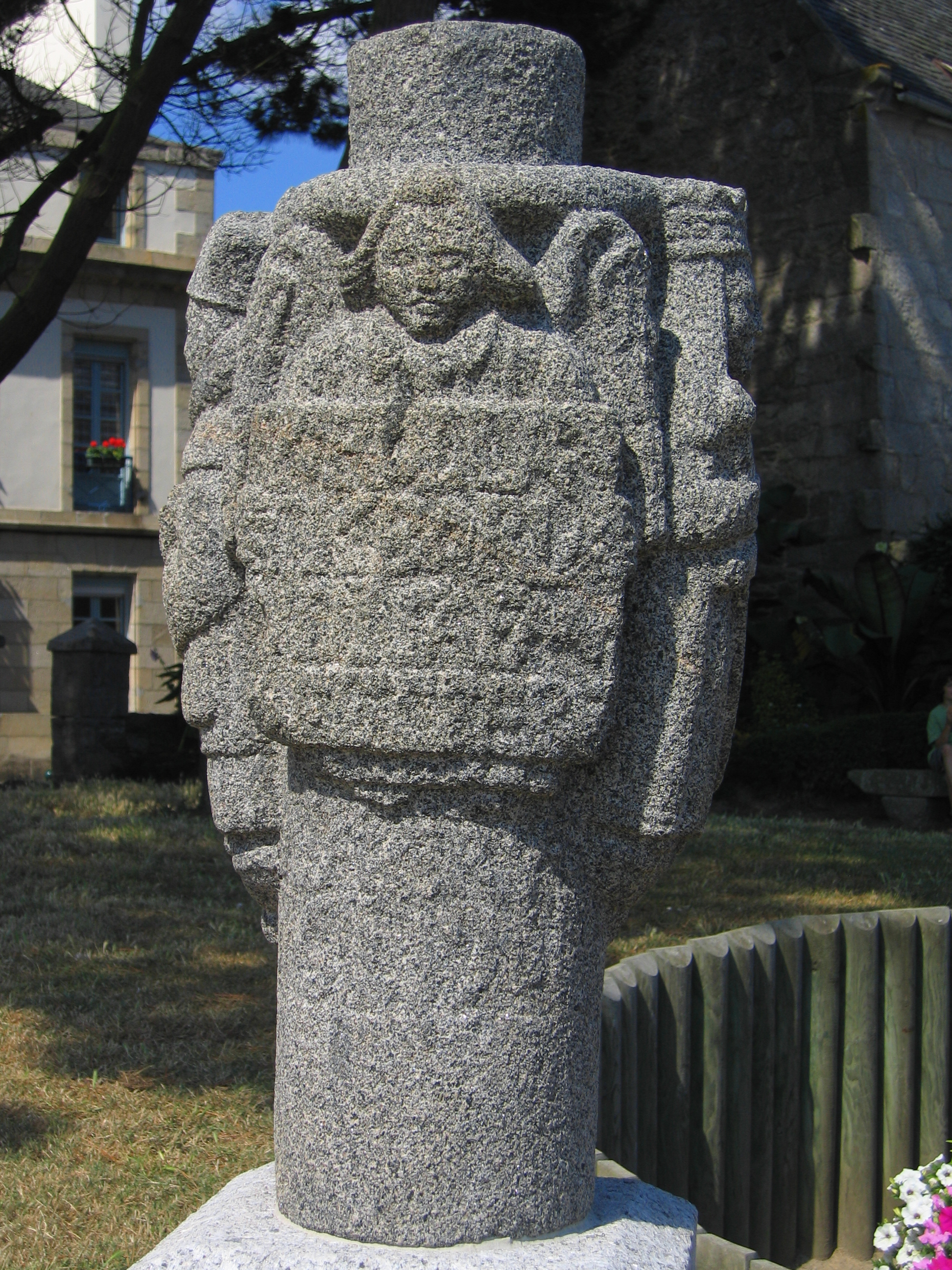
Croix de Kerguennec (chapelle Sainte-Anne)[Note 79].

### Tableaux et mosaïques
- Jules Noël : Roscoff vers 1854-1858 (crayon sur papier, collection particulière)
- Mosaïques d'Isidore Odorico au CHM de Perharidy[182]
- Fresques de Kerga au CHM de Perharidy[183] (visite sur demande).

## Personnalités liées à la ville
- Marie Stuart, débarquée à Roscoff le 18 août 1548.
- Charles Édouard Stuart, débarqué à Roscoff le 10 octobre 1746.

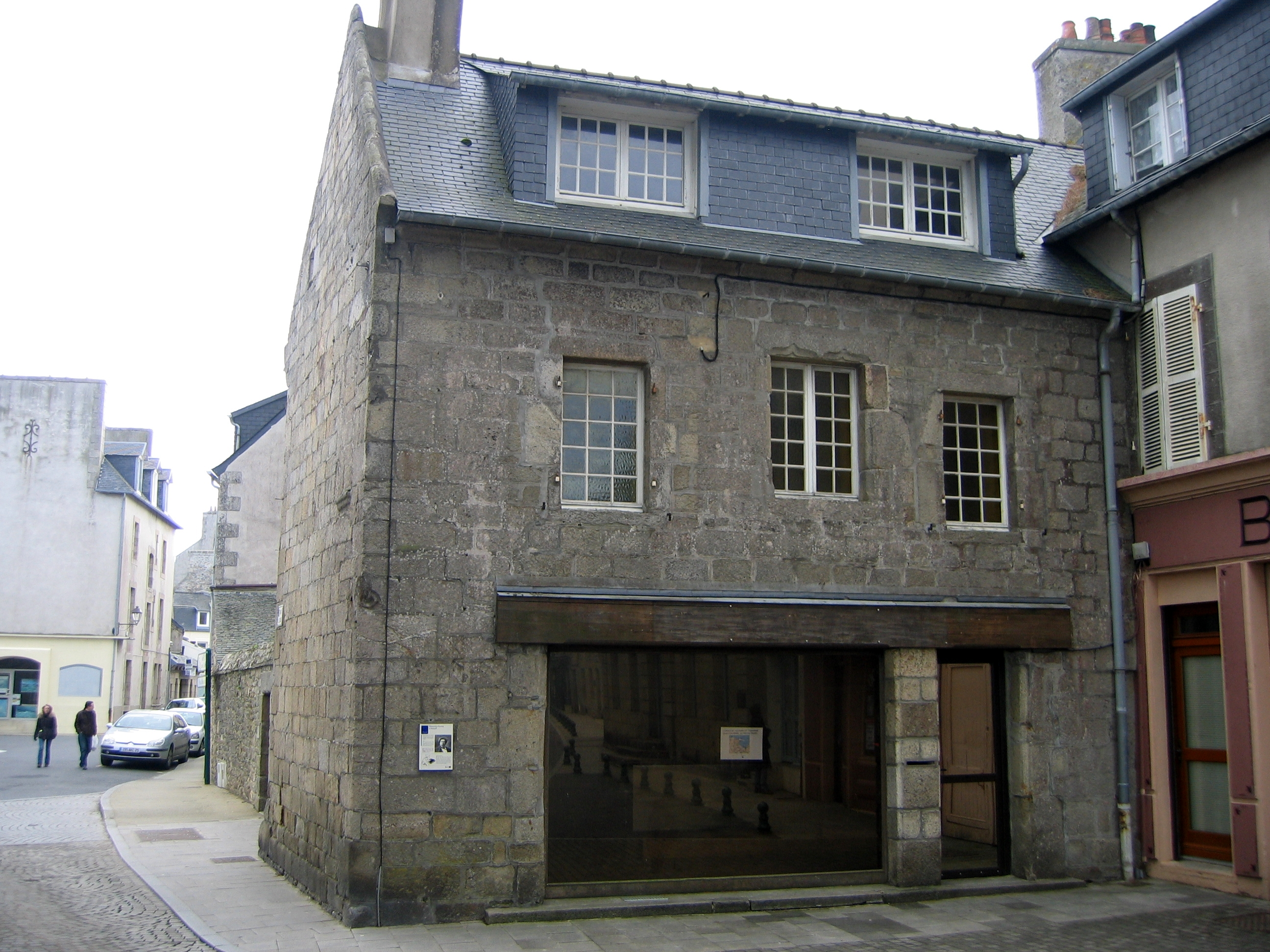
Résidence d'Alexandre Dumas à l'été 1869 (cliché de 2009, avant rénovation de la façade).

- Alexandre Dumas, accueilli par son ami Edouard Corbière, séjourna cinq semaines de 1869 dans une maison louée au boulanger[184].
- Liane de Pougy, danseuse et courtisane du Paris de la Belle Époque qui séjournait au Clos Marie.
- Louis-Ferdinand Céline séjourna à Roscoff en 1920.
- Jacques Monod, biochimiste, stagiaire à la station biologique de Roscoff.

### Entrepreneurs à Roscoff
- Édouard Corbière, créateur du roman maritime de langue française, cofondateur d'une compagnie morlaisienne de steamers et président de la CCI, qui eut une influence déterminante sur le développement de Roscoff où il séjournait six mois par an, dont l'été.
- Guillaume Lesquin dit William Lesquin[185] né vers 1803, capitaine phoquier naufragé avec son équipage à l'île de l'Est de l'Archipel Crozet, (TAAF) en 1825[186].
- Louise de Kergariou, fondatrice en 1900 de la Fondation CHM / Ildys, premier employeur de la ville.
- Alexis Gourvennec (1934-2007), président-directeur général (Brittany-Ferries, SICA,...).

### Savants
- Henri de Lacaze-Duthiers, professeur en Sorbonne, fondateur en 1873 de la Station biologique de Roscoff dans deux hôtels mitoyens cédés par Édouard Corbière.
- Docteur Bagot, qui ouvrit un cabinet secondaire à Roscoff en 1887, fondateur en 1899 de l'Institut Rochcroum.
- Yves Delage, directeur en 1901 de la SBR, où il avait été préparateur.
- Édouard Le Danois, chercheur de la SBR à l'origine en 1933 du premier navire océanographique français, un des pères de l'IFREMER.
- Jean Painlevé, biologiste, inventeur, en particulier à la SBR, du cinématographe documentaire scientifique[187].
- Charles Pérez, directeur de la SBR avant guerre.
- Marcel Prenant, chef de travaux de la SBR de 1924 à 1928, date à laquelle il est remplacé par Georges Tessier, lequel deviendra son second à l'état major des FTPF.
- Georges Tessier, normalien résistant, successeur de Frédéric Joliot-Curie à la tête du CNRS et directeur de la SBR après guerre, fondateur de la biométrie française et promoteur du néodarwinisme[188].
- Charles Bocquet, zoologiste, assistant de Georges Tessier.

### Écrivains liés à Roscoff

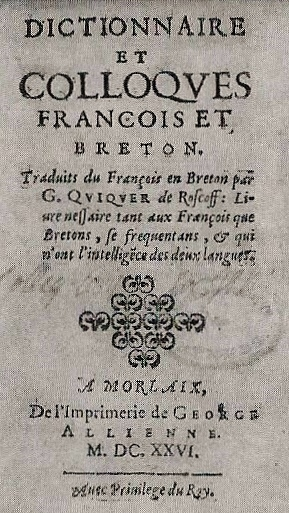
Guillaume Quiquer : Dictionnaire et colloques françois et breton (page de garde).

- Guillaume Quiquer (1605 à Roscoff [?] - 16..) a écrit plusieurs livres franco-bretons dont :
  - "Dictionnaire et colloques François et breton", publié pour la première fois en 1626 à Morlaix. Ce livre a été réédité au moins 9 fois avant 1750[189].
  - "Le nomenclator latin-français-breton", publié pour la première fois en 1633[190] (réédité en 2000 par Skol  (ISBN 978-2-911647-15-4)).
- François Nicolas Pascal de Kerenveyer, poète natif de Roscoff, initiateur du Club breton et général des armées de la Révolution.
- Tristan Corbière, poète, y eut ses quartiers d'été, voyant dans Roscoff un « trou de flibustiers », un « vieux nid à corsaires ».
- Jean Feutren, recteur de Roscoff de 1962 à 1977, historien bénévole de la commune[191] et éditeur du Catholicon[192] contenant un fac-similé de l'exemplaire de Quimper[193].

### Peintres de Roscoff
- Iaroslav Tchermak, peintre, amateur de Roscoff, qui contribua à la sauvegarde de la chapelle Saint-Ninian[194].
- Michel Bouquet, peintre et faïencier qui travailla à Roscoff en 1860.
- Mathurin Méheut, dont le séjour à la Station biologique de Roscoff en 1910 et 1911 fut le point de départ de sa carrière de peintre de la marine.
- Henry Gerbault (1863-1930), illustrateur satirique retraité à Roscoff en 1919 où il meurt le 19 octobre 1930.

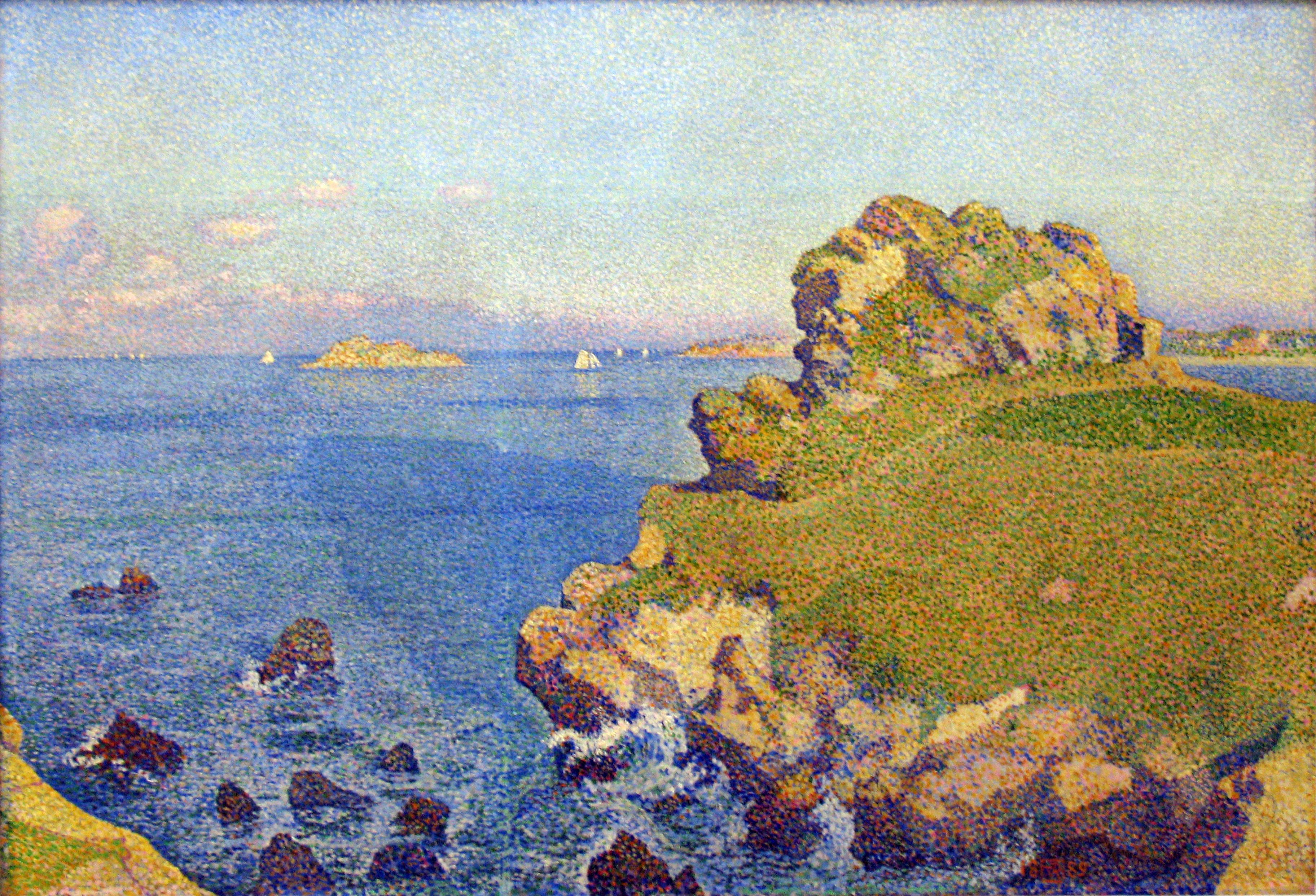
Théo Van Rysselberghe,
La Falaise de Perkiridy, 1889.

- Théo Van Rysselberghe (1862-1926) n'y a fait qu'un seul séjour durant l'automne 1889 et y a peint trois tableaux, L'Entrée du port de Roscoff, La Pointe de Per Kiridec et Près des rocs de Per Kiridec, dans un style pointilliste[195].
- Kerga, auteur des fresques du CHM de Perharidy fondé par sa tante Louise de Kergariou.
- Isidore Odorico, auteur des mosaïques du CHM de Perharidy.

### Autres personnalités
- Jérôme-Hyacinthe Penhoat (1812-1882), né à Roscoff, officier de marine devenu vice-amiral puis préfet maritime de Cherbourg et Toulon.
- Alphonse Guéna (1908-1944), officier du Bataillon de marche n° 1, Compagnon de la Libération.
- Esprit Le Mat, sauveteur plusieurs fois décoré, décédé en 1905.
- Claudine Mazéas, ethnomusicologue originaire de Roscoff, dont le premier collectage a lieu sur l'île de Batz.

## Infrastructures et services

### Cultes et cimetières
- le culte catholique : la paroisse de Notre-Dame de Kroas-Batz et la chapelle Sainte-Barbe le 15 août ;
- le culte protestant (Évangélique Baptiste) : temple rue du Dr Bagot.

La ville possède deux cimetières, un ancien, le cimetière marin du Vil, et un récent situé à la sortie sud de la ville, le cimetière de Kermenguy, dans lequel sont également inhumées quelques personnalités locales.

### Jardins
Roscoff a obtenu quatre fleurs au Concours des villes et villages fleuris de France. Plusieurs parcs et jardins peuvent être visités :
- Le jardin Louis-Kerdilès[197], à l'ouest de la ville sur l'anse de Laber qui s'étend sur une partie du polder derrière la digue.
- Le Jardin exotique et botanique de Roscoff[198], 3 500 espèces exotiques classées par continent sur 16 000 m2 paysager sur la baie de Morlaix[199]:
  - Restionaceae ([intérêt national CCVS 2005).
  - Aeonium (intérêt national CCVS 2007).
  - Protea (agrément CCVS 2005).
  - Kniphofia (agrément CCVS 2005).
  - Melianthus (agrément CCVS 2005).
  - Les inflorescences de rince-bouteilles, Grevillea, Hakea, Hebe, Kniphofia, Banksia…
  - Les odorants eucalyptus (plus de 100 espèces différentes), Pittosporum, Melaleuca…
  - Les stipes des fougères arborescentes et des palmiers…
  - Les succulentes cactées, agaves, aloès, sedums du Mexique, crassulas d'Afrique du Sud…
  - Les bulbeuses Amaryllis belladonna, fleurs de la passion…
  - Les éphémères Echium des Canaries, Senecio elegans…

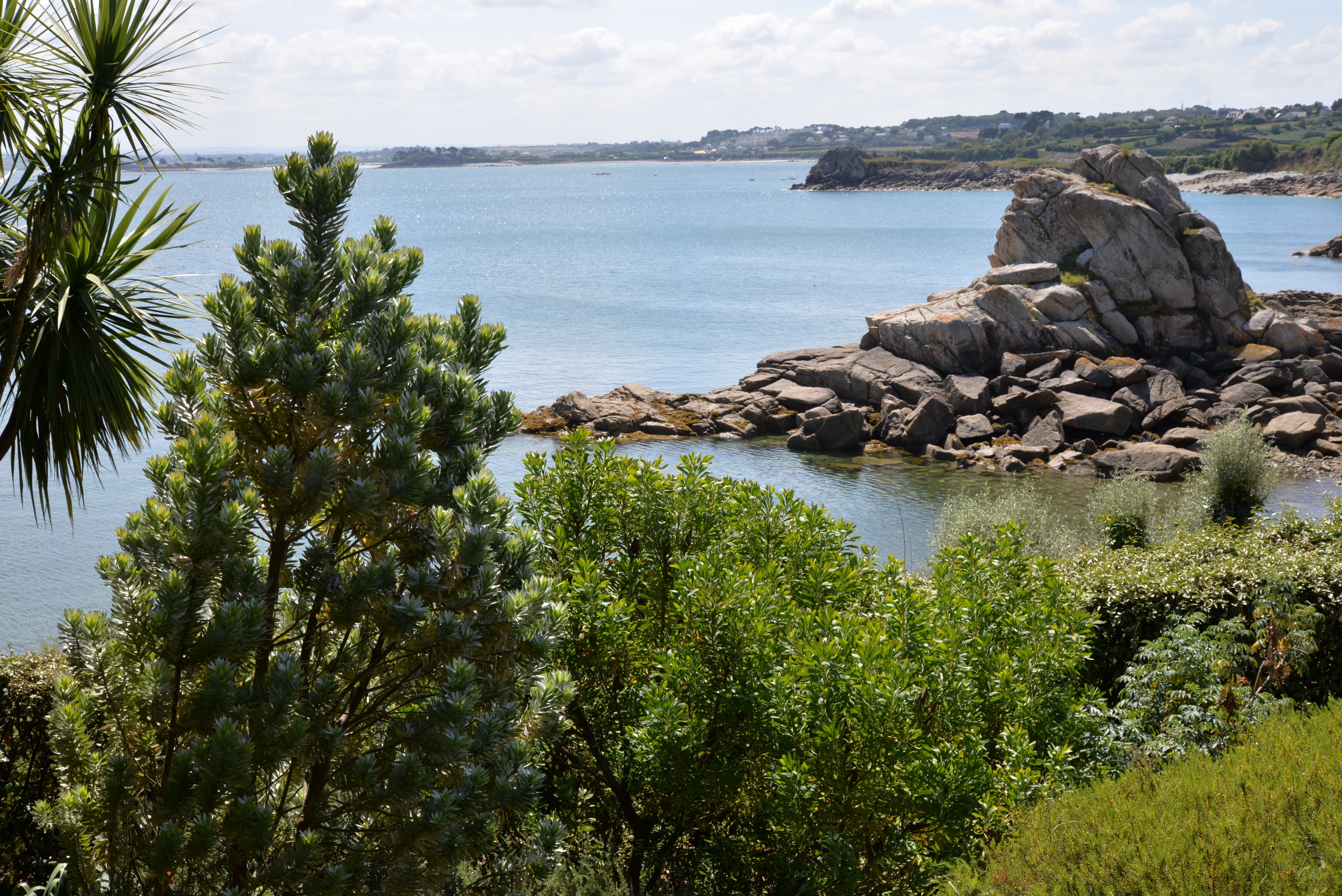
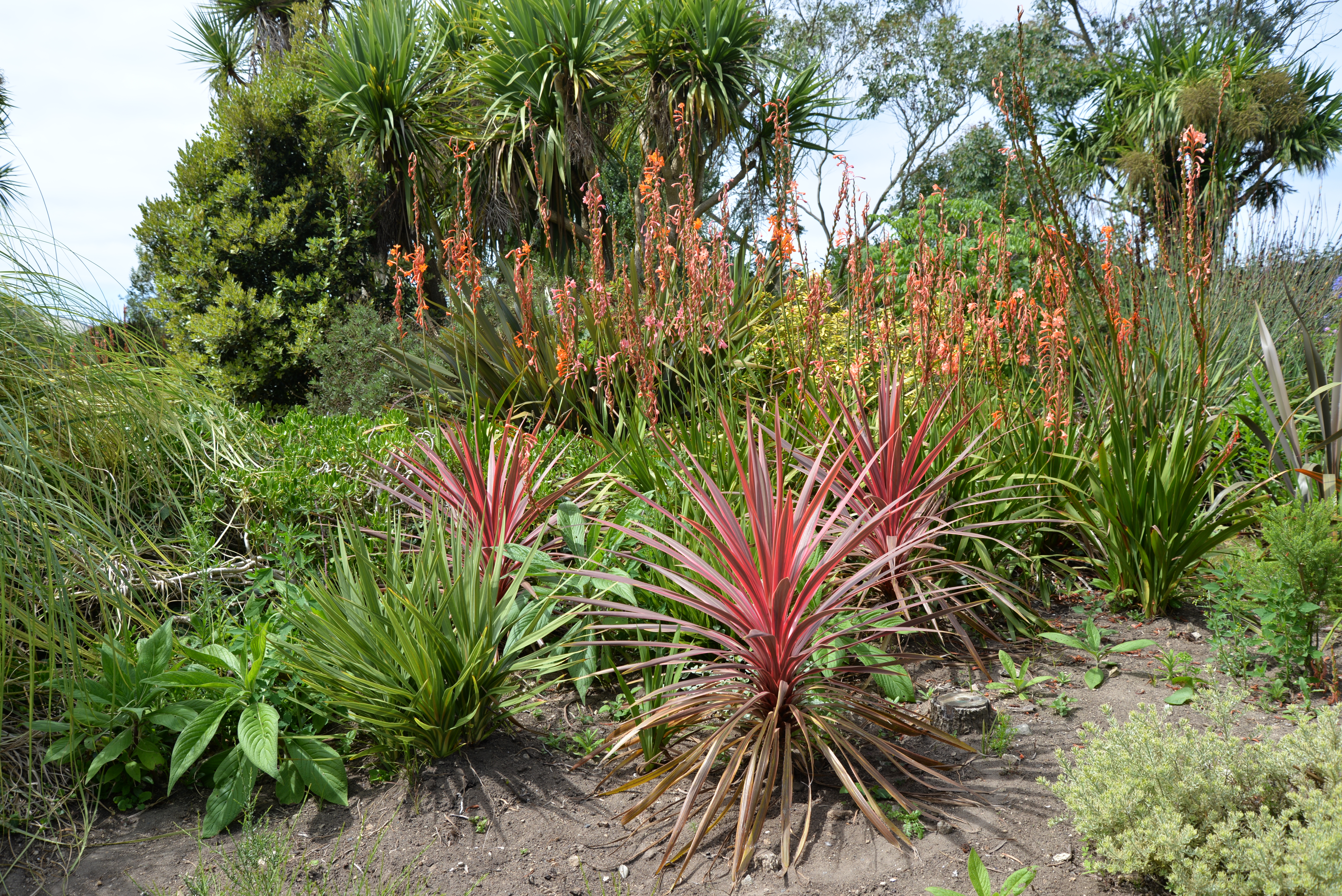
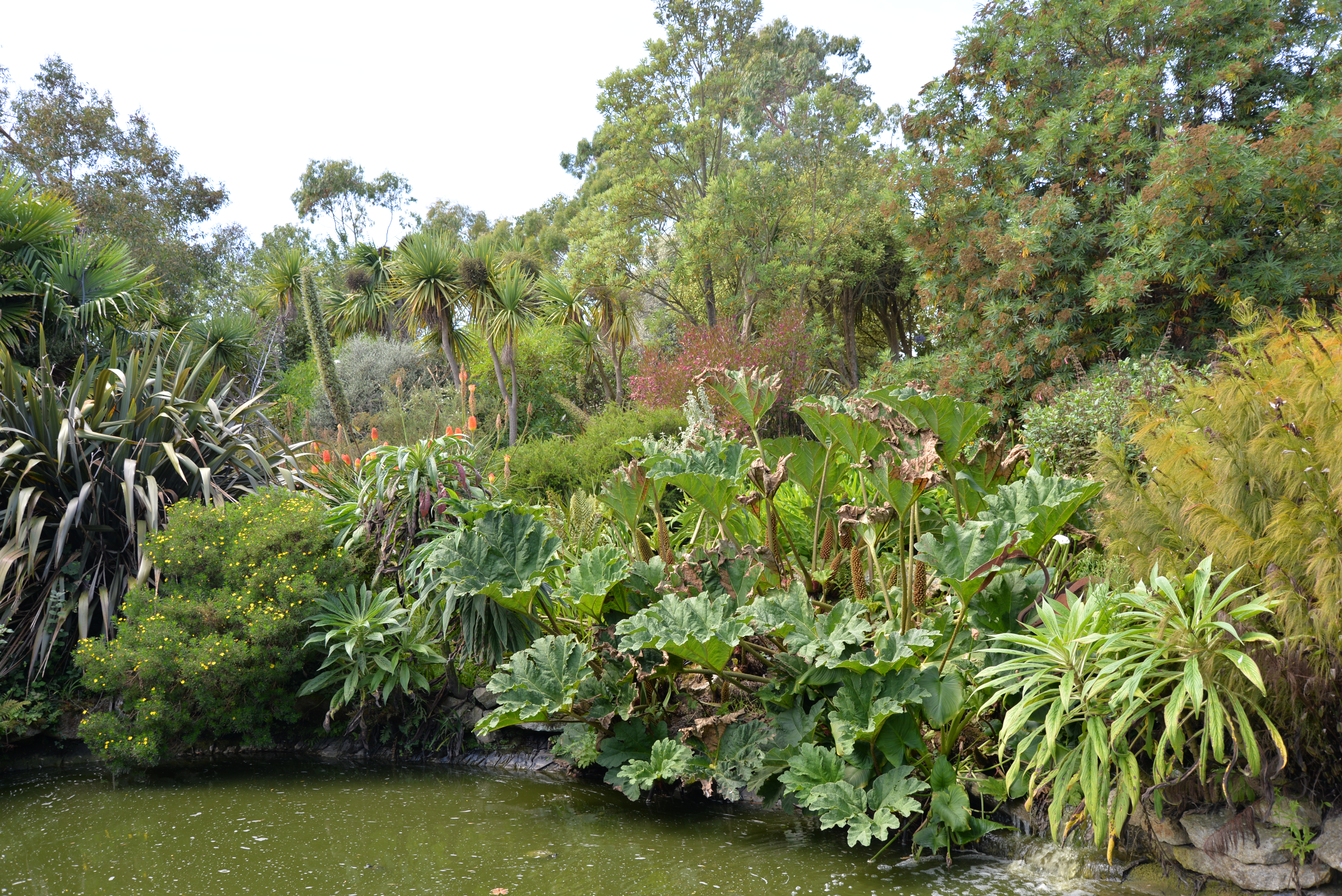
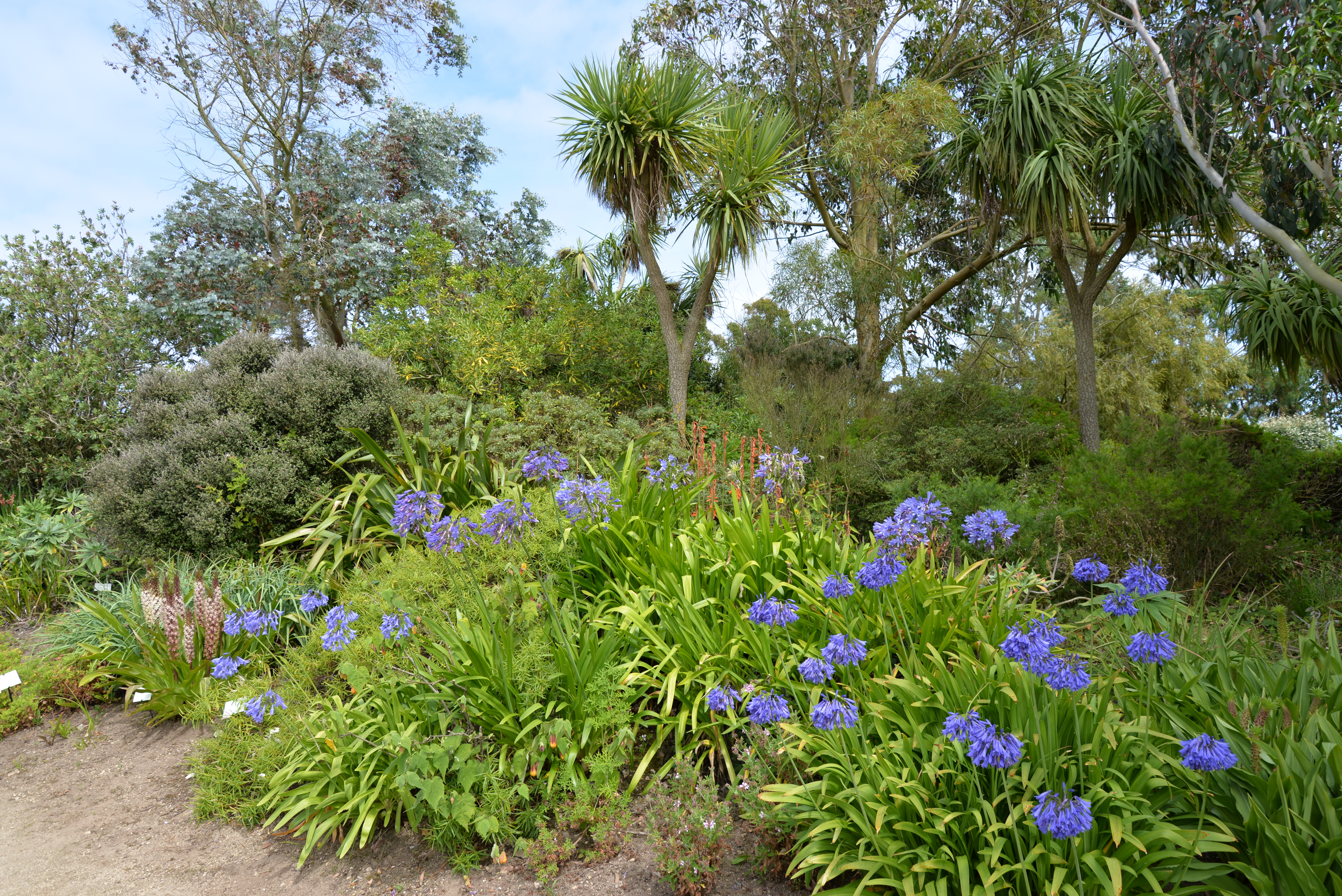
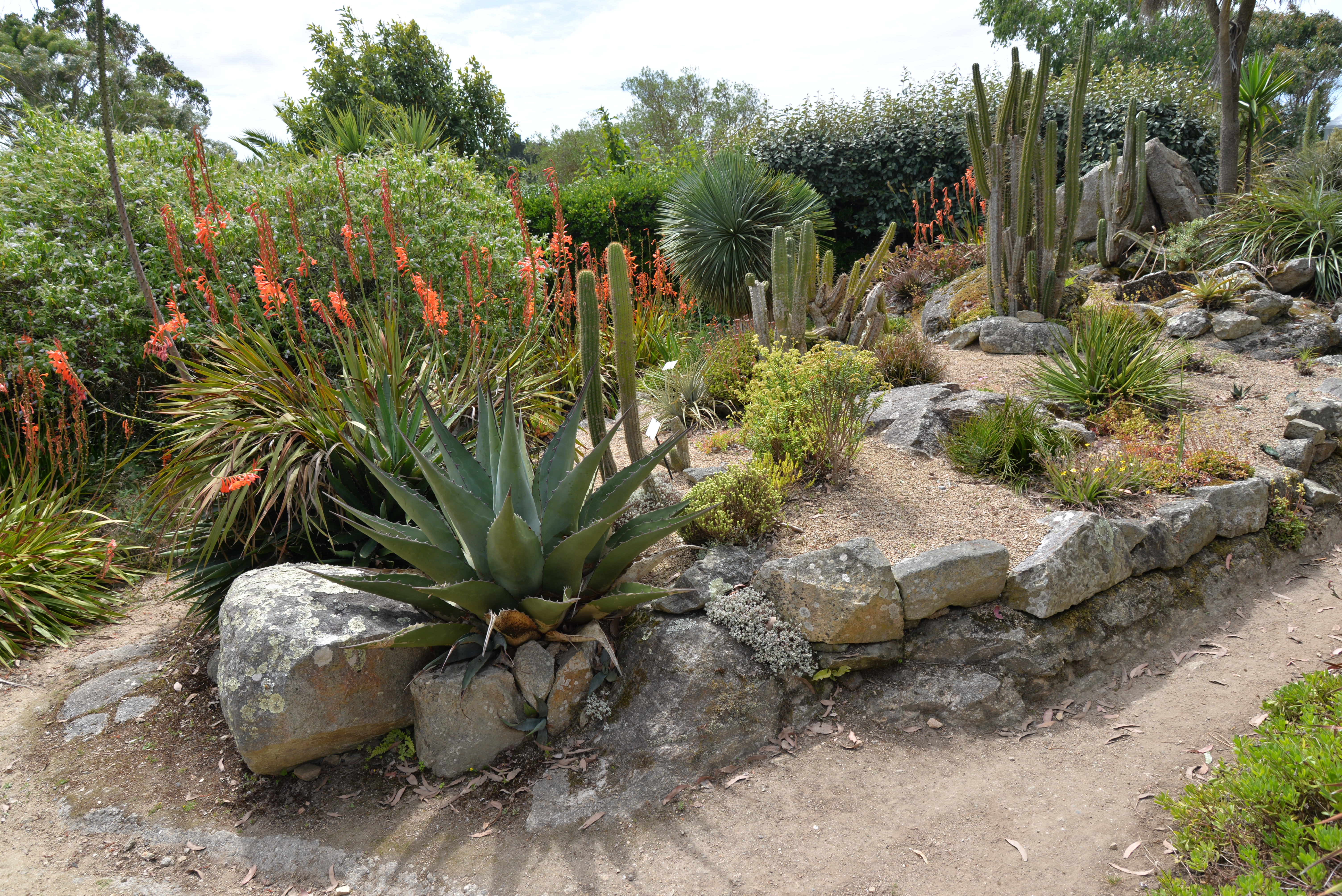
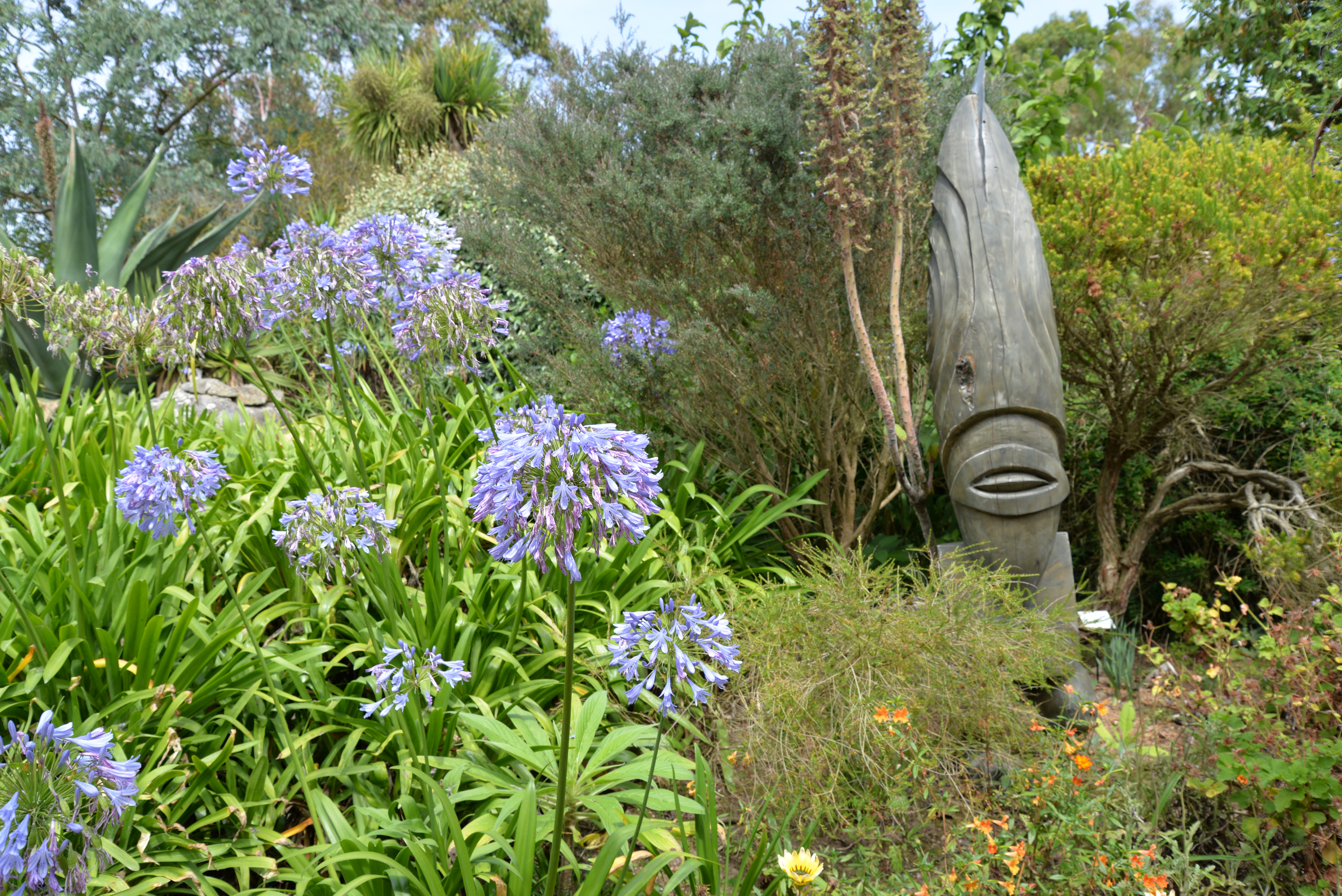
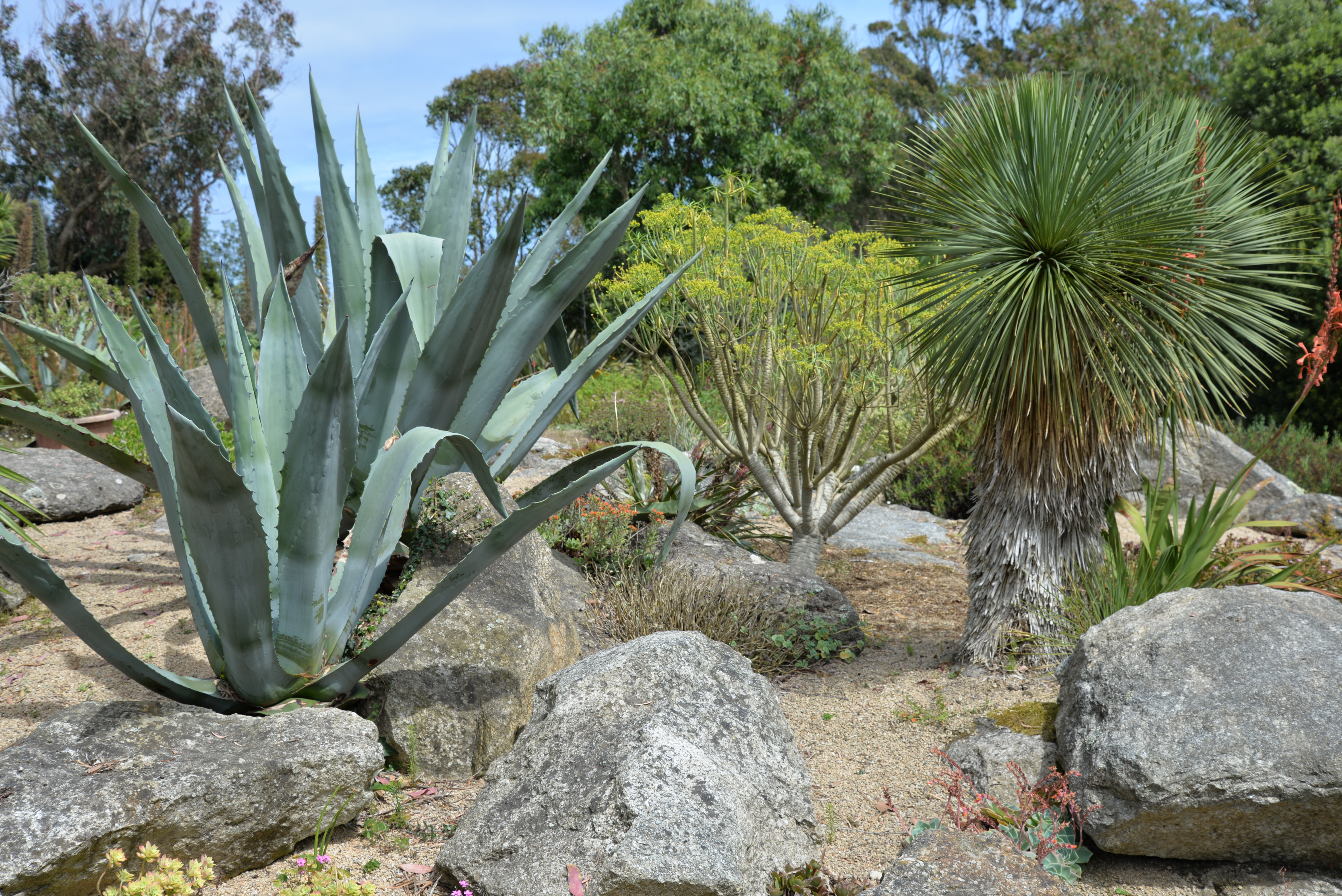
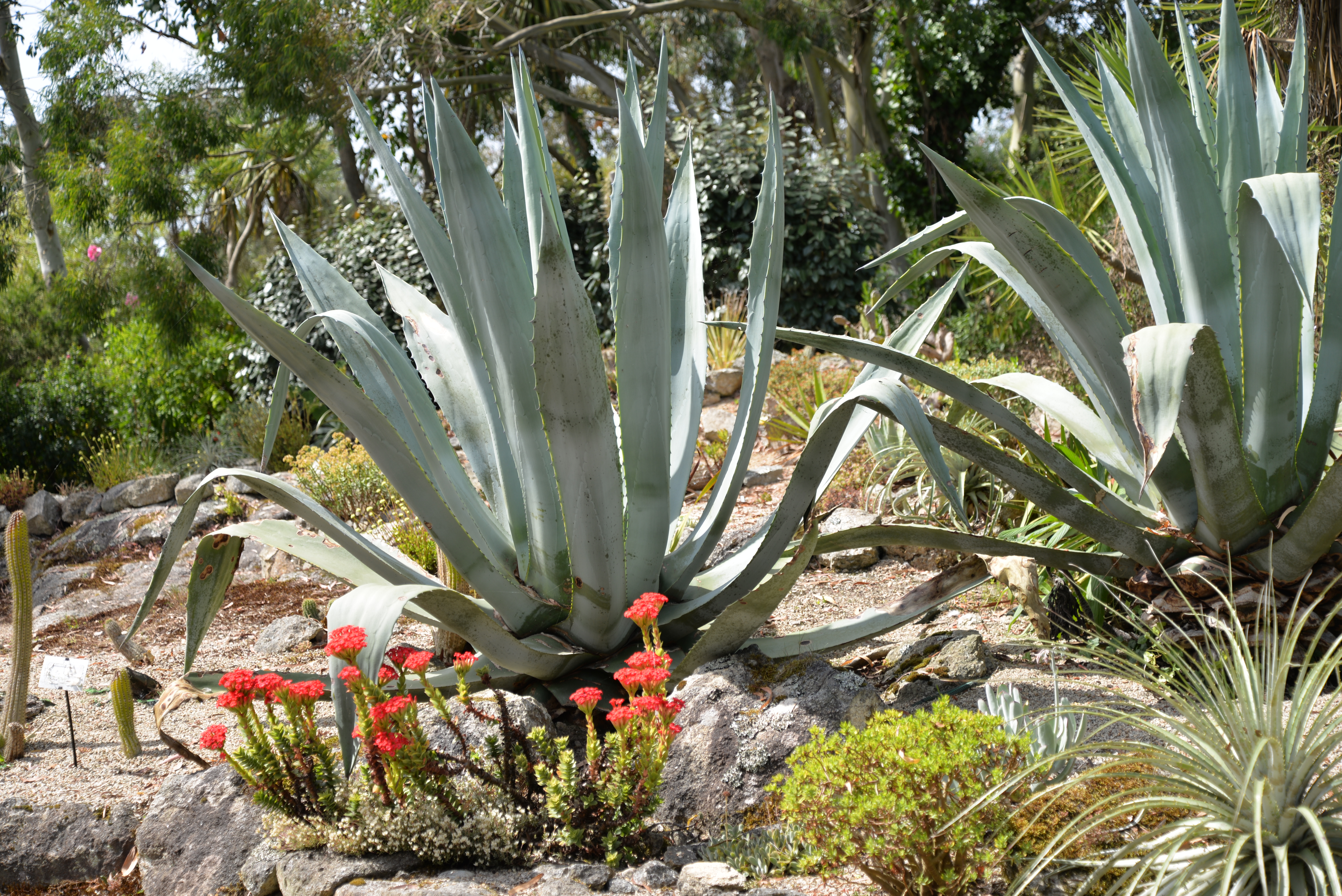
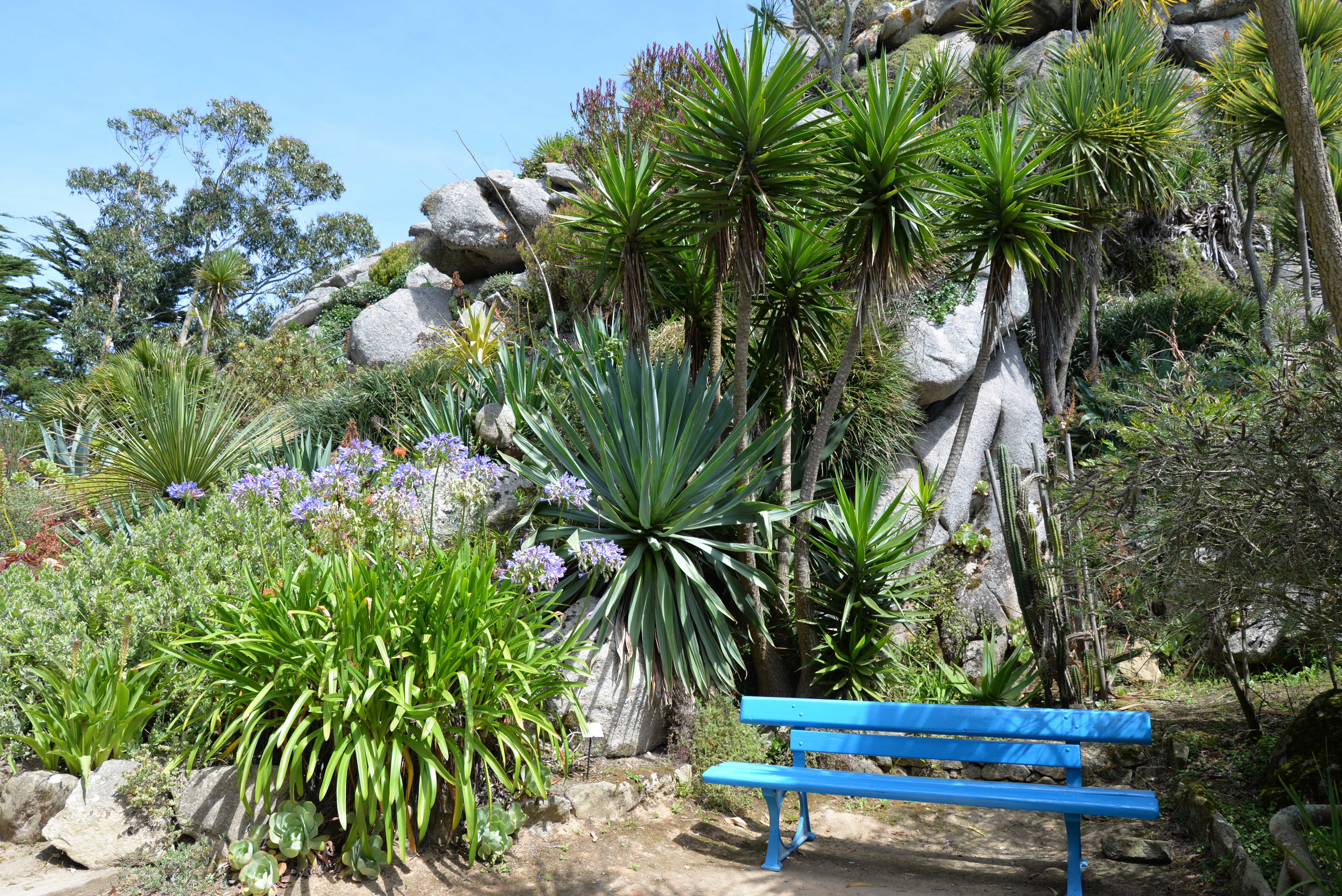

### Plages
- Baignade surveillée : Rochkroum en saison (certains jours)
- Baignade non surveillée
  - Plage du Ruguel, le, à l'entrée de la presqu'île de Perharidy, sur l'anse de Laber qui se vide entièrement sur plus d'un kilomètre à marée basse.
  - Traon Erc'h, petite plage au sud du Jardin Exotique de Roscoff.
  - Grande grève, sur la baie de Morlaix au sud de la précédente.

L'office de tourisme met à disposition un fauteuil de baignade pour les personnes à mobilité réduite sur la plage de Rochkroum.

### Établissements scolaires
La commune a deux écoles maternelles et primaires : l'école publique Les Moguerou et l'école privée Ange-Gardien. Il n'y a ni collège ni lycée. Ces derniers se trouvent à Saint-Pol-de-Léon et l'île de Batz (collège des Iles du Ponant).
Ces écoles sont gérées par l'Inspection générale de l'inspection départementale de l'Éducation nationale, de Saint-Pol-de-Léon et par l'Académie de Rennes.

### Enseignement supérieur
À la Station biologique de Roscoff, le département des sciences de la mer de la faculté des sciences et ingénierie de Sorbonne Université.

### Sports
La commune dispose d'une école municipale des sports, du stade Gérard-Martin, d'un complexe sportif à Lagadennou (gymnase, espace multi-sports extérieur et courts de tennis), d'un terrain multi-sport à Rockroum.
Le centre nautique au 2 rue du Capitaine Coadou  est géré par l'association Centre Nautique de Roscoff.
- Annuaire des associations actives sur Roscoff, dans les domaines du sport, des loisirs et des activités économiques et sociales.

### Santé
Une maison de santé existe à Roscoff depuis 2021. Autres équipements de santé à Roscoff : une pharmacie, un centre de rééducation (d).

### Eaux et déchets

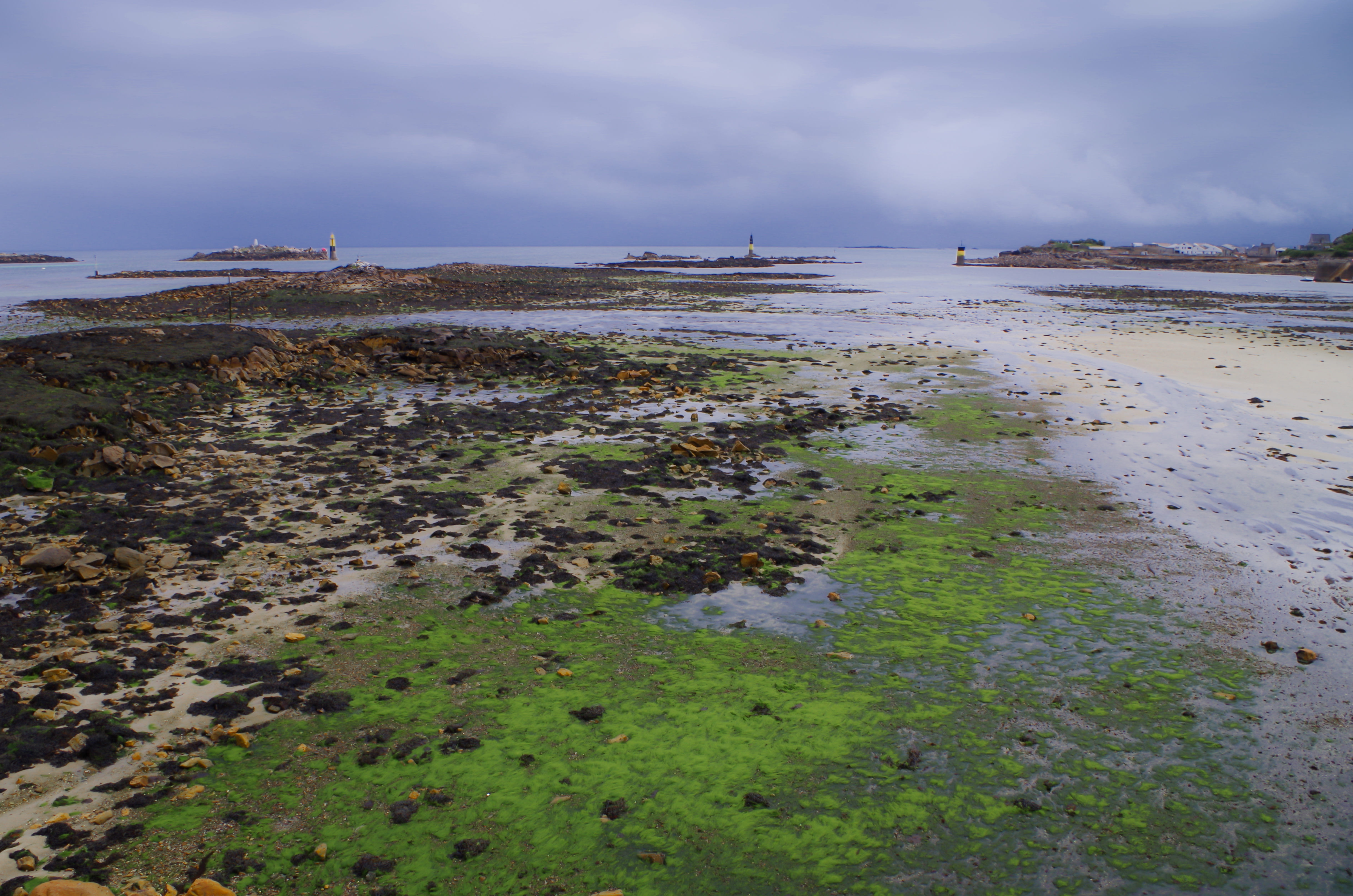
La pollution aux nitrates fait proliférer les algues vertes dans le port de Roscoff, ici en juin 2013.

Le traitement des déchets est assuré par la communauté de communes. Le tri sélectif se fait en bac individuel ou collectif en zone urbaine, en bac collectif en zone rurale. La déchèterie la plus proche est à Plougoulm.

### Maintien de l'ordre
La commune est équipée d'une police municipale et de vidéo surveillance.